# ノルマンディー上陸作戦
座標: 北緯49度20分 西経0度36分 / 北緯49.34度 西経0.60度
ノルマンディー上陸作戦（ノルマンディーじょうりくさくせん、英: Normandy landings、Invasion of Normandy）は、第二次世界大戦中の1944年6月6日に連合国軍によって行われた、ナチス・ドイツ占領下のフランス北部への上陸作戦。ノルマンディー上陸作戦はオーヴァーロード作戦（大君主作戦、Operation Overlord）とも言い、上陸に際しての海軍の作戦はネプチューン作戦（海神作戦、Operation Neptune）と呼称した。ノルマンディーの上陸作戦は第二次世界大戦中最もよく知られた戦いの一つでもあり、本作戦で用いられた軍事用語D-デイは作戦開始当日の1944年6月6日を表すが、上陸作戦があまりに有名なためDデイと言えばこの作戦を意味する。ドイツ語では、いちばん長い日（独: der Längste tag）として知られる。他にノルマンディー侵攻作戦（Normandy Invasion）とも表記される。
ポール・ケネディ（2013年）によれば「ネプチューン作戦」はイギリス海軍による伝統的な命名。山崎雅弘（2008年）は連合作戦の先陣を担う上陸作戦名は「ネプチューン作戦」、上陸からフランスの首都パリの解放までの作戦全体は「オーヴァーロード作戦」としているが、その後の著作（2020年）で第一陣は空挺作戦とも記している。
イギリスを進発したイギリス軍、アメリカ軍を主力とする連合国軍の兵員が、作戦初日だけで約15万人、オーヴァーロード作戦全体で200万人が英仏海峡を渡ってノルマンディー海岸とコタンタン半島東岸に上陸した。現在に至るまで歴史上最大規模の上陸作戦である。
本作戦は、北フランス内陸に対する夜間の落下傘部隊の降下から始まり、上陸予定地への空襲と艦砲射撃に続いて、早朝からの上陸用舟艇による敵前上陸が行われた。連合軍は、イギリスの首相ウィンストン・チャーチルが「かつて行われたもののうちで最も複雑な作戦」と評したほどの苦戦も覚悟していたが、様々な要因もあってドイツ軍にとっては完全な奇襲となり、上陸作戦は「オマハ・ビーチ」など一部を除いて円滑に進み、損害は想定を遥かに下回った。とはいえドイツ国防軍と武装親衛隊（武装SS）の抵抗は激しく、連合国軍は橋頭堡を確保した後、内陸への進撃は計画より遅れた。
ナチス・ドイツは、ソビエト連邦（ソ連）との東部戦線、イタリア戦線に加えて、西部戦線でも再び陸上での戦闘を余儀なくされることになり、1年足らず後の1945年5月上旬には降伏に追い込まれた。

## 序章

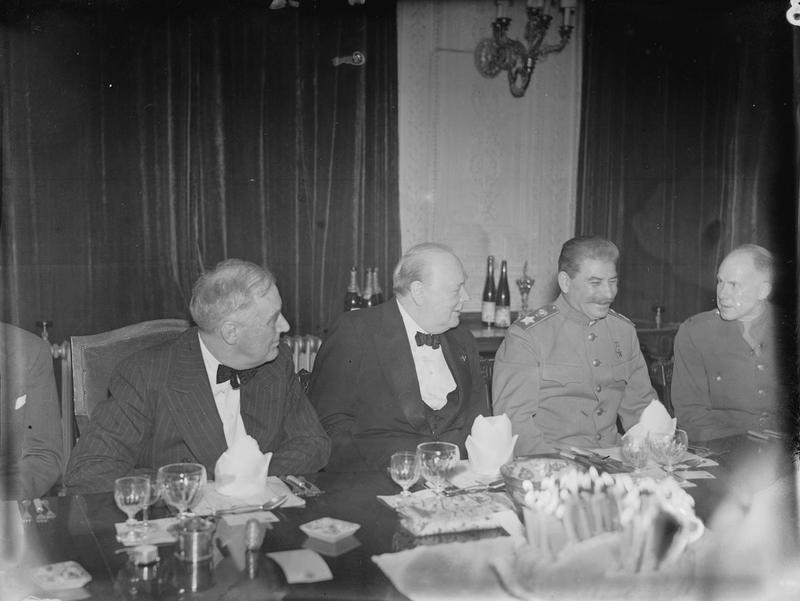
テヘランに集まった3首脳、左からフランクリン・ルーズベルト、ウィンストン・チャーチル、ヨシフ・スターリン、チャーチルの69歳の誕生日晩餐会

ナチス・ドイツのフランス侵攻とノルウェー侵攻での防衛戦に敗れたイギリスやフランスなどの連合国軍は、1940年夏までにヨーロッパ大陸からダンケルクの戦いを経てドイツ軍にイギリス本土に叩き出されて、西ヨーロッパはドイツの手中に落ちた。こうしてイギリス海峡を渡りフランスに進攻して西ヨーロッパを奪還しドイツの中心部に直接的大打撃を加えるということが連合国指導者にとっての悲願となった。また1941年にバルバロッサ作戦でドイツ軍がソビエト連邦に侵攻すると、ソ連の最高指導者ヨシフ・スターリンは、アメリカ大統領のフランクリン・ルーズベルトとイギリス首相ウィンストン・チャーチルに対して、可及的速やかに西ヨーロッパに進攻してドイツ軍を東西から挟撃するように要請し続けた（第2戦線）。1942年5月29日、ソ連のヴャチェスラフ・モロトフ外相がルーズベルトの招きでアメリカを訪問し、ルーズベルトやその顧問や軍の高官と協議して、1942年中にヨーロッパに第2戦線を創設するという緊急課題への理解とレンドリースの増加と迅速化の約束を取り付けた。
しかし、ルーズベルトとチャーチルの間にはかなりの戦況判断の違いがあり、アメリカ軍はモロトフとの合意を実現するべく、ラウンドアップ作戦やスレッジハンマー作戦などのフランス進攻作戦を策定したが、チャーチルは連合軍のフランスへの進攻は時期尚早と判断しており、いきなりフランスに進攻するのではなく、まずは地中海を制してからイタリアに進攻した後でも遅くはないと考えていた。このチャーチルの判断には、フランスへの上陸作戦の実戦的なテストとして計画された奇襲作戦ディエップの戦いの惨敗での苦い経験も大きく影響していた。
その後、北アフリカ戦線で連合軍が勝利し、ハスキー作戦でシチリア島を占領、さらには、ドイツ軍が「フェストゥング・オイローバ（ヨーロッパ要塞）」と名付けて堅守を誇っていたヨーロッパ大陸の“柔らかい下腹”であったイタリア本土に連合軍が上陸すると、ベニート・ムッソリーニが失脚していたイタリアがたまらずに連合軍に降伏し、連合軍は目標であった地中海の制海権を確保できてフランス進攻への機運が高まった。しかし、チャーチルとイギリス軍参謀総長アラン・ブルック元帥は、ドイツ軍の防備が固いフランスへの大規模な上陸作戦の実現性には懐疑的で、連合軍は北イタリアに上陸してイタリアからドイツ本土に進撃すべきと考えていた。チャーチルには、イタリアからスロベニアのリュブリャナに進攻、その後パンノニア平原に抜けるといったアドリアチック縦断作戦構想があったが、これは第一次世界大戦でイギリス軍がフランスで甚大な人的損害を被ったという苦い思い出があり、これをできうる限り避けたいという意向と、さらには戦後を見据えてバルカン半島へのソビエト連邦の進出阻止という目論見があった。
及び腰のイギリスに対してフランスへの海からの進攻計画はアメリカ主導で進められ、1943年11月のルーズベルト、チャーチル、スターリンの3首脳によるテヘラン会談を経て、ついにアメリカ軍とイギリス軍を主力とする連合軍部隊がフランスに上陸して第2戦線を構築し、ドイツを東西から挟み撃ちにすることが決定された。

## 連合国軍の計画

### 計画策定

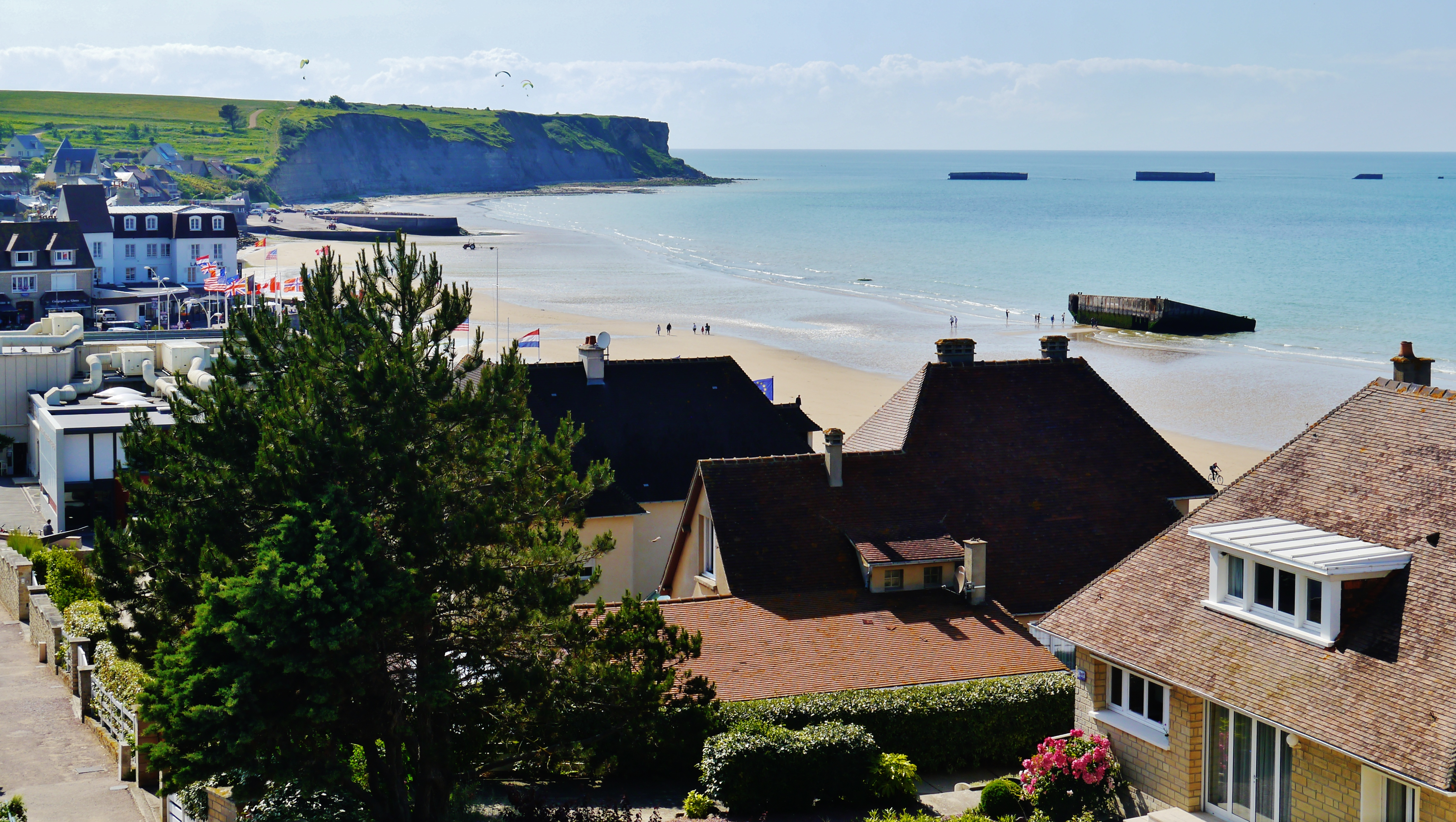
2019年のノルマンディーのゴールドビーチ、沖合と海岸にあるのはマルベリー港の残骸

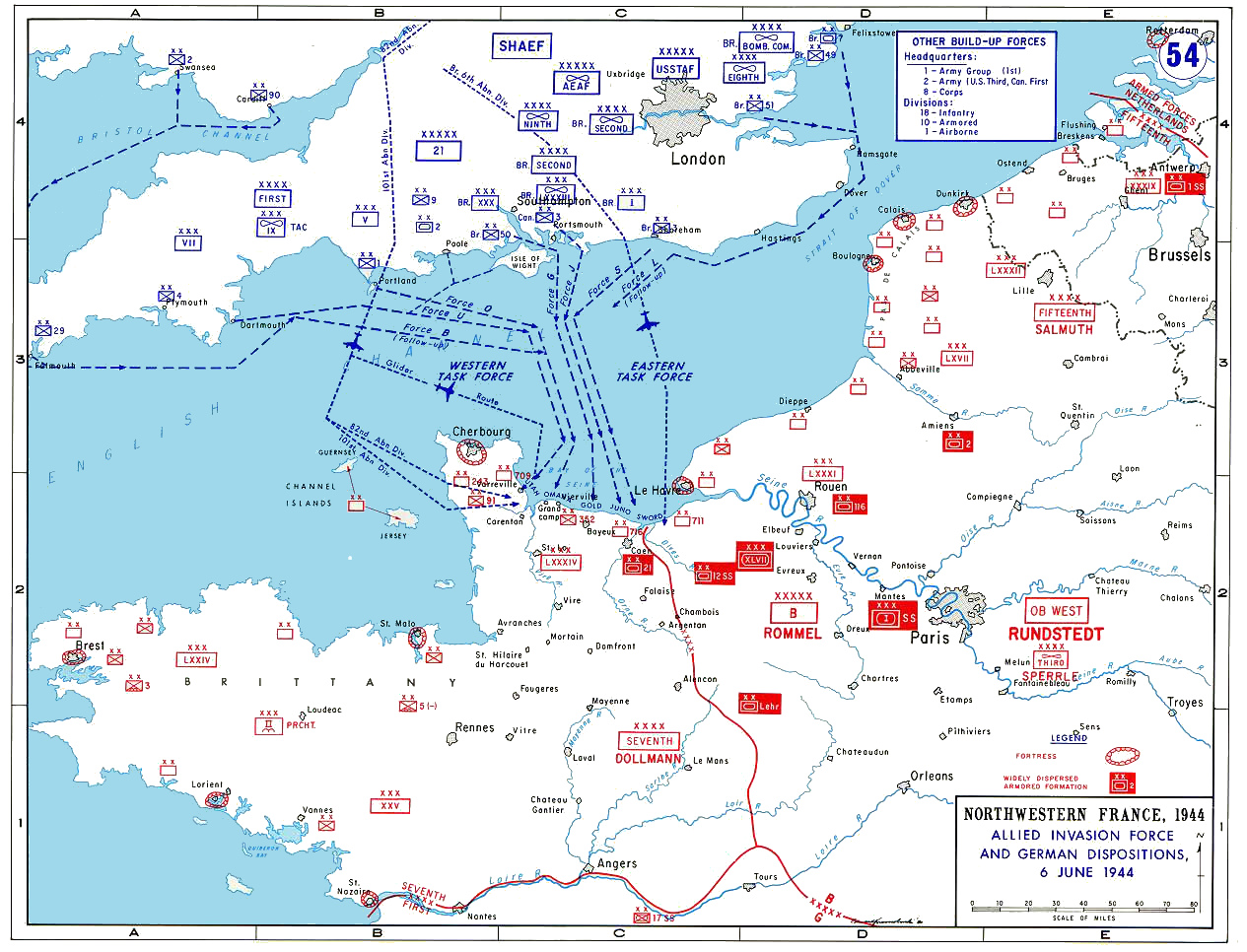
ノルマンディー上陸作戦の作戦計画図（1944年6月6日）。赤はドイツ軍の部隊。輸送路が短くてすむが防御の厚いパ＝ド＝カレーを避け、落下傘部隊の降下と艦船による砲撃、揚陸を組み合わせている。

フランスへの進攻作戦は「オーヴァーロード作戦」と名付けられ、作戦計画は連合軍最高司令部(COSSAC)フレデリック・モーガン中将を中心に策定された。上陸地点の選定は1942年の早い時期から開始されており、モーガンは西ヨーロッパから北ヨーロッパの海岸の大量の航空偵察写真とレジスタンス組織からの写真提供を受けて検討を進めた。写真の収集にはBBCも協力し、ノルウェーからピレネー山脈までのヨーロッパの海岸の写真やポストカードを募集するという偽りの呼びかけを行った。これらの努力で数百万枚もの写真が集まり、モーガンらは緻密な検討を行ったが、最も重視したのがドイツ軍の防衛体制であり、できうる限り防御が弱そうな海岸を選ぶこととした。イギリス本土からの距離が最も近い上陸可能地域はパ・ド・カレー（カレー港）であったが、ドイツ軍によって固く防御されており、モーガンらの緻密な検討によってノルマンディーの海岸が最も上陸地点として相応しいという結論に至った。
こうして「オーヴァーロード作戦」の策定は進んでいたが、作戦司令官が連合国各国間の思惑もあってなかなか決まらなかった。1943年12月に連合国遠征軍最高司令部最高司令官にアメリカ陸軍のドワイト・アイゼンハワー大将が、1944年1月には本作戦の地上部隊最高司令官である第21軍集団司令官にイギリス陸軍のバーナード・モントゴメリー大将が任命され、ようやくモーガンの計画の準備が進められることとなった。しかし、肝心の戦力の確保が思うように進まなかった。これは連合軍の「まずはドイツを叩く」という基本方針が有名無実化しており、連合国南西太平洋軍（SWPA）司令官ダグラス・マッカーサー大将やアーネスト・キングアメリカ海軍作戦部長といったアメリカ陸海軍の大物が政治力を発揮して、大量の戦力や物資を大日本帝国軍に対抗するため太平洋戦域に回していたからであった。アメリカ海軍の新型戦艦や航空母艦といった主力艦や敵前上陸作戦に長けていたアメリカ海兵隊は全て太平洋に投入されており、アメリカ陸軍でもマッカーサーがフィリピン奪還を見据えて、ヨーロッパ戦線と同数の師団を確保し、新型の戦略爆撃機B-29はヘンリー・アーノルド元帥の命令で全てが太平洋戦線に回されていた。
司令官に着任したばかりのアイゼンハワーの連合国遠征軍最高司令部（SHAEF）の最初の仕事が「オーヴァーロード作戦」への戦力や物資の確保となった。アメリカ軍は「オーヴァーロード作戦」と全く同じ時期に太平洋戦線でも、チェスター・ニミッツ提督率いるアメリカ海軍、アメリカ海兵隊主力の連合国太平洋軍（POA）が、マリアナ諸島に侵攻する「フォレージャー作戦」（掠奪者作戦）を計画していた。「フォレージャー作戦」はイギリス海峡横断という比較的短距離侵攻の「オーヴァーロード作戦」に対して、アメリカ海軍基地真珠湾から3,000マイル、もっとも近いアメリカ軍の基地エニウェトクからでも1,000マイルの大遠征作戦であり、その作戦の困難さは決して「オーヴァーロード作戦」に劣るものではなかった。また大日本帝国海軍連合艦隊の機動部隊との空母同士の海戦も確実視されており、アメリカ海軍の主力艦艇が投入される計画であった。
そこで、SHAEFの参謀長ウォルター・ベデル・スミス中将は、アイゼンハワーが強く拘っている、「オーヴァーロード作戦」と同じ時期に実施予定の南フランス上陸作戦「アンヴィル作戦」の中止もしくは延期を行い、「オーヴァーロード作戦」に戦力と物資を集中させることをアイゼンハワーに進言した。これはアンツィオの戦いで多数の上陸用舟艇を失ったイギリス軍の要望でもあり、スミスの進言にアイゼンハワーは不機嫌になりながらも渋々同意した。結局、このヨーロッパ戦線と太平洋戦線の戦力不均衡問題を解決したのは、アメリカの圧倒的な生産力であり、この困難な2作戦を同時に行うことを可能としてしまった。しかし、チャーチルが引き続き「オーヴァーロード作戦」に懐疑的なこともあって、作戦準備には手間取り、テヘラン会談でソ連に通告された作戦予定日は5月1日であったが、しかしその後3週間の延期が決まり、さらに6月1日に変更された。5月15日には再び変更され、作戦予定日は6月5日となった。
作戦の延期に伴い、投入兵力が増強され作戦区域が拡大された。当初の計画では3個師団が上陸することとなっていたが、総司令官アイゼンハワーと現場指揮官モントゴメリーの双方ともにその兵力では到底足らず、また作戦区域も拡大すべきと主張した。そのため、上陸兵力は5個師団に増強されたうえ、戦車14個連隊と特殊部隊やコマンド部隊の手厚い支援も追加され、作戦区域はコタンタン半島の付け根からオルヌ川河口まで拡大された。さらに空挺師団3個師団も投入されることに決まった。
上陸開始時刻は、自軍の損害を嫌うアイゼンハワーの方針でより侵攻距離が短くなる満潮時を考えていた。しかし、ドイツ軍の司令官にエルヴィン・ロンメル元帥が着任したという情報を掴んだモントゴメリーは、自分がロンメルをエル・アラメインの戦いで打ち破ったときの経験を思い返して、ロンメルが海岸や海中に大量の障害物を構築し、ロンメル得意の臨機応変の戦術や計略を駆使して上陸を妨害してくると予想。それを打ち破るための最も有力な作戦は、圧倒的な物量で踏み潰すことだと判断し、ロンメルの小細工を無効化させるべく干潮時の上陸を主張した。干潮時に上陸すれば、兵士の進撃距離は伸びて危険度は増すが、重要な戦車や火砲を揚陸する揚陸艇を水中障害物やそれに設置されている機雷から守ることができた。モントゴメリーは多少の損害には目をつぶっても、物量によって有利に作戦を展開できると考えた。ドイツ軍の誰もが、干潮時の身を隠すとこもできない砂浜を、800ｍも走り抜けてくるとは予想もできなかったので、ドイツ軍の火線は全て満潮時の波打ち際を目標として配置されており、このモントゴメリーの作戦は、結局ロンメルの裏をかくこととなった。
連合軍最高司令部は失敗に終わったディエップの戦いのときのように、ドイツ軍から手痛い反撃を受け恐るべき死傷者を出すと懸念していたうえ、ネプチューン作戦の前年の1943年11月に太平洋戦線で行われたガルヴァニック作戦におけるタラワの戦いで、アメリカ軍は、日本の海軍陸戦隊を相手に大損害を被って敵前上陸作戦の困難さを思い知らされていた。自軍の損害予想の正確性に定評のあったアメリカ第1軍司令官オマール・ブラッドレー中将は、タラワの戦訓を分析の上で戦闘開始後数時間で50,000人の死傷者を被ると警戒を強めていた。

### 作戦準備

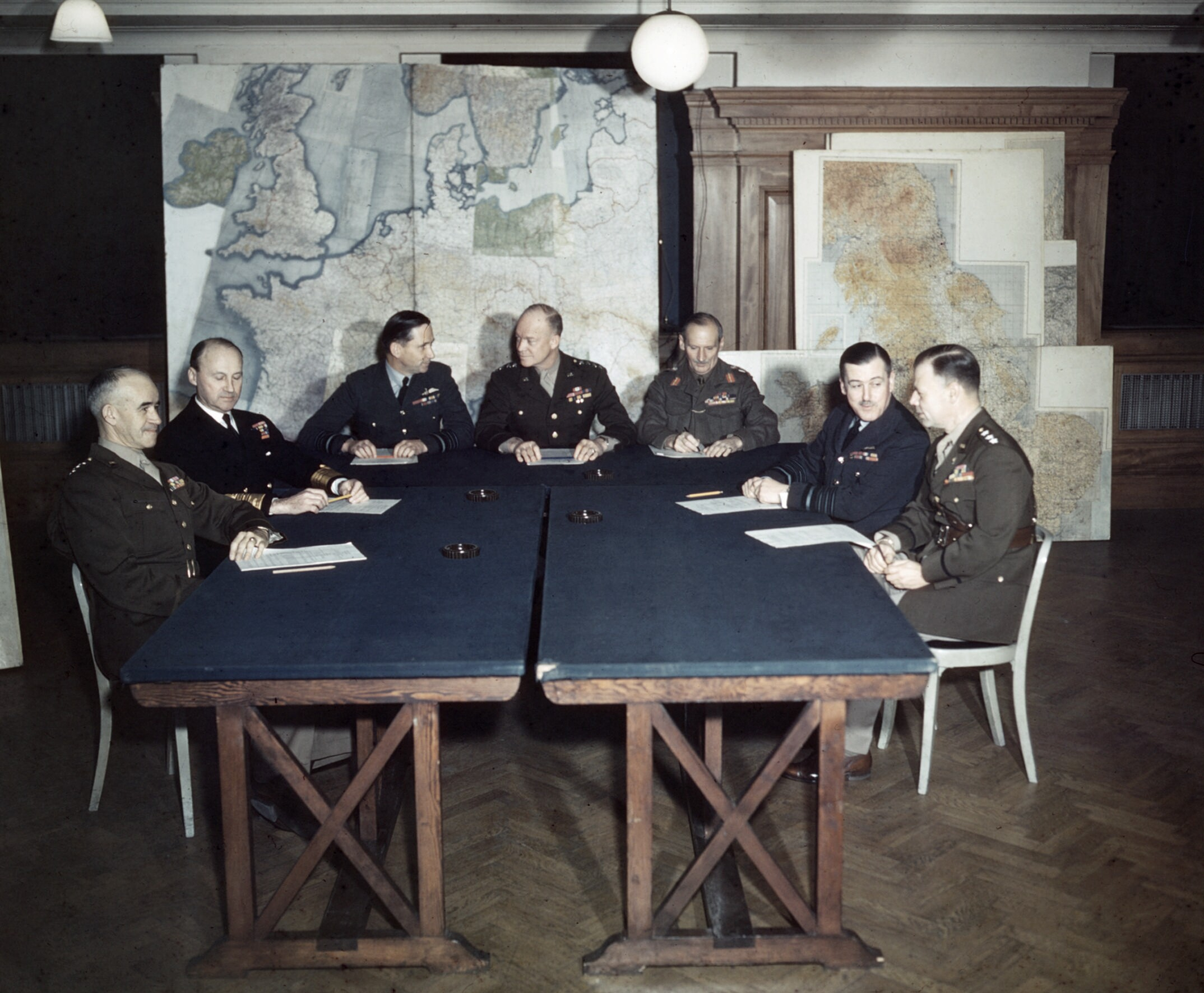
作戦協議をする連合国遠征軍最高司令部

既述の通り、D-デイ当日にノルマンディの海岸に上陸するのは当初計画の3個師団から5個師団に増強され、空からは空挺師団3個が降下する予定であった。しかし、これはあくまでもD-デイ当日に敵前上陸や降下をする師団であって、その後に5個師団が構築する橋頭保から内陸に進撃する連合軍兵士100万人以上がイギリス本土から続々とフランスに送り込まれる計画であった。その内訳はアメリカ軍20個師団、イギリス軍14個師団、カナダ軍3個師団に加えてナチス・ドイツ占領下のヨーロッパから逃れてきていた自由フランス軍1個師団、ポーランド軍1個師団の合計39個師団であった。
作戦準備のため、信じられないほどの人と資材の波がイギリスに流れ込んだ。グレートブリテン島南部には大量のアメリカ兵が来て、ホテルや公共施設はおろか、レストランや映画館に至るまであらゆる施設にアメリカ兵が溢れた。飛行場の増設も行われ、163か所もの臨時飛行場が作られた。また大量の物資を輸送するため鉄道も増設されて、延伸されたレールの長さは250kmにも達した。作戦直前の5月になると物資の輸送や蓄積はピークに達し、50,000台もの軍用車が休みなく、兵士や物資や兵器を運搬し軍需品の山が森や林に隠された。準備された物資のなかには、フランス上陸後に使用する予定の数千両の新しい機関車や2,000両の貨車も含まれていた。これら膨大な物資や人員の輸送には様々な困難があったが、イギリスの鉄道会社とイギリス軍はこれを大きな問題もなくやり遂げた。
1944年5月当時、上陸作戦に備えてイギリス国内に駐留したアメリカ兵は約150万人に上ったが、施設に収まりきらないアメリカ兵を収容するためのテントや仮設の兵舎が構築され、その規模は大きな都市ほどもあった。これだけの人数なので食事の準備だけでも一苦労であり、アメリカ軍だけで4,500人の料理人と50,000人以上の食事担当の要員が従事したが、食事の配給を待つ兵士の列は毎食ごとに1㎞にもなったという。この大量の若者に対する娯楽への配慮も忘れていなかった。アメリカ軍兵士専用の娯楽施設であるGIクラブが何か所も設置され、そのクラブには米国慰問協会が手配したグレン・ミラーやキャブ・キャロウェイやアーティ・ショウなどといった著名なミュージシャンが演奏のために招かれ、アメリカ兵の若者たちは伝説的なミュージシャンの演奏をバックに、街中でナンパしてきたイギリスの若い女性や補助地方義勇軍の女性兵士などとダンスを楽しんだ。アメリカ兵は「ハニー・チャイル（かわい子ちゃん）」とイギリス女性を呼び、戦争中の物資不足でイギリス人が目にしないような高級化粧品やナイロン製の下着や靴下や香料入りの石鹸などといったぜいたく品をアメリカ軍のPXで購入して「ハニー・チャイル」にプレゼントしてその歓心を得ようとした。このため、アメリカ兵と国際結婚するイギリス女性が激増し、戦争花嫁として7万人ものイギリス女性が海を渡ってアメリカに移り住んでいる。どの数字も想像を絶するもので、これほどの軍隊を打ち破ることは絶対に不可能と思われた。
戦力の集結と並行して実戦さながらの演習も行われた。何千人もの兵士が実際に地雷や爆弾がさく裂する中で上陸用舟艇から飛び降り、海岸を駆け上がって設置されてある鉄条網などの障害物を除去する訓練が繰り返し行われた。しかし、訓練は順調に進んでいたわけではなく、4月28日には最終的な上陸演習となる「タイガー演習」が南デヴォンで行われたが、ドイツ海軍のSボート9隻が襲来しLST2隻が撃沈、1隻が撃破され、アメリカ軍749人が戦死した。アイゼンハワーはこの報告を受けると、ドイツ軍が既に上陸作戦の情報を把握しており先制攻撃をしてきたのではと不安にかられて、一層の機密保持強化を命じ、この損害は極秘扱いとなったが、ドイツ軍は実際にはそこまでの詳しい情報はキャッチしていなかった。

### 史上最大の艦隊

オマハ・ビーチ沖合のアメリカ海軍大西洋艦隊旗艦重巡洋艦「オーガスタ」と海岸に向かう上陸用舟艇

海上では、イギリス海軍提督バートラム・ラムゼー卿指揮下で上陸用舟艇4,000隻を含む4,400～5,000隻を超える艦艇が投入される計画であった。輸送艦隊を守り、ドイツが築いた「大西洋の壁」に艦砲射撃を浴びせる陣容は、アメリカ海軍の戦艦「ネバダ」「アーカンソー」「テキサス」、イギリス海軍の戦艦「ロドニー」「ウォースパイト」「ラミリーズ」の戦艦6隻、巡洋艦もラプラタ沖海戦でドイツ海軍のポケット戦艦「アドミラル・グラーフ・シュペー」を自沈に追い込んだ戦歴を誇るイギリス海軍軽巡洋艦「エイジャックス」、アメリカ大西洋艦隊の旗艦で、繰り返しアメリカ大統領の迎賓艦とされた重巡洋艦「オーガスタ」、第一次ソロモン海戦で激闘の上に沈没した先代「クインシー」の艦名を引き継いだ重巡洋艦「クインシー」、ダカール沖海戦でイギリス海軍と交戦したのち自由フランス海軍に所属することとなった軽巡洋艦「ジョルジュ・レイグ」など21隻～23隻、駆逐艦108隻、その他護衛艦152隻という威容を誇り、その前を277隻の掃海艇が先行する計画であった。
その陣容はかつて人類がこれまで海に送り出したことのない正に史上最大のものとなったが、720隻の軍艦以外の艦船の多くが、錆びだらけの旧式の貨客船、ずんぐりした曳舟、平底の上陸用舟艇など、この作戦のためにかき集めた小型船舶を含めた隻数であった。これは、外洋を長距離に渡って侵攻が必要な太平洋戦線での遠征とは異なり、わずかな距離のイギリス海峡を渡るだけでよかったので、小型船や上陸用舟艇でも十分航行が可能だったからであった。
一方でアメリカ軍はノルマンディーへの上陸作戦とほぼ同時期に、大日本帝国相手の太平洋戦争でもマリアナ諸島への大規模な侵攻作戦となるフォレージャー作戦を計画しており、アメリカの無尽蔵の物量を証明することとなった。しかも、ノルマンディーに投入された戦艦は、真珠湾攻撃とマダガスカルの戦いで大日本帝国海軍に大破させられた後、修理を終えて参戦した「ネヴァダ」や「ラミリーズ」などの旧式艦ばかりであったのに対して、日本海軍との大規模な海戦が予想されたため、アメリカ海軍の航空母艦や、「ワシントン」「アイオワ」「ニュージャージー」「サウス・ダコタ」「インディアナ」「アラバマ」「ノース・カロライナ」のMk 6 40.6cm砲を搭載した新鋭戦艦7隻は、全てフォレイジャー作戦に投入され、さらにサイパンの戦いでは旧式戦艦「テネシー」「カリフォルニア」「メリーランド」「コロラド」「ペンシルベニア」、「ニューメキシコ」「ミシシッピ」の7隻も艦砲射撃に加わっており、サイパン島を守る日本軍は、ノルマンディーのドイツ軍の倍以上となる14隻もの戦艦からの艦砲射撃を浴びることとなった。

### 航空部隊による事前攻撃

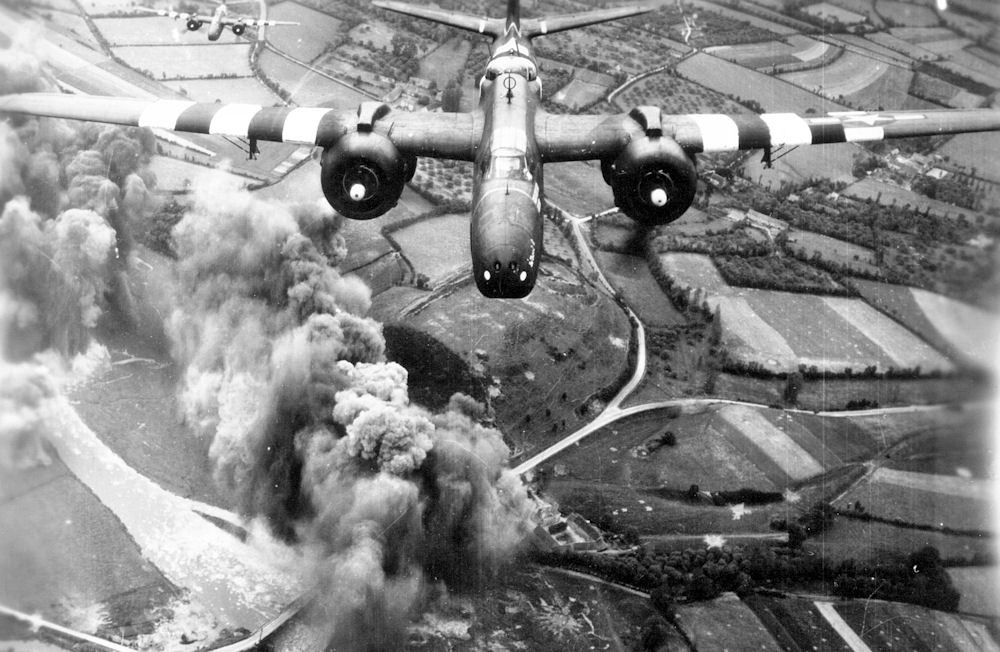
ノルマンディーを爆撃するアメリカ軍A-20 ハボック爆撃機

連合軍はノルマンディー上陸作戦に先立ち、下記の方針が航空部隊の最優先任務と決められた。
1. ドイツ空軍が連合軍の作戦に効果的に抵抗できないように制空権を獲得し、維持すること
2. ドイツ軍の配備と動きを間断なく空中偵察すること
3. ドイツ軍の交通通信施設と補給路を撃ち砕くこと
4. ドイツ海軍兵力を攻撃すること
5. 空挺部隊の輸送にあたること

この任務のため連合軍遠征航空軍司令官トラフォード・リー・マロリー大将はアメリカ第9空軍とイギリス第2戦術航空軍の5,677機もの作戦機を準備して任務にあたらせた。2月9日から開始されたこの任務でアメリカ第9空軍とイギリス第2戦術航空軍は延べ21,949ソーティの出撃を行い、80か所の交通・通信・補給の重要施設に76,200トンもの爆弾を投下して、51か所を完全撃破、25か所が大損害、残る4か所も何らかの損害を負って、ノルマンディーの海岸から240kmの範囲内にある鉄道の75％が使用不能となり、北西ヨーロッパの鉄道は大混乱に陥った。
さらに5月になると戦術的な目標に対する空爆が強化され、パリから下流のセーヌ川に架かっている橋に対して全面的な爆撃が開始された。また、リエージュ、リール、ハッセルト、ルーアン、ブローニュ、オルレアン、ミュルーズ、ランス、トロワ、シャルルロワなどのフランスとベルギーの都市に対する空爆も行われた。これら広範囲の空爆は、連合軍の上陸地点をドイツ軍に推測させないという意味合いもあった。これらの戦術爆撃で、セーヌ川下流の主要な橋は全て撃破され、またドイツ軍のレーダー施設や観測所や通信施設も多くが撃破されてしまい、海空の偵察活動はほぼ不可能となってしまった。また、この戦術爆撃の副次的な効果としては、空爆で破壊された橋や重要施設の復旧のため、「大西洋の壁」の構築に従事していた労務者のうち18,000人をさかなければいけなくなり、その分、海岸の陣地強化が遅延することとなった。
フランスやベルギーの都市空襲は、戦術的に必要としてアイゼンハワー主導で進められたが、その計画を聞いたチャーチルは、連合国国民が当然の様に死傷する作戦が何の議論もなく実行されることに対して断固反対の意思を表明した。チャーチルはアイゼンハワーに「空襲はドイツ軍基地や弾薬集積所に限るべき」と勧告したが、アイゼンハワーは「イギリス首相の勧告のようにしても、ドイツ軍はフランスのこれはという村にはの殆どに駐留しており、そこを爆撃すればドイツ兵1人につきフランス人4人を殺す結果になる」と反論した。チャーチルはルーズベルトにも抗議したが、ルーズベルトは「これで連合軍兵士の命が救われる」と主張しチャーチルの抗議を受け入れることはなかった。最終的にはアイゼンハワーがSHAEFの自由フランス軍代表マリー＝ピエール・ケーニグ中将に意向を確認したところ「戦争であればやむを得ない。我々はドイツ軍を駆逐するためなら予想の2倍の損害でも甘受する」と即答したため、アイゼンハワーは当事者のフランスの了解がとれたとして空襲を続行することに決めた。しかし、諦めないチャーチルは市民の犠牲者を10,000人以下に抑えることという条件を付けようとしたが、そのような非現実的な条件を付けたところで全く意味がなく、上陸作戦開始前の準備段階の空襲だけでフランス国民が15,0000人死亡し、19,000人が重傷を負うという多大な人的損害が生じ、さらに連合軍がノルマンディーに上陸するとこの損害は拡大した。
上陸準備の空爆とは並行して、アメリカ第8空軍がドイツ本土空襲を強化しており、ドイツ航空産業の生産力は低下し、1943年11月からのドイツ空軍の航空機の損失は5,000機にも達していた。そのため、ドイツ空軍は連合軍の上陸作戦開始までの何週間かは殆ど連合軍空爆に対して反撃することができず、昼も夜もなく好き放題に空爆されることとなってしまった。

### 新装備の開発

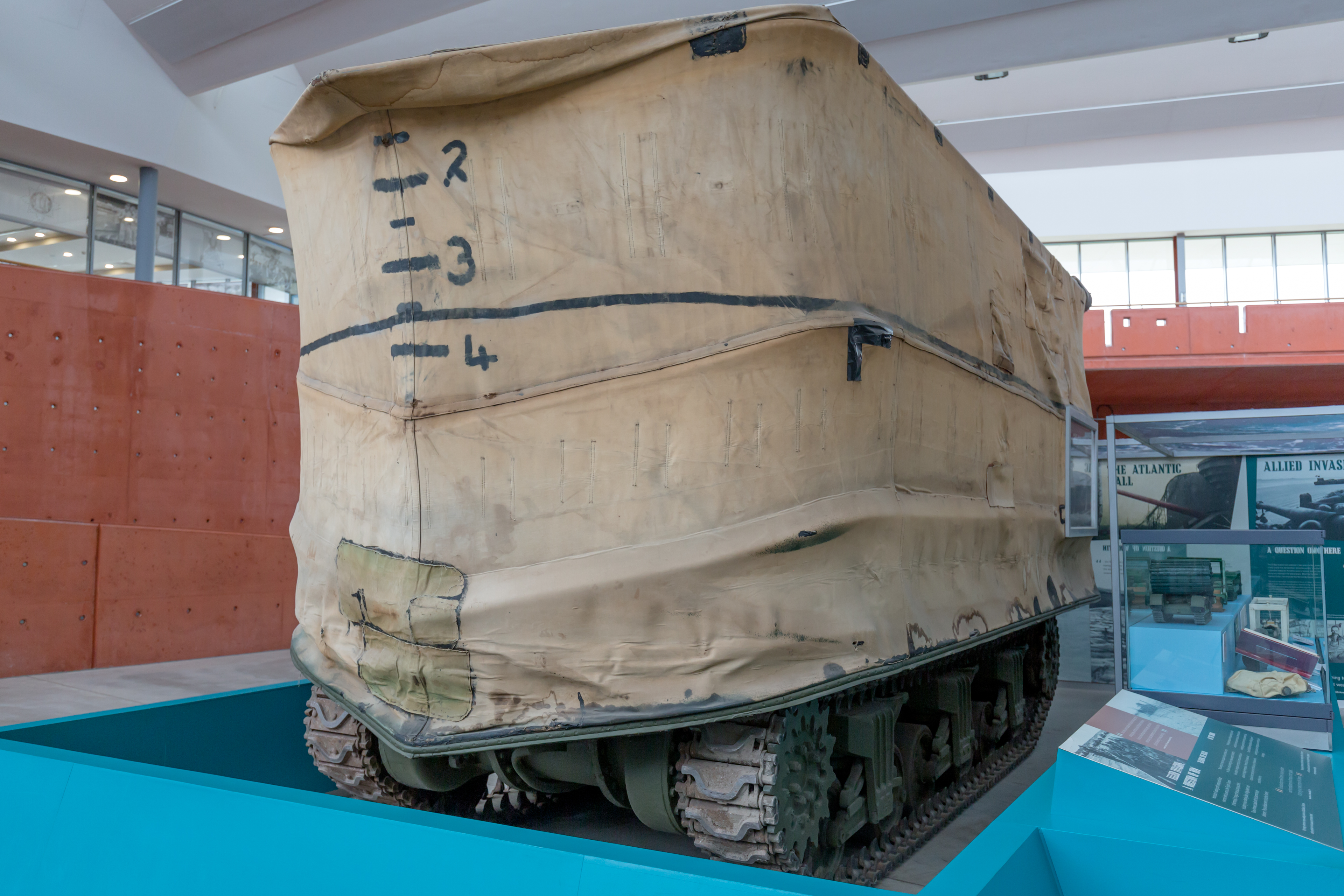
キャンバススクリーンを全開にした状態のDDシャーマン戦車

連合軍は上陸に備えて特殊装備を開発した。パーシー・ホバート（Percy Hobart）少将指揮下のイギリス第79機甲師団の装備する特殊車両は「ホバーツ・ファニーズ」「ザ・ズー」と呼ばれた。同師団が開発、装備した車両群は、水陸両用戦車のD.D. (Duplex Drive) シャーマン、地雷除去戦車シャーマン・クラブ、戦闘工兵車チャーチルAVRE（Armoured Vehicle Royal Engineers）、火炎放射戦車チャーチル・クロコダイル、架橋戦車チャーチルARK （Armoured Ramp Carrier）などである。特に連合軍が力を入れたのがDD戦車であった。これは、ディエップの戦いで多数の戦車が海岸に打ち上げられて破壊された悪夢から考案されたもので、戦車に浮力を得るためのキャンバススクリーンと、水上を進行するための推進システムを装備しており、水上を4ノットで航行できる性能を有していた。このDD戦車は上陸第一波として歩兵と一緒に上陸して進撃路を切り開く計画であった。しかし、太平洋戦線の上陸戦で活躍していたアムトラックやアムトラックの戦車砲搭載型アムタンクが開発当初から水陸両用の運用を考慮されていたのに対し、DD戦車は水上航行性能に難があり、特に波が高い状況では満足に航行することができなかったため、上陸前に多くのDD戦車が海中に没することとなってしまった。

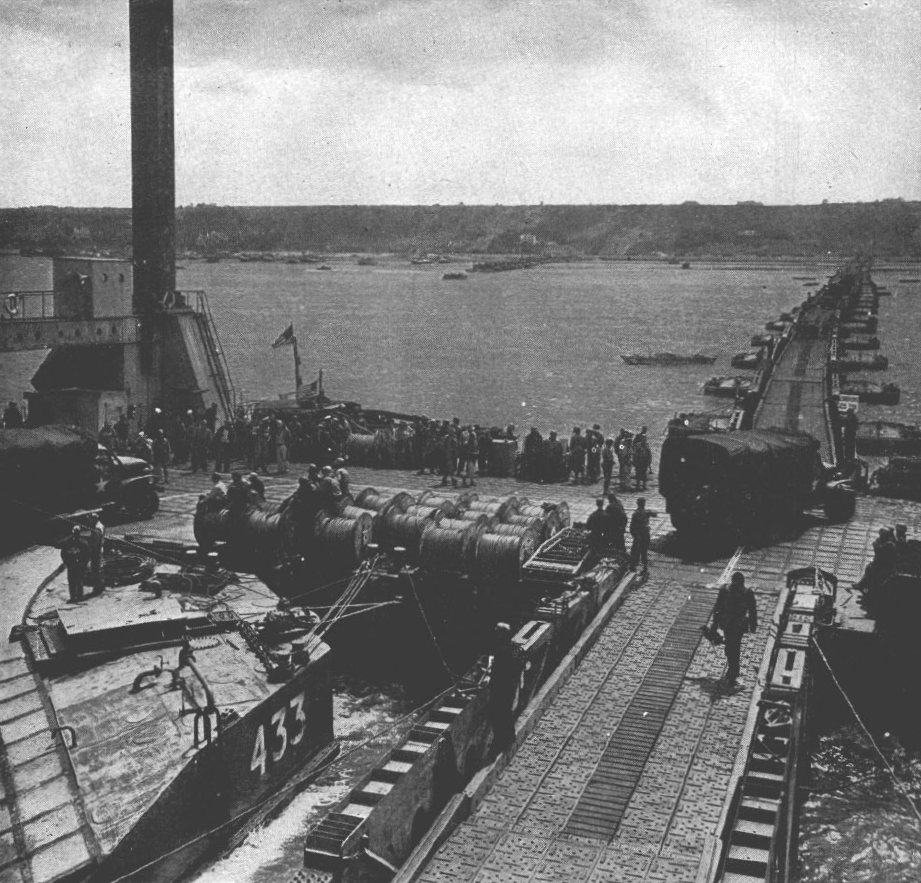
オマハ・ビーチ沿岸に設置されたマルベリー港

また、連合軍はノルマンディー海岸の港湾を確保してすぐに運用するのは困難と考え、人工的な大規模な浮き港マルベリーをイギリス本土で作成してノルマンディ沖合に設置することとした。マルベリー港はいくつかのユニットで構成されていたが、それぞれのユニットにコードネームが付与されていた。
- フェニックス（不死鳥）－マルベリー港の主体、1つが全長60m、全高18m、全幅15mの巨大な潜函（ケーソンと呼ばれる鋼鉄とコンクリート製の箱）、これを146個製作し洋上で連結させてマルベリー港の主体とした。作成には200万トンもの鋼鉄とコンクリートを要した。イギリス本土から他の艦船で曳航されてノルマンディ沖に運ばれたが、各フェニックスには対空機関砲2門が搭載され最低限の戦闘能力まで付与されていた。
- ホエール（クジラ）－マルベリー港から海岸までの道路、16kmの長さがあった。
- ビートル（甲虫類）－ホエールを支えるコンクリート製および鋼鉄製の浮橋（ポンツーン）戦車の重量に耐えることができた。
- スパッズ（ジャガイモ）－船着き場、潮の流れに応じて自由に上下に浮くことができるように海底に据えられた4本の脚が付いた桟橋で構成されていた。
- グーズベリー（セイヨウスグリ）－船を数珠つなぎにして沖合に沈めて、マルベリー港や海岸での揚陸作業を助ける防波堤代わりとした。このため61隻もの旧式船をかき集められたが、そのなかの一部はフェニックスをイギリス本土から曳航してきたあとに沈められた。

マルベリー港はアメリカ軍用としてオマハ・ビーチ沖合、イギリス軍用としてアロマンシュ＝レ＝バン沖合に合計2か所設置された。しかしオマハ・ビーチ沿岸のマルベリー港は6月19日の暴風雨で壊れてしまい、アロマンシュ＝レ＝バンだけが残されたが、確保したノルマンディー付近の港湾設備が十分に稼働するまで、連合軍の補給を支え続けた。
しかし、なかには看板倒れとなる新兵器もあり、イギリス軍が開発した陸上爆雷「パンジャンドラム」は開発に失敗している。この兵器は、上陸用舟艇から射出されると、ロケットを推進力とした直径10フィートの車輪で自走し、海岸線にある強固なドイツ軍防衛陣地に命中して爆雷が爆発、その爆破口から連合軍兵士が突入するといった運用を想定して開発されたが、1943年と1944年の2回行われたテストは散々な結果で、全く真っすぐに走ることはできず、実戦への投入は断念された。

### 欺瞞作戦
連合軍はノルマンディー上陸の時期と場所を隠すため、大規模な欺瞞作戦となるボディガード作戦を展開した。この作戦は、ロンドン管理委員会が主導し、ドイツ軍を欺瞞するためにあらゆる手段が講じられた。ドイツ軍はイギリス国内に広範囲なスパイ網を構築し、中にはヒトラーがその情報に信頼を置いている「テイト」と呼ばれているドイツ国防軍のスパイもいたが、実はこの「テイト」を始めとするドイツ軍のスパイ網はイギリスの情報機関MI5のXXシステムに捕捉されており、気が付かないまま利用されていた。また、ドイツ軍のスパイ網のなかにはイギリスの二重スパイや、イギリス軍の情報機関に拘束された後に寝返ったスパイもいた。MI5の工作員や二重スパイらは「テイト」らドイツ軍スパイにアイゼンハワーの動向など本当の情報を流して信頼を得ながら、上陸予定日や上陸地点などについては偽情報を流した。
ヒトラーにも連合軍に張り巡らしたスパイ網からの情報が多数寄せられていたが、これらは全てXXシステムで流された偽情報であった。連合軍最高司令部に潜り込んでいるとされたスパイからは、「連合軍が地中海とビスケー湾から南フランスに上陸」「ノルウェー上陸作戦、目標はナルヴィク」「イギリス海峡からの上陸作戦」の3作戦を検討中という情報、タンジェのドイツ領事館からはアルジェリアの友好筋からの情報として「オランダのスヘルデ川からフランスのセーヌ川の間に連合軍が上陸を計画しているが、もっとも可能性が高いのはパ・ド・カレー」、アプヴェーア（国防軍情報部）からはヴィシー・フランス政府を訪れた中立国外交官からの「多くの陽動作戦が行われた後、連合軍は北フランスのソンム川とベルギーの国境との間に上陸する」という情報など、多くの偽情報がヒトラーやドイツ軍中枢に寄せられて、連合軍の上陸地点やその時期についての判断を迷わせることとなった。
ボディガード作戦は単にスパイの欺瞞だけにとどまらず、現実の作戦行動も含まれていた。この作戦の一部として行われたのがフォーティチュード作戦である。この作戦はフォーティチュード・ノース（ノルウェー侵攻作戦）とフォーティチュード・サウス（パ・ド・カレー侵攻作戦）の2つからなっており、架空のアメリカ軍師団が偽の建物と装備と共に作られ、偽のラジオメッセージがイギリス各地に送信された。更に作戦により現実味を持たせるため、その架空軍団の指揮官には当時謹慎中だった、アメリカ陸軍のジョージ・パットン将軍が指名された。また、上陸地点を南フランスであるとした欺瞞作戦コパーヘッド作戦を策定し、バーナード・モントゴメリー大将の影武者としてM・E・クリフトン・ジェームズ少尉を北アフリカに派遣した。ほかにも、中立国スウェーデンに外交的接触を図り、あたかもスウェーデンを経由してノルウェーに侵攻するように見せかけたグラファム作戦や、スウェーデンに加えた中立国トルコ、スペインを連合国側として参戦させるような工作をしていると見せかけたロイヤルフラッシュ作戦など欺瞞作戦は徹底且つ執拗に行われた、結果的にこれらの欺瞞が功を奏して、ドイツ軍はノルウェーに40万人もの兵力を拘置せざるを得なくなった。

### 自由フランスへの対応

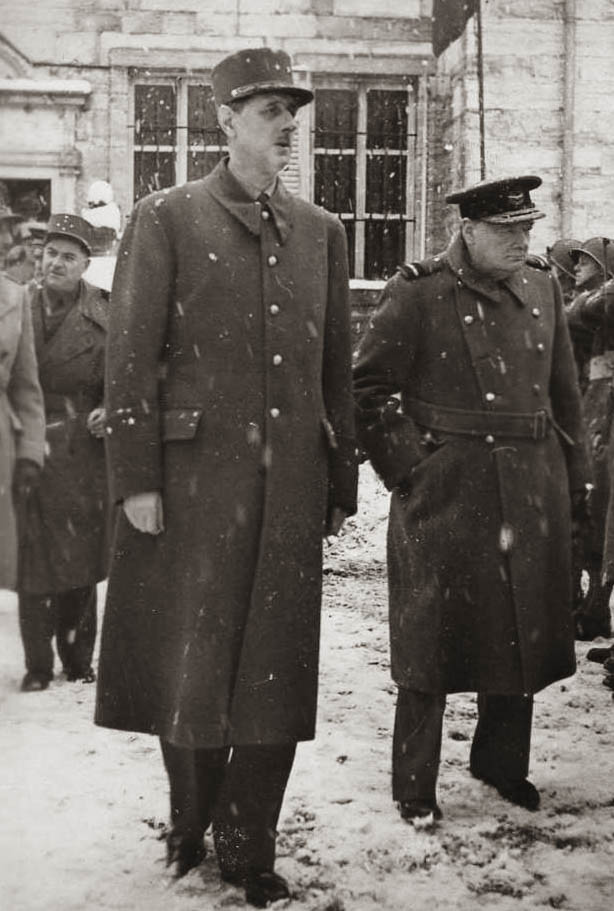
自由フランス指導者シャルル・ド・ゴール（左）とイギリス首相ウィンストン・チャーチル（右）

自由フランスに対しては、アメリカのルーズベルト大統領が国民の信託を経ていない亡命政府を正統なものとは認めておらず、また機密保持が全くというほど当てにできなかったので、その指導者であったシャルル・ド・ゴールには機密漏洩の危険性が高いとして作戦計画は知らされていなかった。一方でルーズベルトは、SHAEFの自由フランス軍代表でフランス国内のレジスタンス組織も掌握しているマリー＝ピエール・ケーニグ中将は信頼しており、上陸作戦の支援としてレジスタンス組織にドイツ軍の通信施設や交通機関などへの破壊工作を行わせるため、ケーニグには作戦計画を事前に知らせていた。ルーズベルトよりはド・ゴールを評価していたチャーチルは関係改善の努力を行っていたが、ルーズベルトの姿勢は「あの将軍（ド・ゴール）を権力の座につけるためにフランスを解放するわけではない」と頑なでチャーチルを含む連合国幹部たちはげんなりしていた。
それでも、チャーチルは、ド・ゴールをロンドンに招いて作戦計画を知らせるべきであると根気強くルーズベルトを説得し、ルーズベルトも渋々了承した。ド・ゴールはフランス領アルジェリアのアルジェにいたが、チャーチルは2機の輸送機を差し向けてド・ゴールをロンドンに招待した。しかし、ド・ゴールはルーズベルトが自分に否定的なことを認識しており、チャーチルの招待を断った。そこでアルジェに来ていたチャーチルの特使ダフ・クーパーが、ド・ゴールに対して「この決定的瞬間にロンドンにいないとルーズベルトの思う壺になる」と警告し、ド・ゴールを無理やりロンドンに向かわせた。
6月3日にロンドンについたド・ゴールをチャーチルが迎えて、ようやく作戦直前に作戦計画が知らされた。そのため、自由フランスは自分らの国土が戦場になるのにもかかわらず、作戦に殆ど関与することはできなかった。さらにチャーチルはドゴールに自由フランス軍の一部が作戦に参加することについての許可を求め、アイゼンハワーがノルマンディ上陸後にフランス国民に向けて発信するラジオ演説の原稿を手渡したが、その原稿では、ルーズベルトの意向によってドゴールがフランスの正当な暫定統治者であるとされておらず、国民選挙まで連合軍の軍当局に従うように指示されていたので、ドゴールは激怒してラジオ演説の原稿の修正を求めている。
作戦に参加した数少ないフランス人のなかで、イギリス軍第3師団と一緒に上陸する予定のフランス人特殊部隊171人は、真っ先に故郷の地を踏むことができる光栄に士気が上がっていた。貴族ながら志願兵として特殊部隊に加わったギー・ド・モンロール伯爵は、自分の部隊の攻略目標がドイツ軍が司令部として使用しているカジノの建物だと知ると「そいつはありがたい。私はあそこでずいぶん金をすりましたからね」と部隊長に冗談を言って笑わせている。一方でド・ゴールがノルマンディーに足を踏み入れることができたのはD-デイから1週間以上も経過した6月14日になり、バイユーに上陸するとここが自由フランスの暫定首都と宣言し、アメリカがフランスに独自の政権を樹立するのを防ぐため、フランス共和国の臨時政府を設立した。

## ドイツ側の状況

### 大西洋の壁

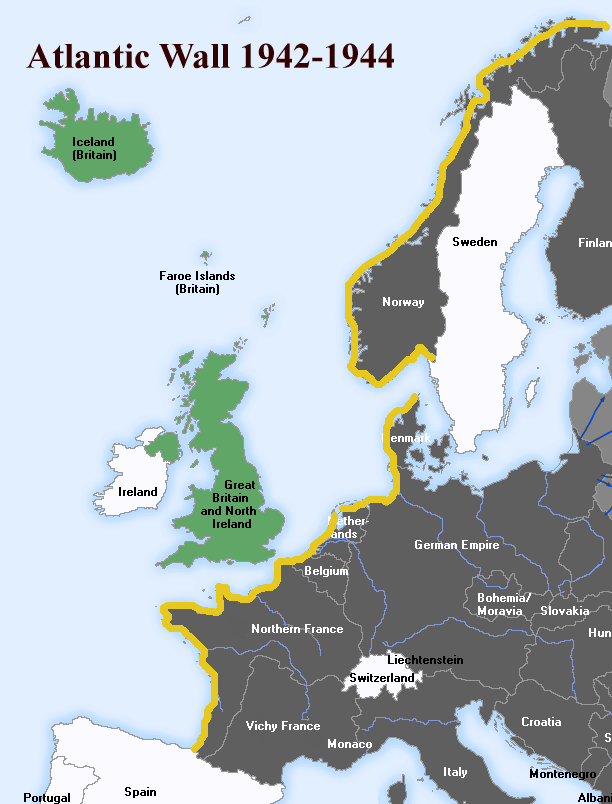
「大西洋の壁」の建設範囲

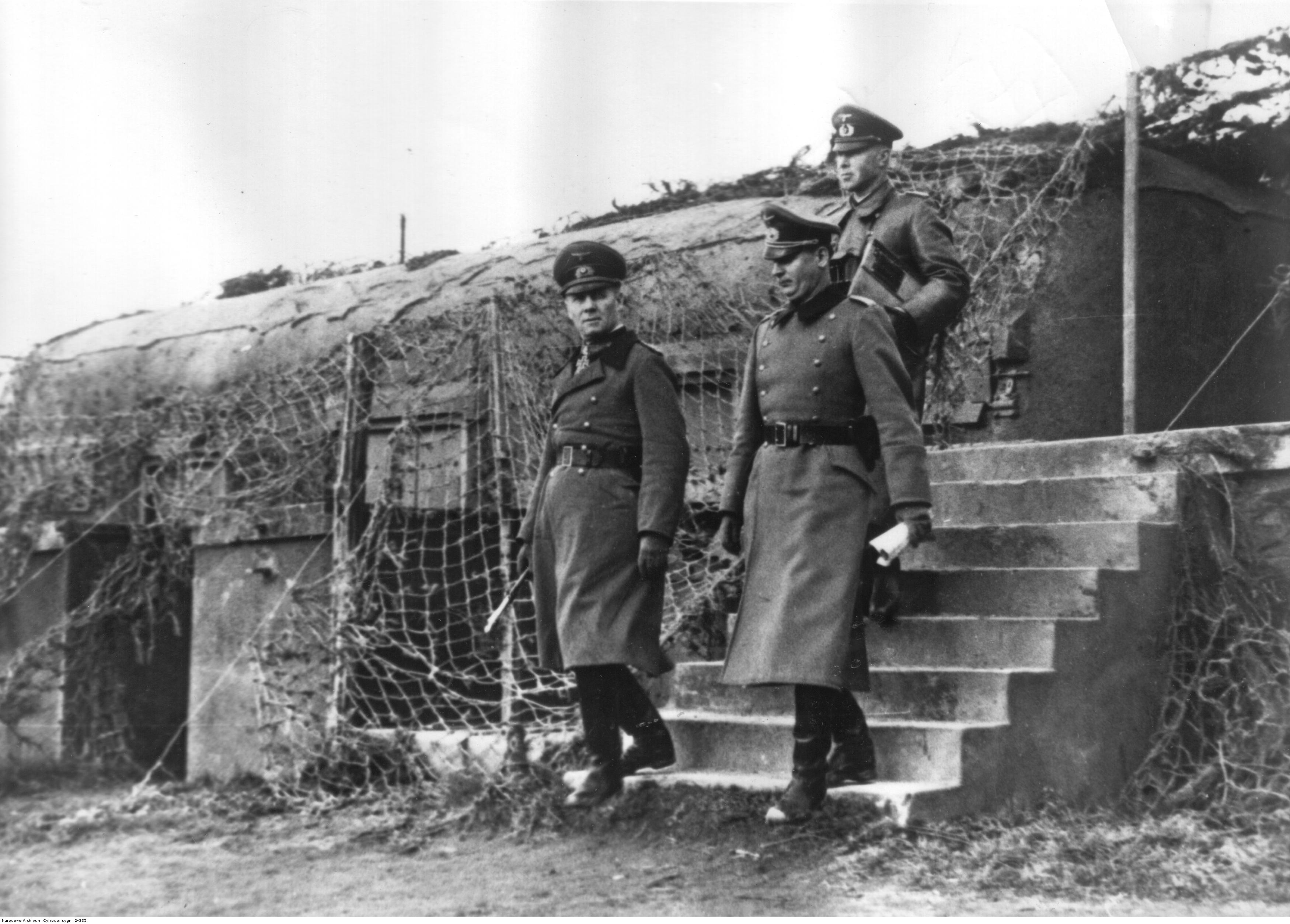
「大西洋の壁」を視察するロンメル（左）

ドイツ軍が西ヨーロッパの海岸地帯に砲台を構築することとなったきっかけは、イギリス本土侵攻作戦「アシカ作戦」の際に、英仏海峡を渡る輸送艦隊を守るために、イギリス軍の艦船やイギリス本土沿岸を砲撃するためであった。そのため1940年の9月にはコンクリート製の砲台の建築が始まったが、「アシカ作戦」が無期限延期される代わりに独ソ戦が開始されると、ドイツのアドルフ・ヒトラー総統は北方の防衛を強化するためノルウェーの海岸線が重視された。しかし、1942年3月にイギリス軍のサン＝ナゼール強襲が成功すると、ヒトラーはフランス海岸線の防衛に危機感を抱くこととなり、まずは敵が侵攻してくる可能性の高い港湾施設を要塞として強化することを命じた。
ヒトラーは「要塞をつくることにかけては、古今を通じ、私ほど偉大なものはない」と自信を見せ、1942年8月に総統令を発し、コンクリートを多用した強固な防衛拠点の構築を命じた。各拠点は約70人の兵士と機関銃や対戦車砲が配置される予定で、当初の計画では拠点が15,000か所構築される予定であった。ヒトラーはこの要塞線を「大西洋の壁（Atlantic Wall）」と呼んで誇っていたが、構築を命じられたトート機関の見積もりでは1943年春までに完成するのはせいぜい6,000か所であった。しかも、1943年に入ると連合軍によるドイツ本土空襲が激化した。その復旧作業やイタリアへの連合軍の侵攻が懸念されるようになったため、イタリアの防衛強化のためにトート機関の労働力を投入する必要性に迫られて、さらに「大西洋の壁」の構築は遅れることとなった。
フランスの防衛は西方総軍が担当しており、その総司令官はエルヴィン・フォン・ヴィッツレーベン元帥であったが、1943年3月にヴィッツレーベンが体調を崩したという理由によりゲルト・フォン・ルントシュテット元帥が就任した。1943年11月、ヒトラーは連合軍によるフランス侵攻の兆しをもはや無視することはできないと考えていたが、1944年1月になって、ドイツ軍は連合軍が西ヨーロッパで「第2戦線」を構築するため大規模な上陸作戦を展開するという情報を掴み、さらに大西洋沿岸の防備を固めることとした。
「大西洋の壁」は、連合軍の攻撃を弾き返すための強力な防御施設であるとされ、「ドイツの背後を突こうとする連合軍を、大西洋に叩き返す」と内外にプロパガンダされていた。それを現実のものにするため、ドイツが注いだ力は凄まじいものだった。膨大な量のコンクリート、セメントが集められ、徴用された何万人もの労働者たちが、ヒトラーの言う"狂信的"突貫工事を進めた。だが、あまりにも膨大な建設資材の発注に対して、特に鉄鋼材は少量しか入手できなかった。そのため、旋回レールを備えた大砲陣地などの強力な施設は少数にならざるを得ず、マジノ線要塞やジークフリート線要塞から、設備を取り外して建設を進めていた。
ナチス・ドイツの国民啓蒙・宣伝大臣ヨーゼフ・ゲッベルスは、大西洋の壁を含むドイツの支配している西ヨーロッパ地域を「ヨーロッパ要塞」と喧伝し、連合国兵士はゲッベルスの喧伝に煽られて「ヨーロッパ要塞」は難攻不落であると考えていたが、所詮は疑心暗鬼から作り上げられた幻影にすぎなかった。
しかしヒトラーは自信満々だった。さらに「大西洋の壁」の整備を監督させるため、「進攻正面防備特務査察監」という新たな役職まで作って、自分が最も信頼するエルヴィン・ロンメル元帥を、B軍集団と共にイタリアから北フランスへ移動させた。ロンメルはルントシュテット率いるドイツ西方総軍の指揮下に入りラ・ロシュ＝ギヨンに司令部を置いたが、着任早々に任務の重要性とヒトラーからの信頼を痛感して、デンマークからフランスまで精力的に視察して回った。
ロンメルも、進攻正面防備特務査察監の着任前はドイツ軍のプロパガンダを信じており、「大西洋の壁」の整備は進んでいると思い込んでいた。しかし実際に視察してみると、進捗の遅さに危機感を抱くことになった。そこでロンメルは要塞の構築に全力を注ぐことし、視察頻度も増加させ自ら細かな口出しも行った。ロンメルは北アフリカ戦線で「悪魔の園」と称した、地雷やブービートラップなど地獄的なトラップに満ちた封鎖地域を構築して防衛戦に活用したが、フランスの海岸にはもっと大規模なものを構築することとした。連合軍の上陸用舟艇を撃破するため、上陸が予想される満潮時にちょうど海中に沈む位置に、地雷と鋸歯を備えた鉄骨を何十万と設置した。これは材料をチェコスロバキアから持ってきたので「チェコのハリネズミ」と呼ばれた。また、針金をめぐらせた杭に地雷や砲弾を取り付けて、上陸用舟艇が接触すると爆発する「ロルボック」も大量に打ち立てられた。そして、後方の開けた土地には、敵の空挺部隊に対抗するため自分でデザインしたロンメルのアスパラガスを大量に設置した。特にロンメルが拘ったのが地雷であり、各種の仕掛け以外にも合計5,000万個という大量の地雷の埋設を命じた。しかし、これらの仕掛けは連合軍に見抜かれており、ロンメルの裏をかいて干潮時に上陸したこともあって、多くが無駄になっている。
鋭意要塞構築を進めたロンメルであったが物資の不足は深刻で、特に要塞を構築するセメントがまったく不足していた。ノルマンディだけでも1日トラック240台分のセメントが必要であったが、実際に補給されたのは1日平均で47台分に過ぎなかった。ロンメルはヒトラーや軍需省に繰り返し援助を要請したが、十分な補給は受けられなかった。そこでやむなくロンメルは人力に頼ることとし、部隊の訓練の時間を切り詰めて陣地構築にあたらせた。不足するセメントの代わりに木材が多用され、兵士たちは海岸から19㎞の距離にあってセリジーの森から木材を伐採して陣地構築に利用した。それでも焼石に水であり、陣地の多くは丸裸で、比較的に陣地構築が進んでいた第352歩兵師団の担当地区でも、防空設備のある陣地は全体の15％にしか過ぎず、空襲にはお手上げの状態であった。ロンメルが拘った地雷も、実際に準備できたのは計画の10％にしか過ぎない600万個であり、ロンメルを満足させるためやむなくダミーの地雷が埋設された。ロンメルを誤魔化す目的で作られたダミー地雷原は、後日、皮肉にも上陸してきた連合軍を混乱させるという予想外の効果もあげることとなった。このように、軍司令官自らの現場への過剰な口出しは却って部隊の混乱を招き、軍の実情を考慮しない命令によって、ドイツ軍将兵は防備を固めることに多くの時間を取られることとなり、不十分な訓練のままで連合軍を迎え撃つことになってしまった。
このように決してゲッベルスの喧伝通りではなかったが、それでもフランスとベルギーの沿岸一帯には547門の海岸砲が設置され、その半分はコンクリート製の遮蔽物に覆われており、さらに他の火砲も数百門が設置されて連合軍を待ち構えていた。

### 上陸地点の予測

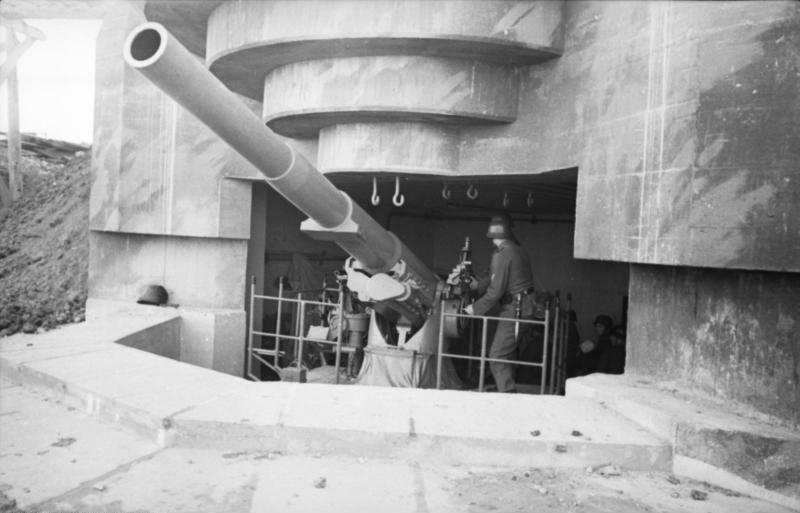
ドイツ軍砲台に設置された、フランス軍からの鹵獲砲であるGPF 155mmカノン砲

OKW（国防軍最高司令部）は英米側が上陸を仕掛ける地域を、カレー、ノルマンディー、ブルターニュのいずれかであると推定していたが、イギリス本土から最短距離となるパ・ド・カレーが最も有力と考えていた。ロンメルはドイツ軍の殆どの予想とは異なって、上陸地点はノルマンディになると唯一正しい予想をしていたという意見もあるが、ロンメルは1943年12月23日付で「敵はまず第一にパ・ド・カレーを目指す」と報告していたり、連合軍上陸直前の1944年5月半ばには、指揮下の機甲師団の2個師団をパ・ド・カレーにより近いセーヌ川の北部に配置するなど、他のドイツ軍司令官らと同様に、連合軍の上陸地点をパ・ド・カレーと予想して作戦準備を進めていた。そのため、カレーには20個師団を擁する第15軍が配置されたが、ル・アーヴルからシェルブール間の3,000㎞の防衛線には7個師団を擁する第7軍が配置された。
距離ばかりに目を奪われていたルントシュテットやロンメルに対して、ドイツ軍内では、上陸に適した海岸線が1㎞続くなどノルマンディの方が大規模な上陸作戦に適しているという意見や、連合軍が強力に武装されているカレーをわざわざ選ぶはずがないという意見もあり、ヒトラーもノルマンディーが危険と考えていた。1944年2月には、第84軍団司令官エーリッヒ・マルクス大将が、ルントシュテットとロンメルも参加した図上演習で、連合軍をノルマンディーに上陸させてみせて、その危険性に警鐘を鳴らしたが、両名のノルマンディーへの配慮不足には何の変化もなかった。ノルマンディーの危険性を懸念してきたヒトラーも、1944年5月に両司令官に兵力増強を打診した際に、ロンメルが「決戦場である海峡海岸から、ノルマンディーに兵力を回すことはできません」と強く拒否し、ルントシュテットもこれに同意したこともあって、両司令官の自信に対して自分の考えが揺らいでいた。それでもヒトラーは懸念をぬぐい切れず、ロンメルの反対を押し切って第91歩兵師団をノルマンディーに移動させている。
カレーへの連合軍上陸を確信していたロンメルであったが、準備を進めていく中で次第にノルマンディーに上陸する可能性も高いと考えるようになった。そのため、ノルマンディーへの視察の頻度を上げたロンメルは、のちに「オマハ・ビーチ」と呼ばれる海岸の防備の強化を命じ、海中や海岸には各種障害物を濃密に設置し、多くの火砲も配置するなど強化を図った。オマハ・ビーチ一帯の海岸線は、ロンメルが北アフリカで苦戦させられたイギリス軍の要塞に因んで「トブルク」と名付けられた。
「トブルク」には、他に75㎜から170㎜の各種火砲が約110門配置されたが、特に大口径砲はチェコ製leFH 14/19（t）100ミリメートル（3.93インチ）山砲など第一次世界大戦のころの旧式火砲も多かった。セーヌ湾の海岸線の途中から突き出したポワント・デュ・オックには、フランス軍から鹵獲したGPF 155mmカノン砲も据えられる予定であったが、これも配備は前大戦時の旧式砲であった。このようにノルマンディーの海岸線は最も防備が固いはずのオマハ・ビーチですら、旧式砲が中心の心もとないものであったが、連合軍はその威力を過大評価しており、輸送艦隊を必要以上に沖合にとどめたり、砲台撃破のための特殊部隊を投入したりしため、上陸後に拍子抜けすることとなった。

### 兵士
ドイツ軍はフランスとオランダに60個師団以上の大兵力を配置し、なかでもカーン東方からシェルブールに至るノルマンディーの沿岸地帯には8個師団を配置していた。しかし、それらの部隊はかつて電撃戦で西ヨーロッパを席巻した精強なドイツ陸軍ではなかった。ドイツ陸軍は東部戦線で激しく消耗しており前年の1943年の1年間だけでも208万人の兵士を失い、北アフリカ戦線でも20万人を失っており、人的資源が枯渇しつつあった。そこでドイツ陸軍はやむなく、これまで征服した各地から兵士を募り、ドイツ国軍とは言ってもクロアチア人、ハンガリー人、ポーランド人、ロシア人、フランス人、アフリカ人、アラブ人、トルコ人、カザフスタン人など多国籍構成の軍隊となっていた。
特にノルマンディーの沿岸を護る師団の多くが、これらのOst Battalion（直訳すれば「東方大隊」）などの外国人義勇兵や、ドイツ兵であっても老兵もしくは若すぎる新兵で編成されており、あまり頼りにはならなかったが、しかし、これら頼りない兵士を指揮する士官や下士官などに、東部戦線の激戦を生き抜いてきた百戦錬磨の精鋭多数が配属されていた。特に第352歩兵師団は、クルスクの戦いの激戦を生き延びてきた精兵が士官や下士官のみならず兵士にも多数配属されていた。とはいえ、師団兵員9,876人のうち外国人兵士の割合は26％に達し、その装備兵器も東部戦線での鹵獲兵器が多いなど他の師団と編成上はあまり変わらなかったが、クルスクの戦いを生き抜いた精兵たちのおかげもあって非常に精強な師団となっていた。第352歩兵師団はさらに増強され、連合軍が上陸してくる直前には12,734人となっており「オマハ・ビーチ」でアメリカ軍を苦しめることとなる。

### 現地司令官の対立

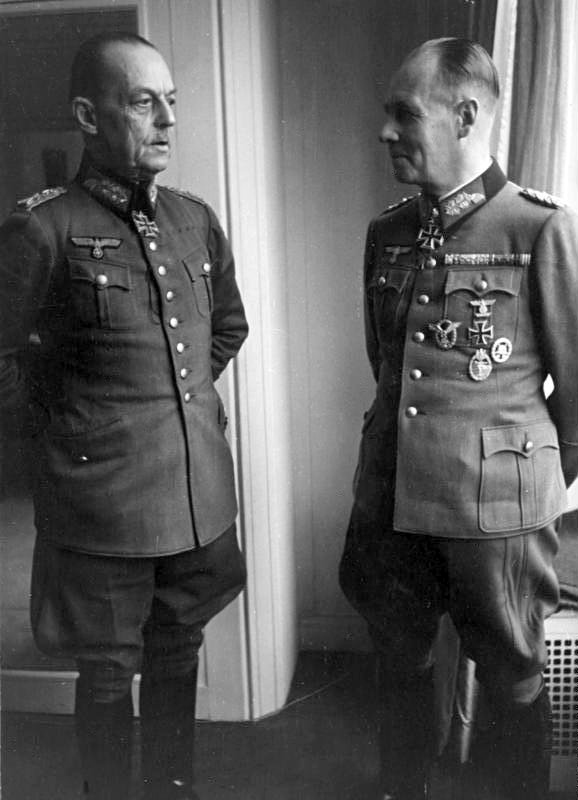
ルントシュテットとロンメル

1943年3月に西方総軍司令官に任命されたルントシュテットは、「大西洋の壁」などと喧伝されている陣地の構築状況が遅々として進んでいないことに頭を悩ませていた。上陸が予想されていたカレー方面ですら工事の進捗具合は80％、ノルマンディー地方に至っては20％と言う悲惨な状況でありとても難攻不落とは言い難く、これに頼らない作戦を検討する必要に迫られた。そこで機甲部隊の運用の専門家でもあったルントシュテットは陣地に頼るのではなく、装甲部隊に重点を置くこととした。しかし、最前線地区に配備してしまえば、上陸前の連合軍の圧倒的な航空攻撃と艦砲射撃で連合軍部隊が上陸前に大損害を被る懸念が大きかったため、ルントシュテットは装甲部隊をその射程の外に配置し、海岸陣地の歩兵が上陸部隊が押しとどめている間に、装甲部隊が海岸付近に駆けつけて、艦砲の射程外でまだ体制が整わない上陸部隊を一気に叩く作戦を考えた。これは、ルントシュテットがハスキー作戦やアヴァランチ作戦で、連合軍の圧倒的な艦砲射撃に大損害を被った戦訓に基づくものであり、ドイツ国防軍きってのアメリカ・イギリス通と言われたシュヴェッペンブルクも賛同した。
一方でロンメルも「太平洋の壁」の看板倒れは認識しつつも、北アフリカでの経験から、連合軍の侵攻を防ぐ方法はただ一つ「敵がまだ海の中にいて、泥の中でもがきながら、陸に達しようとしているとき」「上陸作戦の最初の24時間は決定的なものになるだろう、この日のいかんによってドイツの運命は決する。この日こそは、連合軍にとっても、我々にとっても『いちばん長い日』になるだろう」、として「水際配置・水際撃滅」を主張した。これはロンメルが連合軍の圧倒的な航空戦力で叩かれた苦い経験に基づくもので、連合軍空軍の制空権下では、装甲部隊が戦線にたどり着くためには小部隊に分散し、また時間をかける必要があって反撃の機を逸してしまうため、海岸付近に歩兵、砲兵、装甲部隊全ての兵力を配置すべきと考えたからである。そして戦力の配置も縦深防御配置ではなく、波打ち際すれすれに薄く伸びるように配置し、装甲師団もずっと前面に配置して水際の防衛戦に投入することを考えていた。
ロンメルの水際配置・水際撃滅は積極的な防衛戦術であるが、連合軍の圧倒的な艦砲射撃の威力を全く考慮しておらず、後の軍事学上の議論においては、ロンメルの作戦通りに海岸地域に装甲師団を配置していれば、激しい艦砲射撃で連合軍の上陸前に壊滅状態となり、史実以上の破局的な戦況になっていたとの指摘がある。一方で、戦車をよく偽装したうえ、散開して陣地に入れることによって、個々の戦車に命中弾を与えて戦闘不能にするためには、地表を覆い尽くすような殲滅的な砲撃が必要となるが、いくら物量を誇る連合軍といえどもそれは不可能であったという反論もある。
ロンメルとルントシュテットの意見の相違は、やがてドイツ軍を二分するような「装甲部隊論争」に拡大した。ヒトラーはドイツ軍の大方の見方とは異なって、自分の“カン”を頼りにノルマンディに連合軍が上陸してくる可能性が高いと考えるようになっており、ロンメルの意見に近づくようになっていた。そこで、陸軍参謀総長のハインツ・グデーリアン上級大将は、ロンメル案の危険さを説明するため3回もヒトラーに面会した。ヒトラーもノルマンディへの上陸の可能性が高いと思いながらも、第二弾に本番の上陸作戦があるのではないかと考えるようになり、結果的に破滅的な妥協案を採用することとなってしまった。その妥協案とは、フランス北部で運用可能な機甲師団6個のうち、3個をロンメルに与えるが、残りの3個は海岸から離れた位置に温存配備し、ヒトラー直接の承認無しでは運用出来ないとする事で、戦術の方向性を両者の折衷案のような形となった。結局のところ、ロンメルとルントシュテットは自分たちの対立によって余計な手枷足枷を付けることとなってしまった。

### 空軍

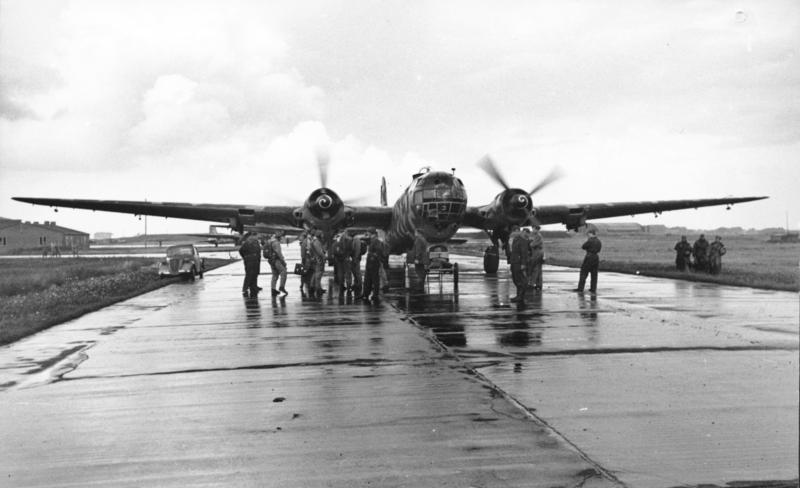
連合軍艦隊を迎え撃つ計画であったドイツ空軍高速爆撃機He 177グライフ

1944年に入ってドイツ空軍は東部戦線とドイツ本土空襲に対する迎撃で激しい消耗を強いられていたが、そのような苦境下でヘルマン・ゲーリング空軍元帥はドイツ本土空襲の復讐として、イギリス本土を空襲するシュタインボック作戦の開始を命じた。ドイツ空軍は400機もの爆撃機と戦闘爆撃機として運用するフォッケウルフ Fw190を100機以上かき集めて、1944年1月21日と29日の2度に渡ってロンドンを夜間爆撃したが、イギリス空軍の激烈な迎撃にあって2日で57機の航空機を失うという大損害を被った。その後も5月まで断続的にイギリス本土空襲が行われたが、ほとんど効果は無かったのに対してドイツ空軍は329機の航空機を失い、イギリス空軍の損失はたったの2機という惨敗を喫した。
シュタインボック作戦で受けた痛手を回復させる暇もなく、東部戦線でのソ連軍の攻勢に対抗するためドイツ空軍は550機もの地上襲撃機を東部戦線に拘置せざるを得ず、西部戦線を担当する第3航空艦隊は戦力を十分に回復させることができなかった。それでも、軍司令官のフーゴ・シュペルレ空軍元帥は810機の航空機を保有していたことになっていたが、実際には書類上でも400機に過ぎず、さらにまともに運用できる航空機は50機程度であったという証言もある。なかでも深刻だったのが偵察機の不足であり、専用の偵察機はわずか25機しかなかった。そのため、イギリス本土の各港に集結しつつある輸送艦等の偵察が不十分で、最後までドイツ軍は連合軍の上陸開始の時期や地点を判断できる情報を得ることが出来なかった。イギリス軍の集計によれば、上陸艦隊がイギリス本土を出発するまでの間に125回もドイツ軍偵察機がイギリス本土に飛来したが、そのすべてが撃墜されるか撃退されて1機として内陸に到達できたドイツ軍偵察機はいなかったという。
また地上の機甲師団に加えて、航空戦力でもヒトラーの介入が現場を混乱させた。ドイツ空軍はジェット戦闘機メッサーシュミット Me262の開発を進めていたが、ヒトラーはフランスに侵攻が予想されている連合軍艦隊への攻撃のため、メッサーシュミット Me262を爆撃機として開発するよう命じている。しかし、5月23日にゲーリングからメッサーシュミット Me262爆撃機が未だ1機も生産できていないと報告を受けると激怒して、24日にザルツブルクの別荘にゲーリング、航空機総監エアハルト・ミルヒ元帥、軍需大臣アルベルト・シュペーアを呼びつけると「私が欲しいのは敵の戦闘機の網を突破して、敵を乗船基地で、上陸地点で思いのまま爆砕する高速爆撃機だ。これがあれば勝てる」と命じたが、連合軍上陸までに完成することはなかった。
期待のメッサーシュミット Me262の生産も間に合わず、不十分な戦力で連合軍大艦隊を迎え撃つこととなったドイツ空軍ではあるが、なかには活躍が期待される部隊もあった。南フランスに基地をおく第10航空兵団の輸送船団攻撃任務の200機の爆撃機は、主力が高速爆撃機He 177グライフであり、対艦誘導ミサイルHs293か誘導爆弾フリッツXか航空魚雷を装備して、連合軍の輸送艦隊にたいして攻撃の先頭をきるように計画されていた。パイロットの練度と士気も高く多大な戦果を挙げることが期待されていた。
しかし、6月6日のD-デイ当日は、戦闘機、爆撃機合計8,000機をつぎ込んできた連合軍にドイツ空軍は圧倒されてしまい、出撃できたのはリールにあったJG26（第26戦闘航空団）のヨーゼフ・プリラー大佐とハインツ・ヴォダルチック軍曹の駆る2機のフォッケウルフ Fw190のみであった。2機のフォッケウルフ Fw190は午前9：30にジュノー・ビーチに現れて、上陸中のイギリス軍とカナダ軍に機銃掃射を行ったが、たった1回きりの機銃掃射では損害もなく、無敵を誇ったドイツ空軍の落ちぶれっぷりにイギリス兵やカナダ兵は「尻尾を捲いて逃げて行った。みよ、かの強者は敗れたり！」と逆に意気が上がった。

## 上陸前夜

### ドイツ軍の誤断

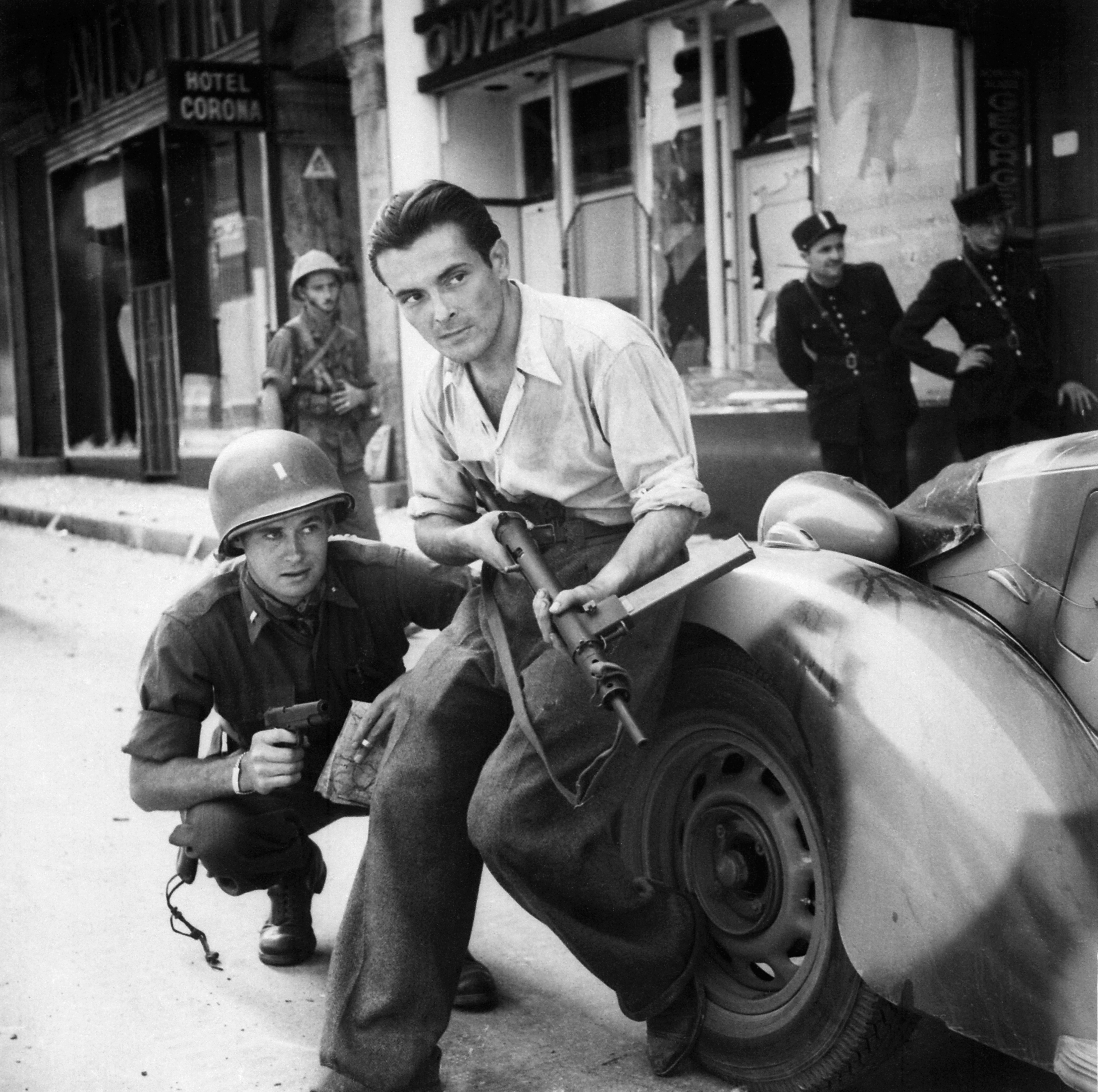
アメリカ軍兵士とフランスのレジスタンスメンバー

連合軍が徹底的にオーバーロード作戦を秘匿したにもかかわらず、ヴィルヘルム・カナリス海軍大将が指揮するアプヴェーア（国防軍情報部）は、オーバーロード作戦が開始される前兆として、BBC放送がヴェルレーヌの『秋の歌』第一節の前半分を暗号として放送するという情報を掴んでいた。
これは「連合軍の上陸近し。準備して待機せよ」という、イギリス軍特殊作戦執行部（SOE）発でヨーロッパ大陸の対ドイツレジスタンス全グループに宛てられた合図の暗号放送であった。放送予定は当月の1日または15日。そして、暗号の第2部は同じ詩の第1節の続きであり、カナリスはこの詩が放送されれば、その深夜から数えて48時間後に連合軍の侵攻が開始されることも掴んでいた。
一方で、ドイツ軍の気象班は6月上旬は天候が悪化するため、6月10日までは連合軍の侵攻はないと判断していた。しかしドイツの気象予測はお粗末なもので、肝心の観測所を西大西洋地域に設置しておらず、詳細なデータもなしに気象予測を行っていた。気象班の報告を信じたドイツ空軍は、6月に入ってから1回も空中哨戒を行っておらず、盲目も同然であった。
アプヴェーアが見込んでいた通り、6月1日、午後9時のBBC放送ニュースの中のコーナー「個人的なおたより」で「秋の日の ヴィオロンの ためいきの」の暗号は放送され、これを受信したマイヤーは第15軍司令部参謀長ルドルフ・ホフマン少将に「暗号の第一部が発せられました。どうやら何かが始まりそうです」と報告した。さらにアプヴェーアは国防軍最高司令部（OKW）とカレー方面を防衛する、西方軍集団総司令部、B軍集団司令部に警告を発する。第15軍は警戒態勢に入ったが、B軍集団麾下でノルマンディー方面を守備する第7軍は何の連絡も受けなかった。OKWで連絡を受けた作戦部長アルフレート・ヨードル大将は陸軍参謀本部の第三課長レンネ大佐に警告の件を伝えたが、レンネ大佐は格別な措置をとらなかった。
6月2日、OKWから暗号傍受の連絡を受けた西方軍集団総司令部のフォン・ルントシュテットはB軍集団のロンメルがこの事を承知済みと思い込んでいたため、何の指示も行わなかった。ロンメルもこの報告を受けていたが、連合軍の侵攻は当面ないとの自分の判断に自信を持っていたため、何らかの対応をとることはなかった。ロンメルは、連合軍の侵攻が迫っているという判断はしつつも、その時期がいつであるかは全く予測できていなかった。なかなか侵攻してこない連合軍に対して、次第にその予測も希望的なものとなっていき、妻にあてた手紙にその思惑の推移が記されている。
3月30日「3月も終わろうとするのに、連合軍は攻撃を始めない…自信をなくしたのではないかと思いたくなる」、4月26日「イギリスの士気は阻喪している。ストライキが相次ぎ、『チャーチル退陣、ユダヤ人反対』の声とともに、人々はしだいに講和を望むようになっている。こちらは攻撃をしかけるにはふさわしくない情勢だ」、4月27日「連合軍はどうやら近いうちにはやってきてくれないらしい」、5月6日「依然として連合軍のやってくる気配はない。1日後と、1週間ごとにこちらは強力になる。私は自信をもって戦いを待ち望んでいる」、5月15日「近ごろでは重要な視察旅行もできなくなった。いつ侵入があるか誰にもわからないからだ。おそらく数週間もたたぬうちに、この西部戦線で事が始まるにちがいない」、5月19日「休暇を少し早めることができればと思っている。しかし、6月中に何日かさくことができるかどうかはわからない。差し当たりそれは問題にはならないだろう」
ロンメルは6月初旬の状況判断として、「連合軍は極めて高度の準備」を終えており「フランスのレジスタンス組織へあてた通信の明らかな増加」は認められるが「これまでの私の経験によれば、それは上陸作戦が直ちに行われることを示すとは思われない」という報告書を西方軍集団総司令部に送っていた。ロンメルはこの自分の判断に自信を持っており、他のドイツ軍司令官らと同様に気象班の報告を信じて、当面連合軍の上陸はないものと考えた。そこでロンメルは妻ルーシーの50歳の誕生日を祝うためと、ベルヒテスガーデンのヒトラーの別荘ベルクホーフに出向きヒトラーに予備兵力の指揮権を移譲することを直談判するために休暇をとって、自らパリの靴屋でルーシーへのプレゼントの靴を買い求めると、ラ・ロシュ＝ギヨンのB軍集団司令部を発った。
6月5日の朝、ノルマンディの風と波の高さがドイツ軍の想定する上陸に適した状況ではなかったため、各司令部では本日の連合軍の侵攻はないと胸をなでおろした。しかし、ドイツ海軍は今までの経験から、潮目、月齢、天候全てにおいて6月初旬がこの地方で最も上陸に適した時期と判断しており、ノルマンディの水域司令官へネケ少将はシェルブールにあった気象観測所に火急の質問を発したが、気象観測班長の答えは今まで通り「海は荒れ、視界は悪く、風力は5ないし6、雨は今後強まる見込み」との答えがあった。実際にこの気象観測に基づいてドイツ軍はブレスト行きの輸送船団は出港を中止していた。へネケはさらに「で、明日は？」と尋ねたが、気象観測班長は「ここ数日間、しばらくでも天候のかわる可能性はまずなし」と断言している、その回答を聞いたへネケは「次に潮、月齢、気圧配置の要素が北フランスで上陸に適するようになるのは、6月下旬ということか」と安心している。
悪天候はドイツ軍全体に根拠のない安心感をもたらしていた。朝寝をする習慣があったルントシュテットは5日も午前10時まで寝ており、起きると参謀長と簡単な協議をしたのち息子と昼食を食べるためにレストランに向かっている。B軍集団参謀長ハンス・シュパイデル中将はロンメル不在の軍司令部で開催する晩餐会を楽しみにしており、フランス文学の討論を予定していた。翌6月6日にはシュパイデルはノルマンディー地区の指揮官たちがレンヌに集まって行われる予定の机上演習に参加する予定であり、朝早くにはレンヌに向かうようしていた。
翌6月6日は、ロンメルにノルマンディーの危険性を指摘した第84軍団司令官エーリッヒ・マルクス将軍の誕生日であった。人望が厚かったマルクスに対して、部下の将校たちは内密に誕生日会を企画しており、上等なワインを準備していた。将校たちはそのワインを持って、日が改まった頃にマルクスの部屋に押しかけてやろうと打ち合わせしていた。マルクスもノルマンディー地区の机上演習に参加する予定であり、連合軍がノルマンディに上陸してくるという想定で、降下猟兵の経験を活かして背後に降下してくる空挺部隊を担当する予定であった。
第7軍参謀長マックス＝ヨーゼフ・ペムゼル少将は、揃って休暇を取得するノルマンディー地区の指揮官たちに懸念を感じており、意を決して指揮官たちに「6月6日未明までにレンヌに向かうことがないよう」という指示を出したが、既に手遅れであった。なかには参謀長がフランス人の情婦と狩りにでかけており、連絡すら取れない師団もあった。
22時15分（ドイツ時間21時15分）、ドイツ軍は第二次世界大戦中で最も重大な暗号を受信した。
この『秋の歌』第一節の後半は、既に「放送された日の夜半から48時間以内に上陸は開始される」という暗号であると判明していたことから、ただちに第15軍司令部は隷下の全師団に警報を発信した。
報告は、西方軍集団司令部を通じて、国防軍最高司令部 (OKW)と他の地域の部隊にも送られた。しかし、なぜか西方軍集団司令部は隷下の全部隊に警報を発することはなかった。西方軍集団司令部の参謀のなかには「連合軍が侵攻を事前にBBCで放送するようなバカげたことをやるはずがない」と思い込み、警告を無視したものもいた。またB軍集団司令部の参謀たちも、過去の経験と照らし合わせても、傍受した暗号が侵攻の切迫していることを示していることはありそうもないと判断しており、肝心のノルマンディに駐屯する第7軍はこの警報を受け取らず、何の対応も行わなかった。
ノルマンディーへの侵攻を予見していたマルクスにも警報は届かず、サン＝ローの第84軍団司令部では予定通り誕生日会が開催された。将校たちはよく冷えたワインを準備し、サン＝ローの大寺院が深夜の鐘を打つ瞬間を待ち構えていた。鐘が鳴る時刻の直前、突然近くの対空砲が激しい防空戦闘を開始したが、鐘の音を聞いた将校たちはワインボトルやグラスを持ってマルクスの部屋に乱入した。冷静で厳粛なマルクスは将校たちの期待通りに驚くことも取り乱すこともなく、一同を見ると手を上げて落ち着かせた。将校たちはマルクスの目の前に整列して姿勢を正し、ワインの栓を開けて厳粛に乾杯した。ちょうどその頃には、サン＝ローから60km離れた場所にイギリス軍空挺部隊4,255人が降下しつつあったが、幸か不幸かそのことをマルクスたちが知ることはなかった。

### 史上最大の決断

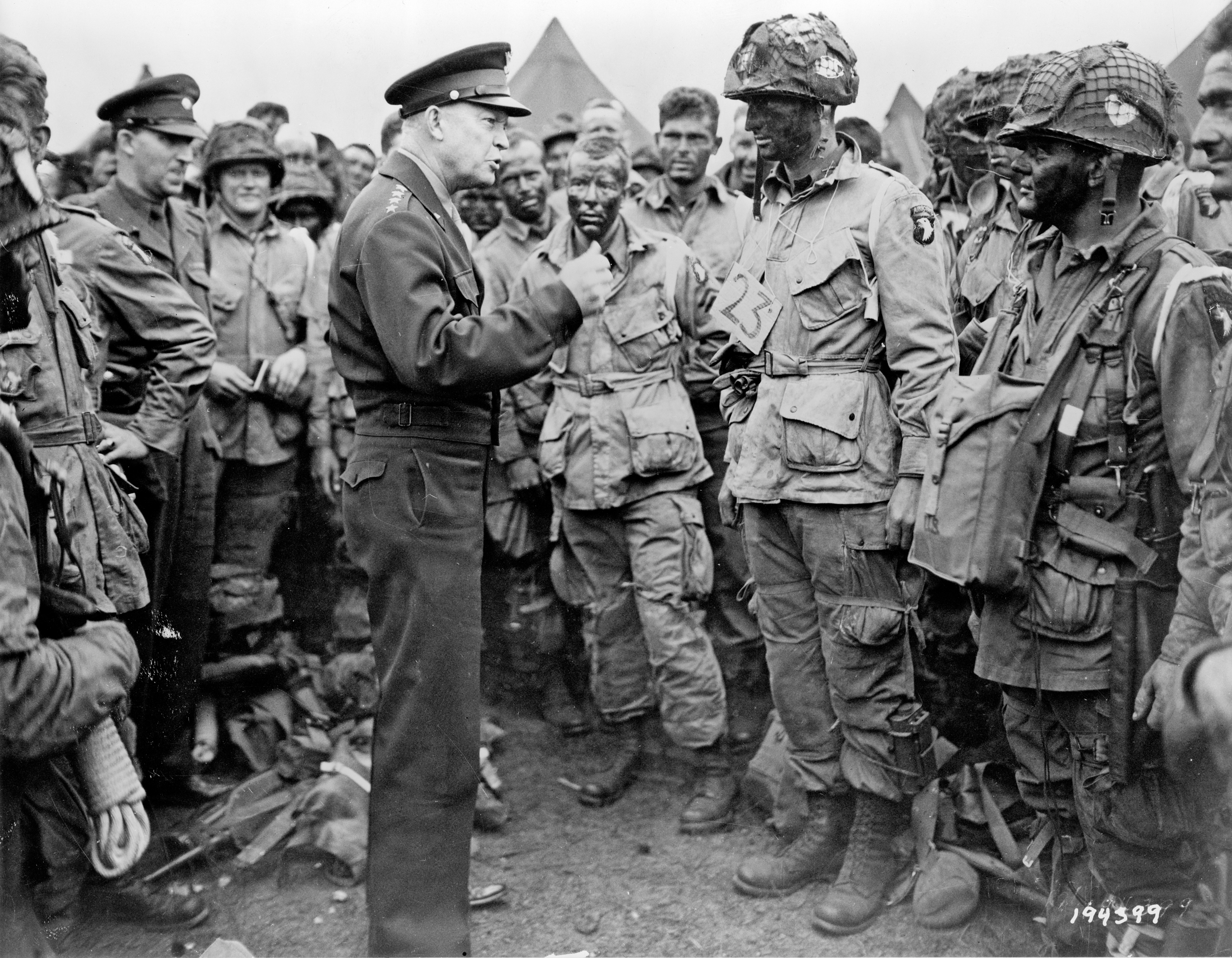
D-デイの前日に第101空挺師団を視察するアイゼンハワー

連合軍はロンメルの裏をかくため、干潮時の上陸を計画していた。同時に空挺部隊が先にノルマンディーに降下する予定であり、月の出が早いと月の明かりによって空挺部隊がドイツ軍に発見される可能性が高まるため、作戦は干潮且つ月の出が遅い日に決行されることとなった。連合軍の緻密な観測によれば、6月の初旬でその条件を満たすのは6月5日からの3日間で、この3日を逃すと、次に潮が上陸に適するようになるのは6月19日とかなり先となってしまい、理想的な2条件を完備させるにはさらに7月まで待たなければならなかった。精度の低いドイツ軍の気象予測体制では沖合の天候や嵐の切れ目までは予測できず、5月末からの悪天候で連合軍の上陸作戦はないと判断していたのに対して、連合軍は充実した気象観測体制で6月5日前後には天候は回復すると予測していた。それでも回復するのがいつになるのかまでは予測できておらず、アイゼンハワーはひとまず6月5日を予定日とし、毎日の天気予報を直前まで待ったところで、作戦決行を判断することとした。
各部隊は5月26日の金曜日に、ノルマンディーに向かうとの命令を受けた。兵士たちは海軍と空軍が十分な砲爆撃によって、抵抗力を粉砕した海岸に進撃するといった楽観的な作戦展望を聞かされたが、アメリカ国内で猛訓練を受け、イギリスに移動してからは上陸戦闘の特訓を受けてきた精鋭たちは、戦闘が生易しいものになるとは思っていなかった。それでも特別任務に従事できるという満足感もあって、将兵の顔には緊張というよりは笑みが浮かび「これでおれたちも、家に帰れる目途がついたぜ」などと冗談を言い合って、部隊は熱狂に包まれたという。各部隊は6月2日までに輸送艦に乗り込むため、集合地点に移動したが、その途中に散在していた民家の住民たちは、移動する大部隊を怪訝そうな顔で見ていた。しかし、中にはわざわざ自分の幼い子供を家の中から連れ出して、兵士を見送りさせる住民もいた。
集合地まで移動した各部隊はそれぞれ、港湾で輸送船に乗り込んだが、大小あらゆる船がかき集められたため、乗り込んだ船によって兵士の明暗が分かれることとなった。艦船や大きな輸送艦に乗り込んだ兵士は、過密状態ながら船内は乾いていて暖かく、上等な食事も与えられていた。しかし、小型船や舟艇に押し込まれた兵士たちは、船が安定しないため出発前から吐き気と船酔いに悩まされることとなった。兵士たちは到着順に輸送船に乗り込んでいたため、そのような厳しい状況で1週間以上も船内で暮らしている兵士もいた。さらに天候が悪化して、大波が船体を洗い流していくこともあって、湿って冷たくなった食事が提供されることもあった。
6月4日の夜に行われた最高司令部会議では、翌日の天候回復は見込めなかったため、作戦の延期が決定された。既に一部の輸送船団は荒れた英仏海峡を荒波に翻弄されてつつ航行していたが、作戦の延期により港へ帰還した。港に戻った船員たちは、ずぶ濡れの身体に疲労困憊した表情であった。連合軍の軍人・軍属300万人を率いる連合国遠征軍最高司令部総司令官アイゼンハワーは、サウスウィックにあった司令部を出て、部隊が乗船する港に近い場所に軍用車と何個かのテントを設営して、前線司令部を設置した。使用された軍用車はアイゼンハワーの狭い自室と事務室の他に、小さな台所と粗末なトイレを備えた簡素なものであったが、アイゼンハワーは主にこの軍用車に座乗して作戦指揮を司ることとした。
アイゼンハワーはこの軍用車のなかで悪天候に気を揉んでいた。作戦の延期が続き、6月5日からの3日間を逃すと、少なくとも半月以上は20万人もの人員が船や宿舎に押し込まれたままで次の機会を待たねばならなかったが、アイゼンハワーはそれが可能とは考えておらず、またドイツ軍に作戦が露見する可能性も高いことから、否応なくこの3日間以内に作戦を決行する必要性に迫られていた。
翌6月5日の午後9時にも、気象班員3人がアイゼンハワーを始めとした最高司令部に出頭し、最新の気象状況について説明した。責任者のイギリス空軍J・N・スタッグ大尉は緻密な気象観測により、新しい前線が英仏海峡に向かっており「数時間後に上陸地点一帯の天候は一時的に好転する」「この良好な状態は明日1日、そして6日の朝まで続く」「その後天候は再び悪化するが、この短い回復の期間には、風はかなりおさまり、空も晴れて爆撃機の行動も可能になる」という詳細な予報を報告した。要約すると「必要とされていた最低限の条件よりは悪いが、比較的よい天候が24時間とちょっとの間だけ続く」というものであった。参加者たちからは「予報は確実か？」「絶対に誤りはないか？」などの質問が矢継ぎ早に飛んだが、スタッグたちは、情報を綿密に分析し、計算も何度もやり直した結果で出した予報とは言え、当然ながら天気予報を確実に行うのは不可能な話であり、質問には答えられなかった。
アイゼンハワーは司令部の面々一人一人に意見を求めた。決行や延期などそれぞれの意見が述べられたが、モントゴメリーは昨日と同様に「私は行く方に賛成です」と述べた。最後はアイゼンハワーの決断に委ねられることとなったが、アイゼンハワーは手を机の上で組んで、頭を下げて数分の間考え込んだ。司令部にはたくさんの人間がいたが、結局はアイゼンハワーは孤独に決断を下さなければならなかった。モントゴメリーら連合軍司令官たちが見守る中、アイゼンハワーはついに憔悴した顔を上げてゆっくりと呟きだした。「とにかく決定を下さねばならない。私はそれを好まない。しかしそうなのだ。だとすれば、私に選択の余地はないと思われる」そして、その後に極めて簡単な言葉で作戦決行を告げた。

## 上陸

### 空挺作戦

#### イギリス軍

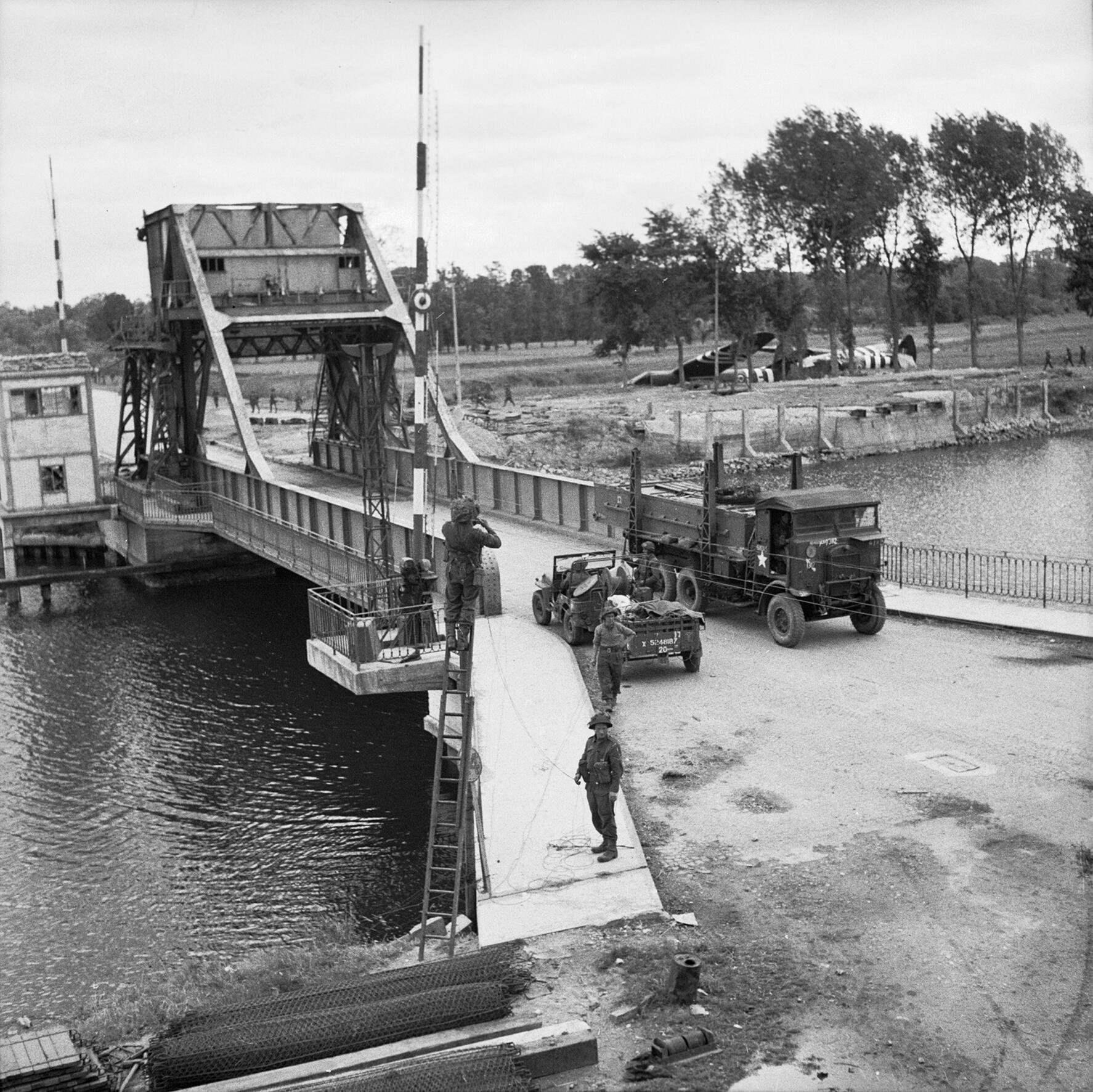
ペガサス橋

上陸開始に先立って、海岸付近のドイツ軍の攪乱と反撃行動の妨害により、上陸部隊の内陸進攻を容易にするためトンガ作戦を開始。イギリス第6空挺師団、アメリカ第82、第101空挺師団がノルマンディー一帯に降下作戦を開始した。
イギリス第6空挺師団は午前0時10分過ぎ、最初に活動を始めた。彼らの主任務はソード・ビーチからやや南東にある、内陸進攻に必要なペガサス橋とホルサ橋の2つの橋の占領確保、そして作戦の最も困難な部分は4門の大口径砲を備えたメルヴィル砲台陣地の無力化であった。これらの砲は上陸艦隊に対する脅威と見なされており、遅くても午前5時30分までに無力化せよと命令されていた。4,255名の英第6空挺師団は橋と砲台の周辺に第1波はパラシュート、第2波はグライダーで強行降下・着陸を試み、作戦を開始する。着陸時に多くの資材を失いながらもイギリス第6空挺師団は速やかにカーン運河とオルヌ川にかかる橋梁を確保していった。
イギリス第6空挺師団の降下地点にはドイツ軍第716歩兵師団が配置されており戦闘となった。第716歩兵師団師団長ヴィルヘルム・リヒター少将は迅速に対応し、連合軍空挺部隊が降下し始めて間もなくの午前1時20分には、第21装甲師団に支援を要請した。しかし師団長のエドガー・フォイヒティンガー少将は前日の6月5日にパリで愛人との情事を終えて帰ってきたばかりであり、司令部へは出勤していなかった。そのため、リヒターの要請は午前6時30分まで放置された形となり、英第6空挺師団に対して組織だった反撃ができず、作戦遂行を容易にしてしまった。そもそも砲兵出身のフォイヒティンガーにとって戦車隊の運用経験は皆無なうえ、師団長という地位も単にナチ党のコネを使って得ていたことから、その能力は疑問符がつくものであった。
それでもごく一部の装甲部隊が空挺部隊に立ちはだかり、重装備が不十分な空挺部隊にとって難敵となった。第5パラシュート旅団の2個大隊はドイツ軍の守りが固い地域に降下してしまい、近くにいた第125装甲擲弾兵連隊の攻撃を受けることとなった。イギリス空挺部隊は対戦車砲もPIATも持たなかったが、迫撃砲でドイツ軍戦車3輌を撃破して撃退している。英空挺部隊はそのままランヴィルの市街に突入、守っていた第716歩兵師団の1個中隊を撃破して午前3時15分には街を確保したが、この作戦で解放された最初のフランスの街となり、1時間後には第6空挺師団長リチャード・ネルソン・「ウィンディ」・ゲイル少将がランヴィルのシャトー・デュ・オームに司令部を設けて作戦指揮を行っている。
午前8時、ようやく第21装甲師団司令部から、第22戦車連隊の連隊長ヘルマン・フォン・オッペルン＝ブロニコフスキー大佐に出撃命令が出された。その頃、連合軍の大部隊が上陸を開始しており、本来であれば当初のロンメルの計画通り、上陸する部隊を海に追い落とすべく海岸に向かうはずで、アメリカ軍が苦戦中のオマハ・ビーチに投入しておけば決定的な役割を果たすことも可能であったが、まずは空挺部隊を叩くため、オルヌ川東岸への進撃が命じられた。オマハ・ビーチのアメリカ軍は知らぬ間にイギリス空挺部隊に救われたが、一方で重装備を持たないイギリス空挺部隊がドイツ軍戦車部隊の大反撃を受ける危険性が高まった。しかし、午前9時30分にブロニコフスキーに対して、上陸に成功して内陸に進撃しつつあるイギリス軍を叩くため海岸方面に向かえとの命令の変更があり、第22戦車連隊は見晴らしのいい公道上での方向転換を余儀なくされた。ドイツ軍にとって不幸なことにノルマンディーの天候が回復しており、ヤーボ（Jabo）が多数飛来して、移動中の第22戦車連隊に猛攻撃を加えた。そのため104輌もあったIV号戦車のうち40輌が撃破されてしまい、集合地のぺリエール尾根に到着したのはわずか60輌程度に過ぎず、そこで待機することとなった。ドイツ軍は拙い戦闘で一方的に戦力を失い、戦車の反撃を警戒していた英空挺部隊も胸をなでおろすこととなった。

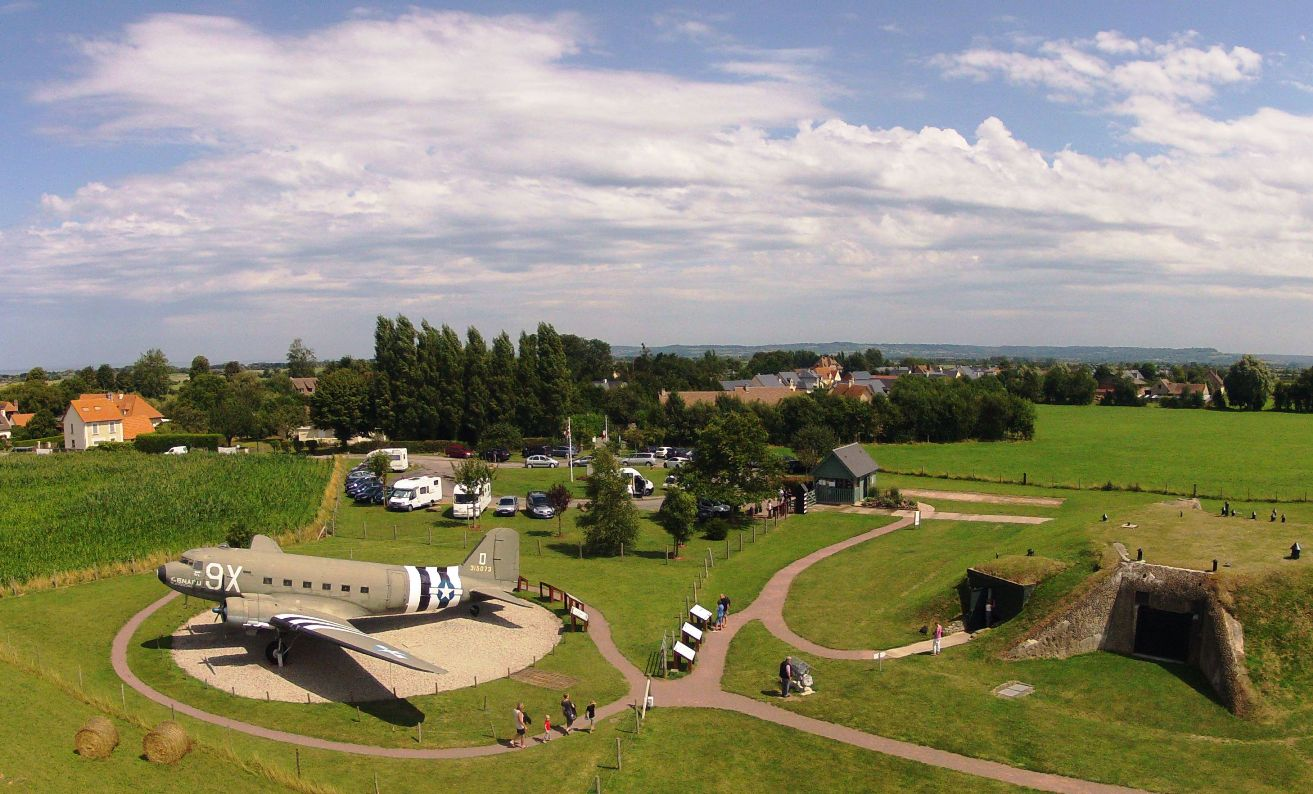
メルヴィル砲台跡は現在、観光地となっている。

このように橋の確保はドイツ軍の自滅的な作戦の失敗もあって順調であったが、もう一つの任務であったメルヴィル砲台の撃破は簡単にはいかなかった。チェコ製leFH 14/19（t）100ミリメートル（3.93インチ）山砲が備え付けられた砲台は、厚さ2ｍのコンクリート製で固められたうえに、さらに4ｍもの土塁で補強されており、約400㎡の砲台地域は、高さ1.7ｍの鉄条網がめぐらされ、その中には20ミリメートル対空砲と、15か所の銃座に置かれた機関銃と約200人の兵士で守られていた。
襲撃に先立ち0時30分から行われた砲台陣地への予備爆撃は、アブロ ランカスター100機が1,800㎏の大型爆弾の雨を降らせたが、砲台には命中せずに近くの農場に着弾して家畜を多数殺して、空挺兵が身を隠すのに利用できそうな大穴を開けただけに終わった。
イギリス空挺部隊はこの作戦のために入念な訓練を繰り返していたが、作戦はまったく訓練通りにはいかなかった。予備爆撃のさなかに着陸するはずだった空挺師団に火力を増強するための装備を満載したグライダー隊は1機も到着できず、砲台陣地を攻撃する予定の部隊700名は広い地域に散らばってしまったため、指揮官テレンス・オットウェイ中佐の元に集合できたのはわずか160名であった。オットウェイはこの少数の兵士で作戦を決行することを決意すると、部下に説明した。そのなかで元ボクサーの兵士が携帯用の酒瓶を取り出すと「中佐どの、いまのうちにこのブランデーを飲んでおいた方がいいですかね」と心配そうに聞いてきた。この兵士の心配通り、本来なら砲台のうえにグライダーを着地させ、空挺隊員がそのまま砲台に突入して速やかに爆破する計画であったが、グライダーの着地に失敗した為、当初の計画を全く放棄し、ドイツ軍の地雷原を機関銃座からの射撃を浴びながら突破するといった自殺的な作戦を取らざるを得なかった。
作戦は午前4時30分から開始され、3つの奇襲部隊を編成し、地雷原に標識をつけながら前進し、ランカスターの大型爆弾で開けた弾痕を辿りながら砲台に近づいて、鉄条網を切断して一気に砲台を占拠するといった粗っぽい作戦が決行された。この不利な状況にもかかわらず部隊は勇敢に攻撃を開始し、160人もの空挺隊員はドイツ軍との激しい近接戦闘を繰り返して66人が戦死し、30人が負傷した。戦闘中に設置されていた山砲のうち1門が撃破され、30分もの戦闘ののち、残る3門も確保された。砲台ドイツ軍守備兵200名のうち、生存者は22名だけだった。確保してみると、備え付けられていた山砲は第一次世界大戦時の骨董品で、口径も100㎜とさほど脅威ではなかったことが判明した。オットウェイ隊は十分な量の爆薬を持たなかったので、携行していたプラスチック爆弾で砲尾だけ爆破すると、あとは海上からイギリス軍の巡洋艦「アリシューザ」が艦砲射撃で撃破することとしたが、結局撃破することができなかったうえ、砲台はイギリス軍空挺部隊が撤収したあとで、24時間後にドイツ軍が奪還し、無事だった2門の山砲で砲撃を再開している。

#### アメリカ軍
ノルマンディー地方の西方、ユタ・ビーチのあるコタンタン半島には、米第82および第101空挺師団が降下していたが、彼らの任務もまた困難に遭遇していた。一部はパイロットの経験不足で、また一部は降下困難な着陸地点のため、部隊は広い範囲に散らばって降下した。ドイツ軍は空挺部隊の行動を阻むためにこの地方の川をせき止めて沼を作り出しており、少なくない数の兵士たちがこれらの沼に降下して溺死し、輸送機から飛び出すのが遅すぎた者たちは海に降下して溺死した。24時間後、第101空挺師団6,600人のうち、すぐに集結できたのは1,100人に過ぎず、夕方になっても2,500人がやっとで、第82空挺師団も同様であった。第101空挺師団のマクスウェル・D・テイラー師団長も降下直後は30人の将兵としか合流できなかったが、その30人のうち5人が大佐で他も多くが将校で、肝心の兵卒が殆どいなかったことから、テイラーは、チャーチルがバトルオブブリテンの後に語った名言「人類の歴史の中で、かくも少ない人が、かくも多数の人を守ったことはない。」をもじって「人類の歴史の中で、かくも少ない兵士が、かくも多数の人に率いられたことはない」と冗談を言って、敵中に孤立して不安であった一隊を和ませている。
アメリカ軍空挺両師団は混乱していたが、それ以上に混乱していたドイツ軍は、連合軍による激しい砲爆撃で連絡手段が限られていただけでなく、少数の兵士で構成されたグループ多数がばらけて降下したため、どれだけの人数がどの方向から攻撃しているということを全く判断することができず、アメリカ軍にとっての失敗は却って奇跡的な成功を導くこととなった。ドイツ軍第91歩兵師団師団長ヴィルヘルム・ファリー中将の一行は演習の帰りに、第82空挺師団第508パラシュート連隊の一隊と不意に遭遇し、戦闘によって全滅している。ファリー中将は乗っていた軍用車から投げ出され、負傷しながらも応戦するため拳銃に向かって這っているところをアメリカ軍中尉に見つかって射殺された。第91歩兵師団はコタンタン半島海岸防衛のための唯一の予備部隊であったが、開戦早々に指揮官を失ったことで今後の作戦に大きな支障をきたすこととなった。

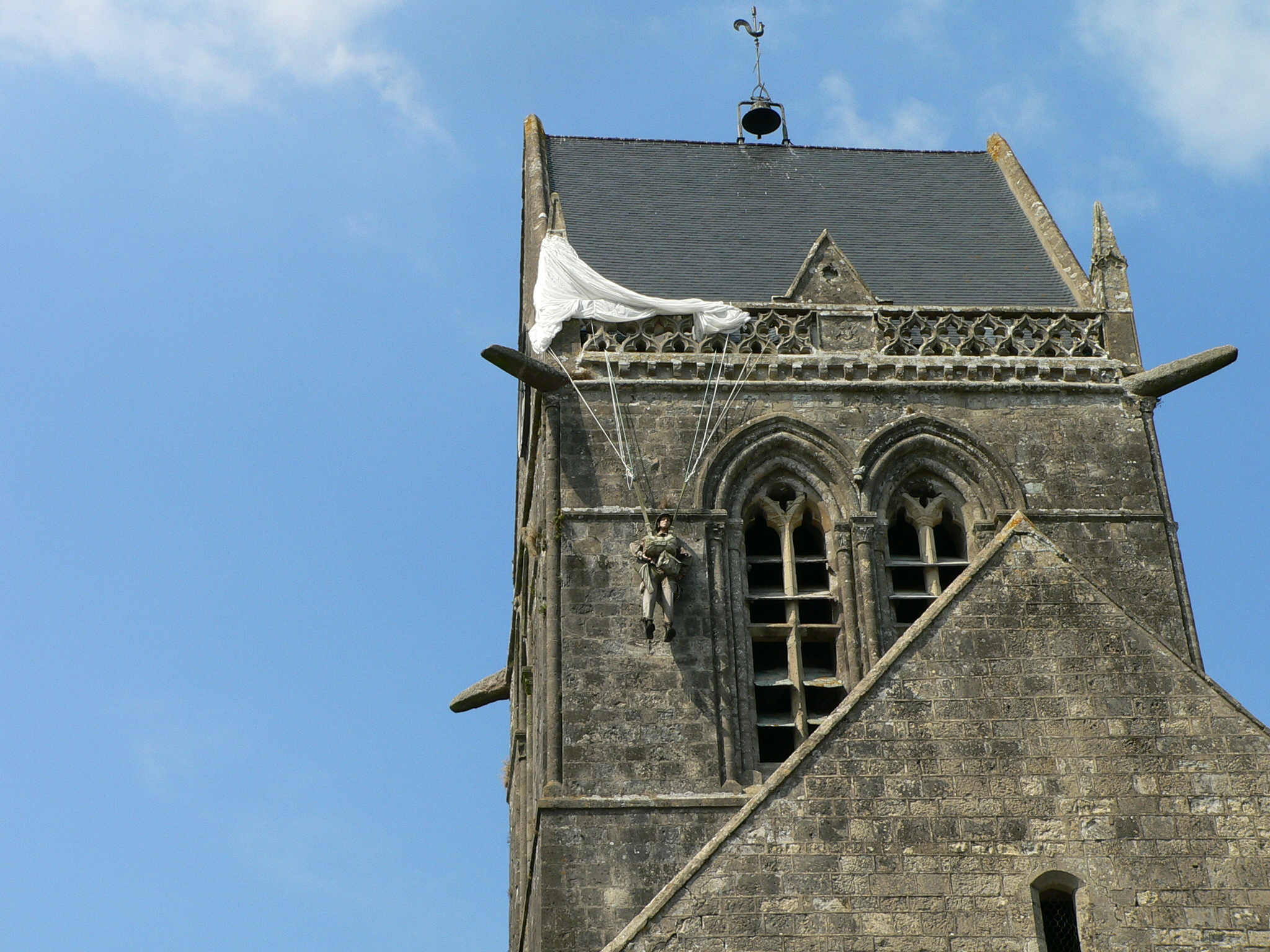
サント＝メール＝エグリーズの教会にある、82空挺師団ジョン・スティール二等兵の人形。ドイツ軍がいる町の真ん中に降下してしまったスティール二等兵のパラシュートは教会の塔に引っかかり、彼は捕虜になるまで死んだふりをしていた。

アメリカ軍の空挺部隊のうち最も活躍したのは第82空挺師団第3連隊となった。計画では第82空挺師団はメルデル川両岸に降下したのち、コタンタン半島の要衝サント＝メール＝エグリーズの街を確保することとなっていた。サント＝メール＝エグリーズを抑えればシェルブールに向かう道路や鉄道を寸断し、ドイツ軍守備隊を孤立させることもできた。また、メルデル川にかかる橋梁も確保し、上陸した各部隊の進撃の手助けをするという任務も帯びていた。
しかし、実際にサント＝メール＝エグリーズ付近に降下できた空挺部隊は第3連隊のなかの小部隊となり、そのなかの数個小隊は街中に降下することとなってしまった。街中には、オーストリア出身兵で構成された対空部隊が陣取っていたが、午後11時に発生した火事の消火にあたる住民を監視するためドイツ兵50人ほどが建物外に出ていた。そこに第82空挺師団が降下してきたため、ドイツ兵は空に向かって射撃を開始した。そのうち、街中に空挺兵が着地し始めたが、建物にパラシュートが引っかかってぶら下がった状態となった空挺兵が続出し、ドイツ兵に次々と射殺された。そのなかの1人、ジョン・スティール二等兵は教会の尖塔にパラシュートが引っかかってしまったが、撃たれないようにするため、耳を聾するような大きな音で鳴り響く教会の鐘の音に耐えながら死んだふりをするしかなかった。
夜明け前には第3連隊の大隊の1/4ぐらいの兵力が集結してサント＝メール＝エグリーズに到達した。その1隊の指揮官は大損害がでる可能性の高い、建物1個1個を奪い合うといった市街戦を避けて、ドイツ軍の意表をついて街中に突入すると、強固な陣地を構築し始めた。街に陣取っていたドイツ軍の対空部隊と1時間程度の戦闘となったが、ドイツ軍部隊は撤退したので、6月6日の午前中にはサント＝メール＝エグリーズは確保され、この作戦でアメリカ軍によって解放された最初の街となった。
アメリカ軍とイギリス軍の空挺師団は計画より広範囲に降下してしまったため、部隊同士の連携が殆ど取れず断片的な戦闘に終始し、全体の戦況を知ることができなかった各師団は自分たちが2/3ぐらいの大損害を被ったと誤認していた。しかし、より混乱したのはドイツ軍であり、続々と軍司令部に寄せられる空挺部隊降下の報告に対し正確な戦況判断をすることができなかった。（詳細は#ドイツ軍の防衛対応参照）アメリカとイギリスの空挺兵は夜明けまでの5時間もの間戦い続け、ドイツ軍を混乱させ、通信を遮断し、上陸予定海岸の両翼を占領し、上陸地点への増援をかなりの程度で阻止することに成功した。これは計画通りに降下したときよりも大きな成果であり、アイゼンハワーら司令部からの期待を上回る活躍となった。

### 上陸作戦

#### 上陸準備

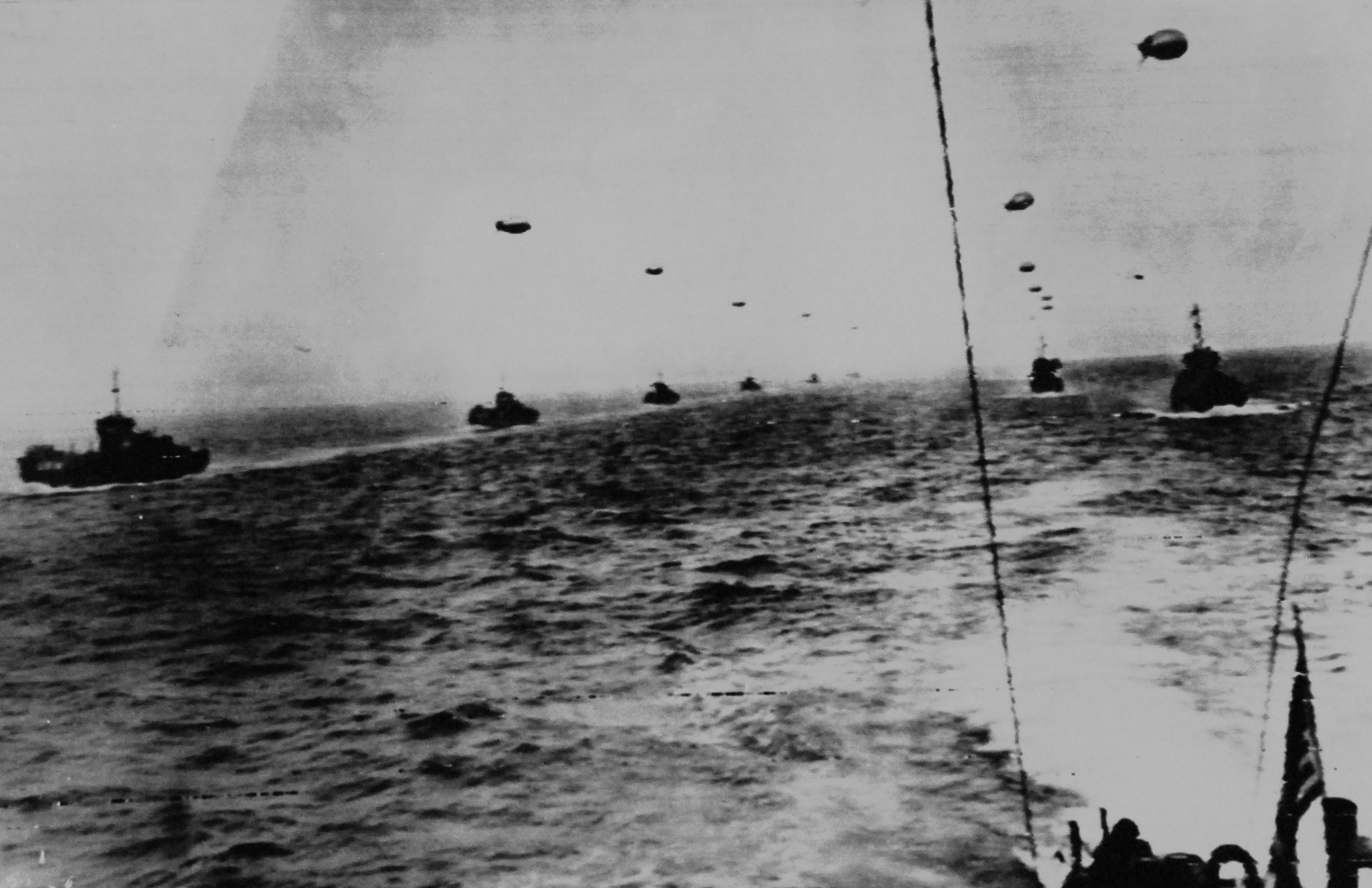
ノルマンディーに向かって航行する連合軍船団

6月5日の夜9時少し前に、ノルマンディーの沖合に10隻あまりの船影が現れた。船の乗組員からははっきりとノルマンディーの街の明かりが見えるほどの距離であったが、ドイツ軍は全く気が付かなかった。これは先行してドイツ軍の機雷を除去していた連合軍の掃海艇であったが、掃海艇が任務を果たしている頃には、大小約5,000隻の大艦隊が英仏海峡を渡ってノルマンディを目指していた。この大艦隊は見渡す限り水平線のかなたまでびっしりと艦影で埋め尽くしており、夜陰に紛れてその全体像を見ることはできなかったが、目の届く限りでは、至るところに大小の船が並んでいて、多くの水兵や兵士たちにとって一生忘れることのできない光景となった。
これほどの大艦隊であれば、ドイツ軍に事前に発見される可能性は高かったが、連合軍は水を漏らさぬ体制でそれを防ごうとした。上陸までの数週間に渡ってオランダからフランス一帯の、英仏海峡に面したすべての地域に存在したドイツ軍のレーダー基地を戦闘爆撃機が徹底的に叩き、まずはドイツ軍の目を奪っていた。さらにイギリス軍が誇る高性能夜間戦闘機デ・ハビランド モスキートの飛行中隊を、フランス沿岸で夜通しの哨戒任務にあたらせ、離陸してくるドイツ機を漏らさず撃墜できる体制を整えた。同様にイギリス国内の飛行場にも多数のアメリカ、イギリス軍の夜間戦闘機を待機させた。さらに無線妨害装置を装備した航空機も洋上で飛行させ、ドイツ軍夜間戦闘機が使用する周波数にジャミングをかけた。
同じころ、イギリスの100か所を超える飛行場では、英米とイギリス連邦のニュージーランド、オーストラリアに加えて、ナチス・ドイツからの祖国解放をめざす自由フランス、ポーランド亡命政府、チェコスロバキア亡命政府、オランダ、ベルギー、ノルウェーといった国々の空軍に所属するか出身兵士が乗り組む爆撃機や戦闘爆撃機が出撃準備をしていた。これまで連日にわたって連合国軍爆撃機はフランス国内を爆撃しており、パイロットたちは薄々ながら軍の意図に気が付いてはいたが、出撃前のブリーフィングで「諸君、連合軍は本日、ヨーロッパ大陸に向け侵攻を開始する」という発表があると、たちまちブリーフィング、ルームは歓声でわきたった。連合軍はこの夜、持てる航空戦力の全てを投入する計画で、イギリス軍は延べ1,333機もの爆撃機が海岸の10か所の砲台に5,000トンの爆弾を叩きこむべく出撃した。

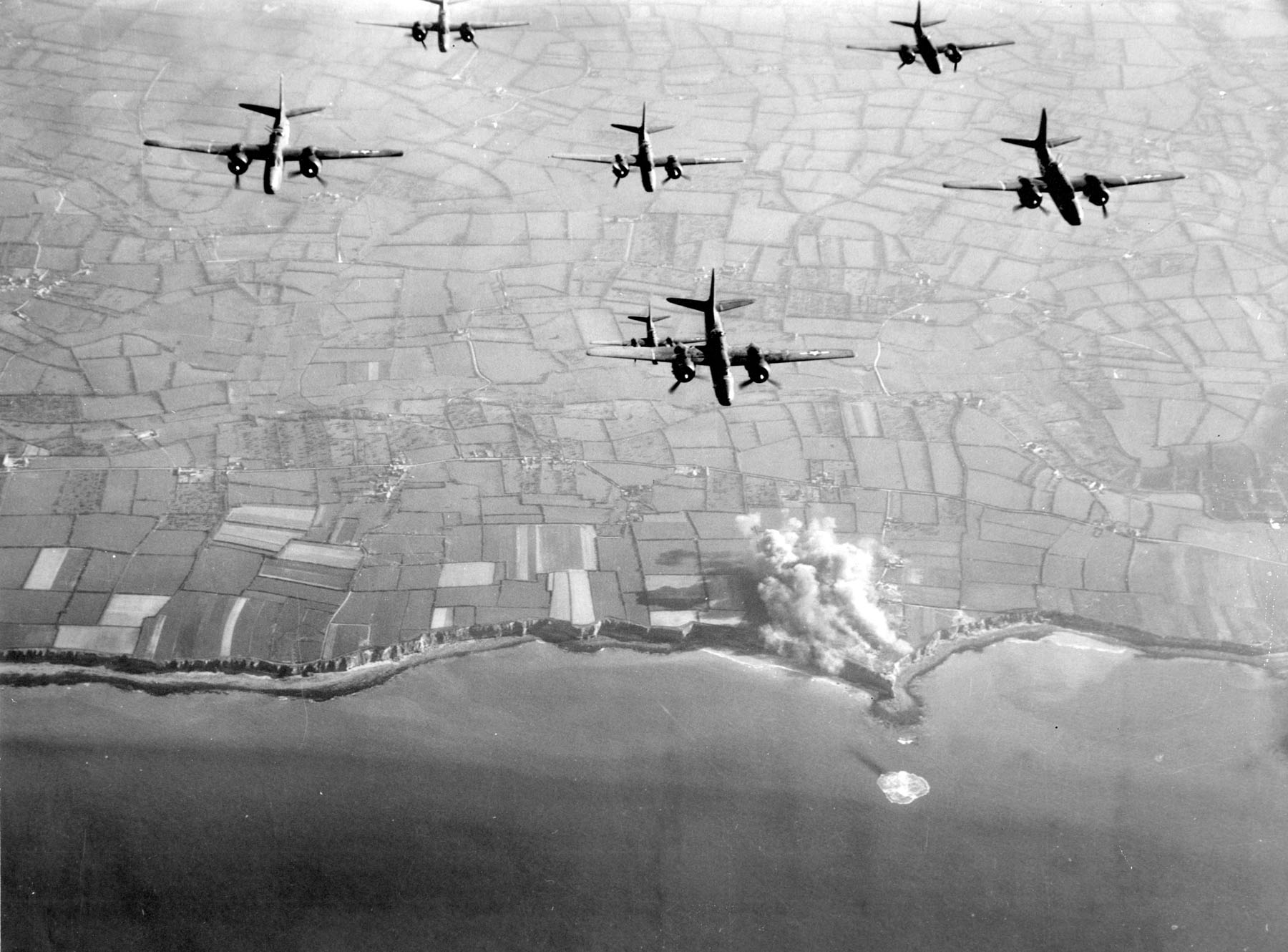
ポワント・デュ・オックのドイツ軍砲台を爆撃する連合国軍爆撃機

アメリカ軍も第8空軍の全力を投入しており、6月5日の夜からD-デイにかけてイギリスから出撃した連合軍航空機は実に延べ9,210機以上にもなり、イギリス首都ロンドンには一晩中爆音が鳴り響いた。そして投下された爆弾は11,912トンにも及んだ。爆撃は絶大な効力があり、カーンやサン＝ローは建物多数が倒壊し、ドイツ兵に多数の死傷者が生じたと共に、街内は瓦礫の山で軍の移動に大きな支障をきたすこととなった。海岸の陣地でも被害が続出し、コタンタン半島の海岸線を守っていた第709歩兵師団の陣地には早期爆発用の信管を装着した対人爆弾が絶大な威力を発揮し、多数のドイツ軍兵士が死傷した。ユタ・ビーチにあったW5陣地では、爆撃機の対人爆弾に加え、ヤーボ（Jabo）が低空飛行で、海岸のトーチカをロケット弾などで精密攻撃したことから、多数の死傷者に加えて、配置されてあった対空砲が撃破され、また弾薬庫も誘爆したことから兵士は怯えてしまい、指揮官に対して「全滅です、倉庫も燃えています」「すぐに降伏しましょう」と泣きついてきたほどであった。
一方で、オマハ・ビーチに飛来したB-24リベレーター爆撃機329機が投下した約13,000発の爆弾は、ただの1発もオマハ・ビーチどころか高台に構えるドイツ軍陣地にも命中せず、ドイツ軍陣地奥の何もない尾根に着弾した。上陸直前にも爆撃機が飛来して援護のための爆撃を行ったが、海上を進行中の上陸用舟艇に誤爆しないよう投下のタイミングを遅らせたところ、またしても爆弾はあらぬ方向に着弾した。その様子を見ていたある指揮官は「連中はきっと、ベッドで寝ていても、あの集中爆撃と同じぐらいの戦果を挙げたに違いない」と嘆いた。
機雷により掃海艇に多少の損害はあったが、ドイツ軍にはまったく気づかれることなく大船団は午前1時40分から午前3時にかけて所定の海域に達した。そこで多少の混乱はありながらも、輸送艦隊は整然と指定海域に移動して錨を下ろし「投錨完了」の報告を行った。指定海域に向かう輸送艦内では上陸部隊の兵士にかなり早い豪華な朝食が振舞われれていた。アメリカ軍攻撃輸送艦「サミュエル・チェーイス」の艦内ではありったけのステーキ、ポーク、チキン、アイスクリーム、キャンディが供され、他の艦艇でも、ソーセージ、豆料理、コーヒー、ドーナツが食べ放題だった。一方でイギリス軍艦艇では普段と変わらないコンビーフサンドウィッチが出されたが、それにごく少量のラム酒が“まるでネルソン提督の時代”のように追加されただけであった。そんな陸軍の将兵たちを不憫に思ったイギリス海軍の水兵たちは、自分たちの食料を融通することを申し出て、ある艦ではゆで卵2つとチーズサンドウィッチがメニューに追加されたという。
ドイツ軍が最初にこの大船団を発見したのは、午前3時9分で既に輸送艦隊の投錨が進んでいる最中であった。ドイツ海軍のレーダーが大艦隊の一部を捕えたため攻撃が命じられたが、夜明け前までは大きな戦闘はなかった。連合軍はポワント・デュ・オックなどのドイツ軍大口径砲を実情以上に過大評価しており、砲の射程外と判断した11マイルも沖合に艦隊を停泊させていた。連合軍海軍は、海岸の火砲を事前に沈黙させることが必要と考えて、上陸前2時間の艦砲射撃を提案したが、陸軍側は2時間もかけたのでは奇襲的要素が薄れて敵の増援が到着するから40分で構わないとした。協議の結果、陸軍側の意見が通って上陸前40分の艦砲射撃となったが、40分でも2時間でも時間としては不十分であり、多くの海岸陣地は健在で、一部海岸での苦戦要因となってしまった。これは、太平洋の上陸作戦でサイパンの戦いでは丸2日、硫黄島の戦いでは丸3日であったことを見ると明らかに短すぎた。

#### 上陸開始

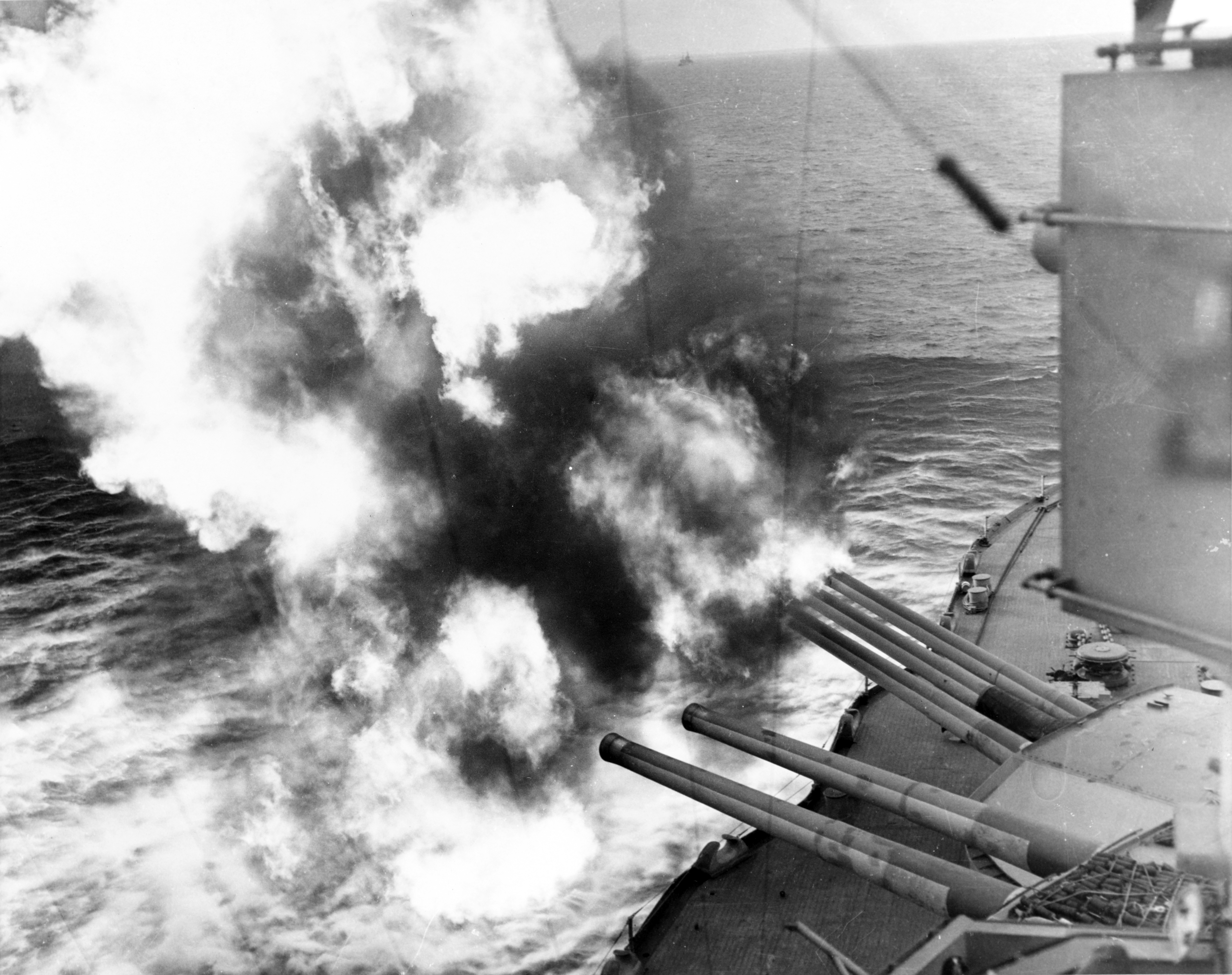
アメリカ軍戦艦「ネバダ」からの艦砲射撃

イギリスのモントゴメリー将軍の総指揮の下、西から順にブラッドレー将軍指揮のアメリカ軍担当の「ユタ」（第4歩兵師団コリンズ将軍指揮）、「オマハ」（第1歩兵師団ゲロウ将軍指揮）、デンプシー将軍指揮のイギリス軍担当の「ゴールド」（第50歩兵師団ブックノール将軍指揮）、「ジュノー」（カナダ第3歩兵師団）、「ソード」（第3歩兵師団）の5つの管区に分けられた。各管区はAから始まる通しのコードネームが付けられた3つから4つのブロックに分けられ、更に各ブロックは「レッド」「グリーン」「ホワイト」の3セクタ―に分けられた。
豪華な朝食を食べたのち、各輸送艦上で士官は上陸する兵士たちに訓示をしていた。訓示内容は統一されておらず、お国柄が出ていた。アメリカ軍のある部隊では「地獄でも高潮でもやってこい。障害物の畜生なんぞ取っ払え」と士気を煽る激しいものであったのに対し、イギリス軍のある部隊ではウィリアム・シェイクスピアの史劇『ヘンリー五世』の一節を引用して「今日死なないで帰国する者は、こののちこの日がきたときには、我知らず足をつまだてるであろう」と静かに訓示した。
一方で、ドイツ軍は連合軍大船団をレーダーでとらえていたものの、前線までにはその情報は伝わっていなかった。そのため、夜明け前に視界が開けてくるにしたがって、海岸のドイツ軍監視所からもこの異様な大船団が見えるようになっていた。オマハ・ビーチを見下ろす監視所で夜通し海上を監視していたヴェンナー・ブルースカット少佐は、散りかけている靄の間で、水平線いっぱいにあらゆる大きさの船が静かに進行しているのを発見した。ブルースカットは信じられないものを見ている感覚に襲われるとともに、ドイツの終わりがきたことを理解した。それからブルースカットは第352師団のブロック少佐を電話で呼び出すと「ブロック、上陸だよ。少なくとも1万隻の船がいる」と報告した。報告を受けたブロックは信じられず「しっかりしろ、ブルースカット、落ち着き給え」「イギリスとアメリカをあわせたって、そんなに船はありはしない。どこの国にそれだけの船があるものか」と否定した。
午前4時58分、上陸前の爆撃が続く中、「全舟艇おろせ」の命令が出され、兵士たちは輸送艦上から上陸用舟艇に網を伝って乗り込んだ。しかし、兵士たちは通常の作戦より遥かに重装備であり、なかには自分の体重に装備を合わせて150㎏の重量に達するような兵士もいた。そのため、舟艇に乗り移るのも一苦労で、なかには網から舟艇に落下して重傷を負うものもいた。また、舟艇に乗り込んでも、クレーンで海面に下ろそうとしたとき滑車が故障して、舟艇が空中にぶら下がってしまうという事故も起きた。
海岸への侵攻準備が進む中、援護の軍艦は艦砲射撃の開始に備えていた。計画では上陸前40分からの砲撃開始であり、先行するイギリス軍の担当ビーチでは5時30分、アメリカ軍の担当ビーチでは5時50分開始予定であった。しかし、砲撃を先に開始したのはドイツ軍であった。4時15分、ユタ・ビーチにアメリカ軍駆逐艦「コリー」が接近してきたが、ドイツ軍砲兵が指揮官に7.7cm FK 16での反撃を申し出た。これまで散々空襲で痛めつけられてきたのもあって指揮官は砲撃を許可し、「コリー」に向けて砲撃したが命中しなかった。逆に砲兵陣地が暴露されてしまったので「コリー」の反撃に遭い、3斉射目で砲兵陣地ごと7.7cm FK 16は撃破されてしまった。
さらに5時20分ごろには、掃海作業を行っていた掃海艇に対してドイツ軍から砲撃があったので、イギリス軍軽巡洋艦「ブラック・プリンス」が反撃を行った。ドイツ軍砲台は連合軍の大艦隊に対して果敢にも反撃を行ったが、ドイツ軍の火砲は旧式なものが多く、また同じ砲台なのに、海上の艦艇を砲撃するときはドイツ海軍の指揮下となるのに対して、上陸部隊に対する砲撃はドイツ陸軍の指揮下になるなど複雑な指揮系統もあって、反撃も組織立ってはおらず、海上の艦艇に対して全く命中しなかった。
連合軍艦隊はドイツ軍の反撃を見て、作戦計画前ではあったが艦砲射撃開始を命じた。アメリカ軍駆逐艦「カーミック」では艦長が「全員に告ぐ。これから今まで見たことないようなパーティが始まるのだ!今こそ、出て踊れ」と激しい言葉で砲撃開始を命じた。戦艦や巡洋艦といった大型艦は特定する海岸砲を叩き潰すという任務が与えられ、海岸砲の射程外の沖合に投錨して巨砲をドイツ軍砲台に浴びせ、駆逐艦などの小型艦などは海岸付近のドイツ軍陣地を砲撃し、上陸部隊の援護を行った。
ユタ・ビーチとオマハ・ビーチを見下ろす位置にあり、アメリカ軍が最も警戒していたポワント・デュ・オックのドイツ軍砲台に対しては、アメリカ軍戦艦「ネバダ」「アーカンソー」が600発もの砲撃を行い、無力化に成功した。先走って反撃したユタ・ビーチでは、偵察機によって砲台や陣地の位置が暴露されてしまっており、連合軍艦砲射撃が開始されると間もなく大口径の砲弾が次々と着弾し、その正確な砲撃で塹壕はならされ、鉄条網は吹き飛び、対空砲台は破壊されて夥しい死傷者が生じた。しかしオマハ・ビーチについては、大型艦の艦砲射撃が砲台破壊を重視したこともあって、大きな損害はなかった。爆撃による被害もほとんどなかったこともあって、オマハ・ビーチのドイツ兵は「連中、我々には手を出さんつもりですかね」と嘯くほど余裕があった。
ゴールドビーチ、ジュノービーチ、ソードビーチではイギリス軍戦艦「ウォースパイト」「ラミリーズ」を主力とするイギリス軍戦艦と巡洋艦が巨砲を浴びせて、次々と砲台を沈黙させていた。なかでもラプラタ沖海戦の殊勲艦軽巡洋艦「エイジャックス」は15cm砲を装備した砲台を含む4個の砲台を破壊するという戦果を挙げた。大艦隊による激しい艦砲射撃は、あたかも沿岸要塞網全体を一面の砲火で覆ったように見えて、その光景を見ていた水兵たちは、友軍の巨艦の雄姿を誇りに感じ、「こうした光景が見られるのもこれ1回限りではないか」「こんなすごい砲弾の洪水の下で、いったい耐えられる軍隊があるはずがない」「2時間か3時間で、きっと艦隊は必要な仕事を終えてしまうだろう」などと各々で思いを抱いた。また、頭上を巨弾が飛び交っている中で上陸用舟艇に乗って海岸に向かっている兵士たちも、ずぶ濡れになりながら頭をあげて万歳の声をあげた。しかし、短時間の艦砲射撃ではドイツ軍の海岸陣地を無力化することはできておらず、特にオマハ・ビーチでは殆どの拠点が健在で上陸部隊を待ち構えていた。
航空機の爆撃・艦船からの艦砲射撃・空挺部隊降下の支援の下、水陸両用戦車を配備した第一次上陸隊が橋頭堡を確保し、第二次上陸隊以降が突破口を広げる計画が立てられていた。そして1944年6月6日午前6時30分、5つの管区で一斉に上陸を開始した。

#### アメリカ軍担当ビーチ

##### オマハ・ビーチ

###### ブラッディ・オマハ

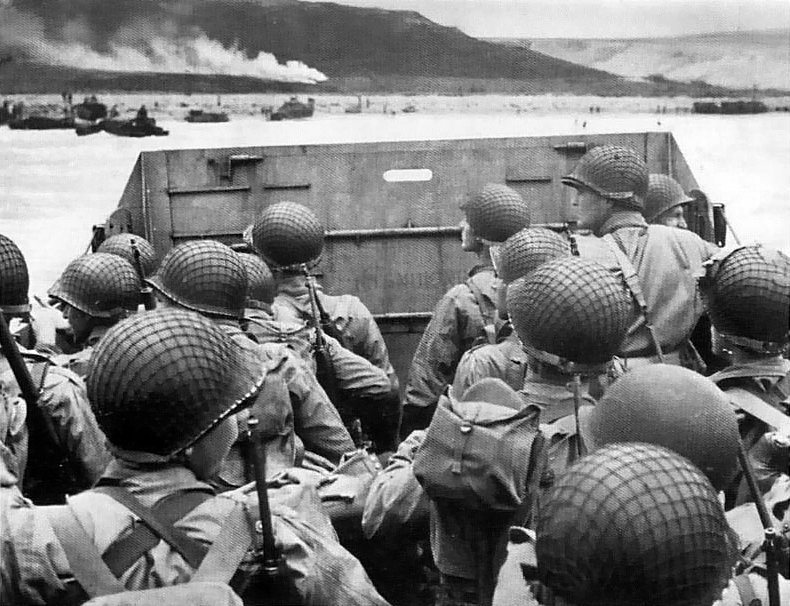
上陸用舟艇内の兵士達

オマハ・ビーチは他のビーチと比較すると波が高かったが、それでもビーチと同様に11マイル（18㎞）の沖合で輸送艦から上陸用舟艇への移乗が行われた。オマハ・ビーチに上陸し、その後はイギリス軍とサン＝ローを目指す予定であったアメリカ軍第1歩兵師団（ビッグ・レッド・ワン）の歩兵たちは高い波浪の中で苦労して上陸用舟艇への乗り換えを進めていた。その歩兵に先行して上陸し、歩兵のための血路を切り開く予定のDD戦車と装甲ブルドーザーを乗せたLCTはさらに海岸に接近して、5,500ヤード（5,000ｍ）で戦車やブルドーザーを海上に下ろす計画であった。これは陸上砲台からの砲撃を警戒して、十分な距離をとったものであるが、これが全くの裏目に出てしまった。
オマハ・ビーチには64輌のDD戦車が投入され、そのうち32輌が第1歩兵師団、残る32両が第29歩兵師団の担当戦域に上陸する計画であった。しかし第1歩兵師団の担当戦域に投入される32輌がLCTから順次海上に進行を始めると、荒波がDD戦車隊を襲い、浮力の源泉であるキャンバスを次々と切り裂いていった。その時点で海上に進行していた29輌のDD戦車のうち27輌があっという間に海中に没してしまい、残る2輌がどうにか沈没を免れると海岸に向かって進行した。その様子を見ていたLCTの艦長は残り3輌は直接海岸に揚陸しようと決めて、艦を海岸に乗り上げさせて無事にDD戦車は上陸に成功した。しかし、第1歩兵師団担当戦域にはたった5輌の戦車しか上陸できなかったため、後の大苦戦に繋がることとなった。一方で、第29歩兵師団の担当戦域の32輌は無事に海上を進行しての上陸に成功している。
しかも連合軍にとって悪いことに、当初海岸に配備されていたドイツ側の守備隊は二線級の第716歩兵師団と予測されていたが、実際は東部戦線における激戦の戦闘経験を持つ第352歩兵師団であった。師団自体は1943年11月に編成され、初陣であったが、将校、下士官の多くが東部戦線で壊滅した部隊から集めたベテランだった。兵士は30代の実戦未経験の老兵がほとんどであったが、ドイツ人の比率が高かった。連合軍は入念な偵察により、ドイツ軍各部隊の配置を1インチ単位で把握していたが、精鋭の第352歩兵師団だけはサン＝ロー付近に配置されていると誤認していた。これは、第352歩兵師団が夜に限って密かに移動していたこと、部隊の隠匿が巧妙だったこと。また地元のレジスタンス組織はこの情報を掴んでいたが、連絡手段が伝書鳩しかなく、第352歩兵師団兵士に全て撃ち落されていたからであった。その火点の多くが事前の航空爆撃や艦砲射撃にも生き残り、上陸部隊を待ち構えていた。荒れた海で上陸に苦戦し、なかには途中で舟艇を降りて200ｍも海中を徒歩で進んでくるアメリカ兵を見て「連中、頭にきたんですかな？泳ぐつもりか？？我々の目の前で？」などと嘲笑うぐらいの余裕もあった。海岸戦区を任されていた第726擲弾兵連隊と第916擲弾兵連隊の両連隊長は、海岸に接近してくる上陸用舟艇を見てはやる兵士たちに対し「敵を波打ち際まで引き寄せて撃て」と厳命し、歴戦の兵士たちも激しい砲爆撃に動揺することなくじっと待った。
そうとは知らない上陸部隊は、荒れた海面のため、戦わずして多数の水陸両用戦車を失いながらも、残った200隻余りの上陸用舟艇は海岸に向けて殺到した。やがて海岸から700ｍまで接近したときに上陸用舟艇に向けてドイツ軍の砲撃が開始された。上陸用舟艇に乗っていた兵士たちはその激しい砲撃で大きくどよめいたが、友軍艦艇の艦砲射撃の激しい砲声でそのどよめきはたちまちかき消された。ドイツ軍の砲弾は次々に上陸用舟艇に命中し木っ端みじんに打ち砕いた。どうにか上陸用舟艇が海岸に到着し、上陸はしごが下ろされると、待ち構えていた機関銃座から猛射が浴びせられ、ある舟艇では搭乗者が悉くなぎ倒されて、生存者がたった1人だったということもあった。砂浜と海上には死体や死にかかっている負傷兵が散乱してたが、上陸用舟艇はそれに構うことなく次々とやってきて、恐怖に怯えている兵士を次々と降ろして行った。舟艇から叩き落された兵士は、膝や腰あるいは首まで海水に浸かっていたが、海岸や海中にはドイツ軍が設置した多数の障害物があって、兵士の上陸を困難にしていた。そこで、ジョゼフ・ギボンズ海軍少佐率いる水中破壊班192人が、海中障害物を破壊して進路を切り開こうとしたが、ドイツ軍の激しい攻撃によって1/3の兵士が死に、過半数は負傷するという大損害を被りながらもどうにか血路を開こうともがいていた。

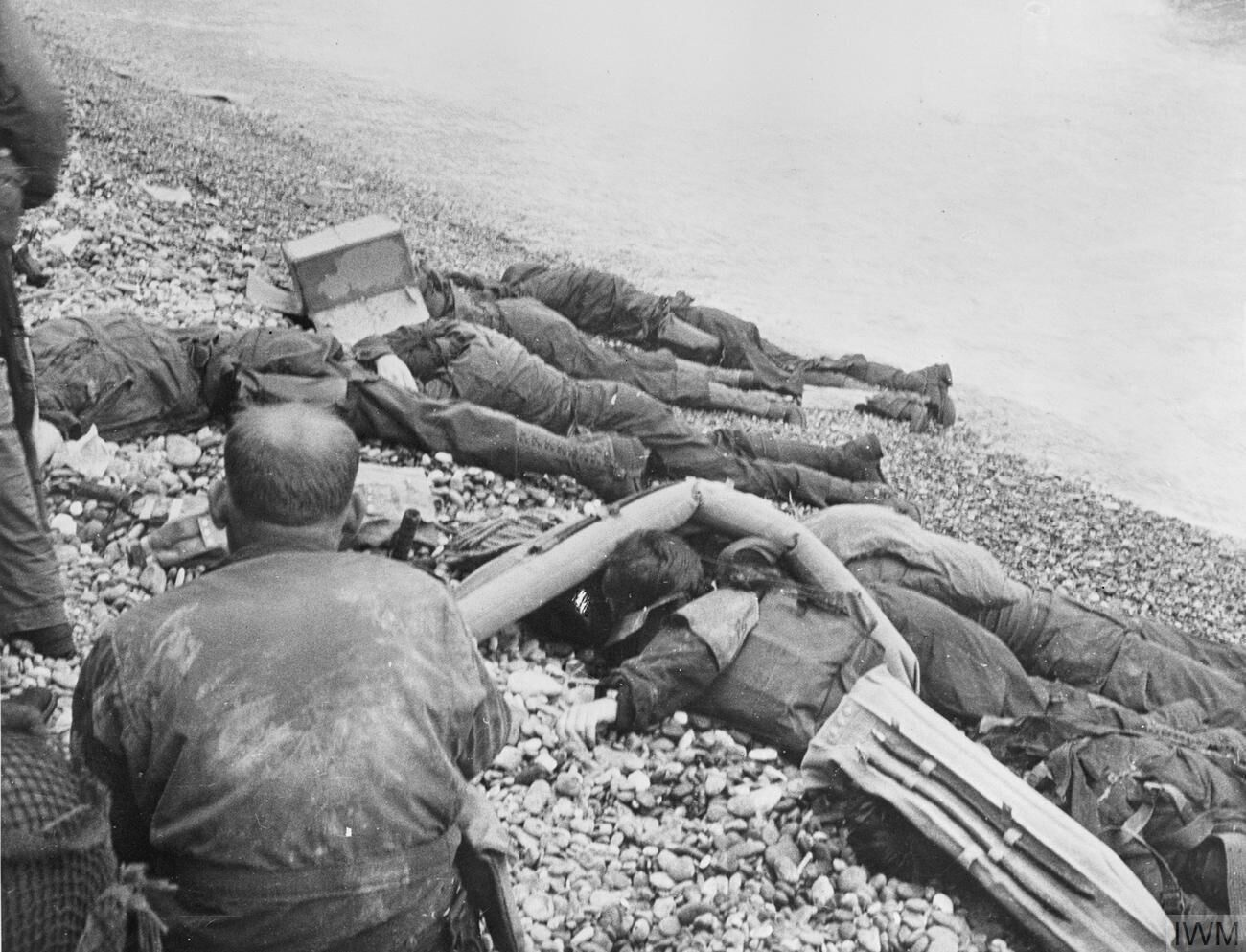
オマハビーチで戦死したアメリカ兵

戦車の支援がなくなった第1歩兵師団の上陸地は悲惨な状態となり、第16歩兵連隊の兵士たちは護岸にへばりつき小さくなっていたので、将校や下士官たちは兵士を勇気づけようと必死であった。上陸時に足を捻挫したF中隊長のジョセフ・フィンケ大尉は杖をついていたが、その杖を振り回しながら隠れている兵士を追い出して前進させた。兵士が負傷するとそれを助けようとして戦友が駆け寄ったが、それをフィンケは追い散らした。一見非情には見えたが、激しい砲火の下では、負傷者を助けようとした兵士3人が巻き添えになって必ず死ぬと判断し、身を切られる思いで負傷者を見捨てるよう命じたものであった。しかし、F中隊は大損害を被り、上陸した200人のうち無事であった兵士は95人、将校に至っては7人のうちで戦えるものはフィンケただ一人となっていたが、そのフィンケも内陸に1,000ヤード進んだところで、臼砲弾で肘と膝を砕く重症を負っている。苦戦を続ける16歩兵連隊を指揮するため、連隊長のジョージ・A・テイラー大佐も上陸したが、テイラーはのちに有名となる言葉をかけ、兵士に海岸からの前進を促した。
第29歩兵師団（ブルーアンドグレー）も状況はあまり変わらず、第116歩兵連隊の兵士を満載した上陸用舟艇は激しい砲撃をくぐり抜けながら海岸に向けて進んでいたが、エドワード・ギャリング少尉と30人を乗せた上陸用舟艇は海岸まで300ｍの地点で直撃断を浴びて沈没してしまった。ギャリングはどうにか生き延びて海面に浮かび上がったが、他の兵士は殆どが浮かび上がってこなかった。生き延びた兵士の中には通信兵もいたが、背中にくくりつけていた無線機を外すことができず「神様、溺れてしまう」と言い残すとそのまま海中に没して二度と浮かび上がってはこなかった。結局、ギャリングと数名の生存者はその後3時間あまりも海中から出ることができなかった。接岸できた上陸用舟艇も兵士を降ろす前に次々と直撃弾を浴びて粉みじんに粉砕された。直撃を逃れた上陸用舟艇は船首の扉を開けて兵士を降ろそうとしたが、ドイツ軍の機関銃座はそれを待ち構えており、兵士が海岸に足を踏み出した直後に機銃掃射を浴びて穴だらけになった。オマハ・ビーチは死傷した兵士の千切れた肉片と赤い血で地獄と化したので、のちに「ブラッディ（血まみれの）・オマハ」と呼ばれることとなった。
上陸開始から30分もの間にオマハ・ビーチには1,000人もの生き残ることができた兵士が上陸していたが、ドイツ軍と戦う余裕はなく、ただ生き延びるためにもがいているに過ぎなかった。多くの兵士が装備を失っており、ドイツ軍の強固な陣地を撃破できる術を持たなかった。これまで厳しい訓練に耐えてきた精鋭も、岸壁や石の堤防のわずかばかりの遮蔽物に身を潜めて、ドイツ軍の射撃を防ごうと必死であった。多くの指揮官が死傷して、軍の統率も混乱しており、生き残った指揮官もどの方向に進むべきか判断がつかず、上陸してから1時間の間に統率力を発揮できた指揮官はほとんどいなかった。統率力を発揮した僅かな指揮官のうち、第116歩兵連隊長チャールズD.W.キャナム大佐は海岸に上陸すると、あたかも“人間の絨毯”のように地面に張り付き、特にE中隊は約200人の定員中、中隊長を含む104人が死傷するほどの大損害を被っていた第116歩兵連隊に「ここでは敵にやられてしまう。それよりか、さぁさぁ、先に進んで敵をやっつけろ」と自ら率先して前進を続けて兵士を奮起させた。キャナムはドイツ軍のネーベルヴェルファーや臼砲は容赦なく降り注ぎ、海岸にうずくまっている兵士が次々と吹き飛ばされるなかでも、全く臆せずに戦闘指揮所を設置すると、手首を銃弾が貫通しながらも後退を拒否し、最前線で戦闘指揮を継続した。

###### ポワント・デュ・オックの戦い

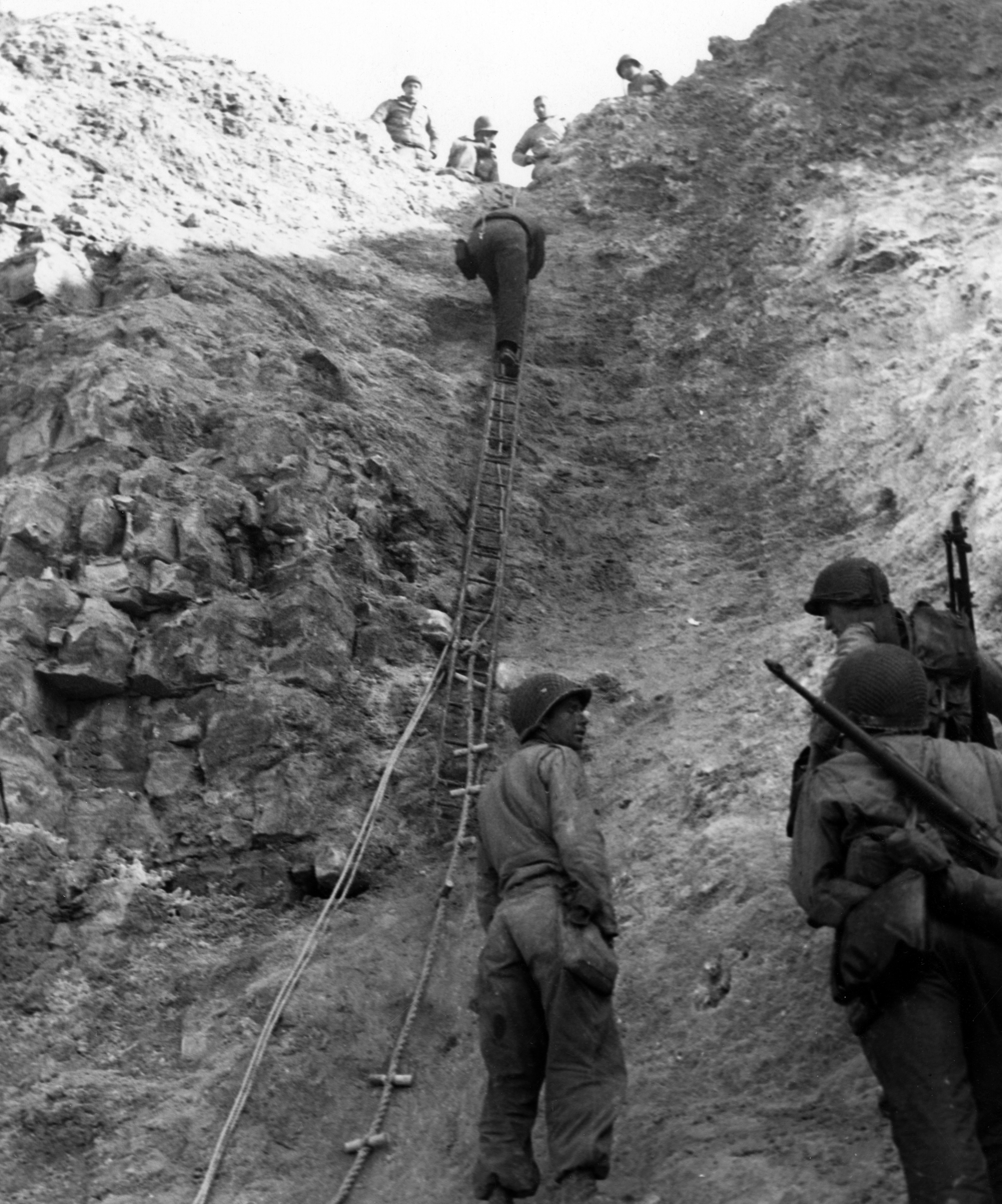
ポワント・デュ・オックの戦いで、第2レンジャー大隊が崖上に登頂するため使用した梯子。

オマハ・ビーチを見下ろすポワント・デュ・オックには、ドイツ軍の巨砲が配置され上陸作戦の大きな障害になるとアメリカ軍は考えており、艦砲射撃の優先目標をなっていたが、さらに第2レンジャー大隊が、ドイツ軍の砲台にとどめを刺すための特殊作戦を敢行した。作戦計画としては、ジェームズ・E・ラダー中佐率いるレンジャー3個中隊225人の兵士がポワント・デュ・オック下の砂利浜に上陸し、崖を踏破して周囲の安全を確保したのち、発煙筒で合図を上げて沖に待機しているマックス・シュナイダー中佐率いる後続部隊が続いて進攻するというものであった。しかし、発煙筒が確認できなかった場合は、後続のシュナイダー隊はポワント・デュ・オックに上陸せず、第29歩兵師団を支援するためオマハ・ビーチに向かうこととなっていた。
作戦開始直後にラダー隊の舟艇は航路を誤って、目的地から5㎞も離れた場所に行ってしまい、誤りに気が付いたラダーが慌てて引き返したこともあって作戦開始は大幅に遅れてしまった。この遅れがラダー隊にとって致命的となった。レンジャー兵士はロケット中型揚陸艦に装備されていたロケット砲から鉤を取り付けたロープと縄梯子を発射し、鉤を崖に引っかけて縄梯子を登っていったり、ロンドンの消防署から拝借してきた消防用の収縮自在の梯子を使用して10階建てのビル相当の高さである36ｍの崖に挑んでいったが、砲台の守備兵が頭上から射撃を浴びせてきたり、縄梯子のロープを切ってきたため、叫び声を上げながら落下していくレンジャー兵士も多数にのぼった。砲台にはアメリカ軍とイギリス軍の駆逐艦1隻ずつが艦砲射撃を浴びせていたが、その砲火の中でもドイツ軍の守備兵は果敢に抵抗した。レンジャー兵士はどうにか梯子やロープを登りきると、砲台内にわずかに残っていたドイツ兵を掃討して砲台を占拠したが、作戦目的でもあった重砲は影も形もなく、あったのは潰れかけた掩体壕とドイツ兵の死体だけであった。
ポワント・デュ・オックにはまだ重砲は設置されていなかったのにもかかわらず、アメリカ軍は最大の警戒をして、大量の艦砲を撃ち込んで、レンジャー隊まで送り込んだが、全くの徒労に終わった。さらに運が悪いことに、作戦が遅れたため、発煙筒を確認できなかったシュナイダー隊は、ラダー隊の攻撃が失敗したと誤認して当初の計画通りオマハ・ビーチに向かってしまい、ラダー隊は敵中に孤立することとなってしまった。それでもラダー隊は内陸に向けて前進を開始したが、一旦は砲台を奪われた第352歩兵師団第914擲弾兵連隊が反撃に転じ、ラダー隊は再びポワント・デュ・オックまで押し込まれてしまった。ラダー隊は優勢なドイツ軍の攻撃を3度に渡って撃退したが、8日まで孤立は解消されず損害が蓄積していった。戦艦「テキサス」艦上には敵前上陸作戦の専門家であるアメリカ海兵隊が待機しており、ラダー隊を救援するために上陸準備を進めていたが、アメリカ陸軍は対抗意識から「ノルマンディーでアメリカ海兵隊、アメリカ陸軍レンジャー部隊を救出」などと報道されることを嫌い、アメリカ海兵隊の出撃を中止し、結果的にラダー隊を見殺しにした。8日になってようやくラダー隊は救出されたが、上陸した225人のうち150人が死傷し死傷率は70％に達した。
海岸を見下ろす崖上には、大量の艦砲射撃を受けたのにもかかわらず多くのドイツ軍陣地が健在で、海岸にくぎ付けとなっている兵士に猛射を浴びせていた。従って崖上の健在なドイツ軍陣地の撃破が急務であった。ラダー隊がポワント・デュ・オックで苦戦しているとき、後続のシュナイダー隊はオマハ・ビーチに上陸し、機関銃座破壊のために崖下に取り付くとカギのついたロープと梯子を使って崖を登って行った。レンジャー兵士が警戒しながらどうにか崖上に達すると、ドイツ兵は逃げてしまい陣地はもぬけの殻になっていた。レンジャー隊の活躍もあって兵士は海岸から次第に前進し、海岸を見下ろす高台地まで進撃した。しかし、高台地のさらに奥には機関銃座が縦深的に配置されており、再び兵士は釘付けとなった。ある工兵部隊はドイツ軍の機関銃座を破壊するため、爆薬を搭載したトラックで機関銃座近くまで乗り付けると、導火線に火をつけて退避し、ほどなくそのトラックは大爆発し、機関銃座は沈黙した。工兵隊は確認すると、機関銃座は破壊されていなかったが、ドイツ兵は爆発の衝撃で鼻や口から血を吹き出しながら衝撃で息絶えていたという。

###### アメリカ軍上陸成功

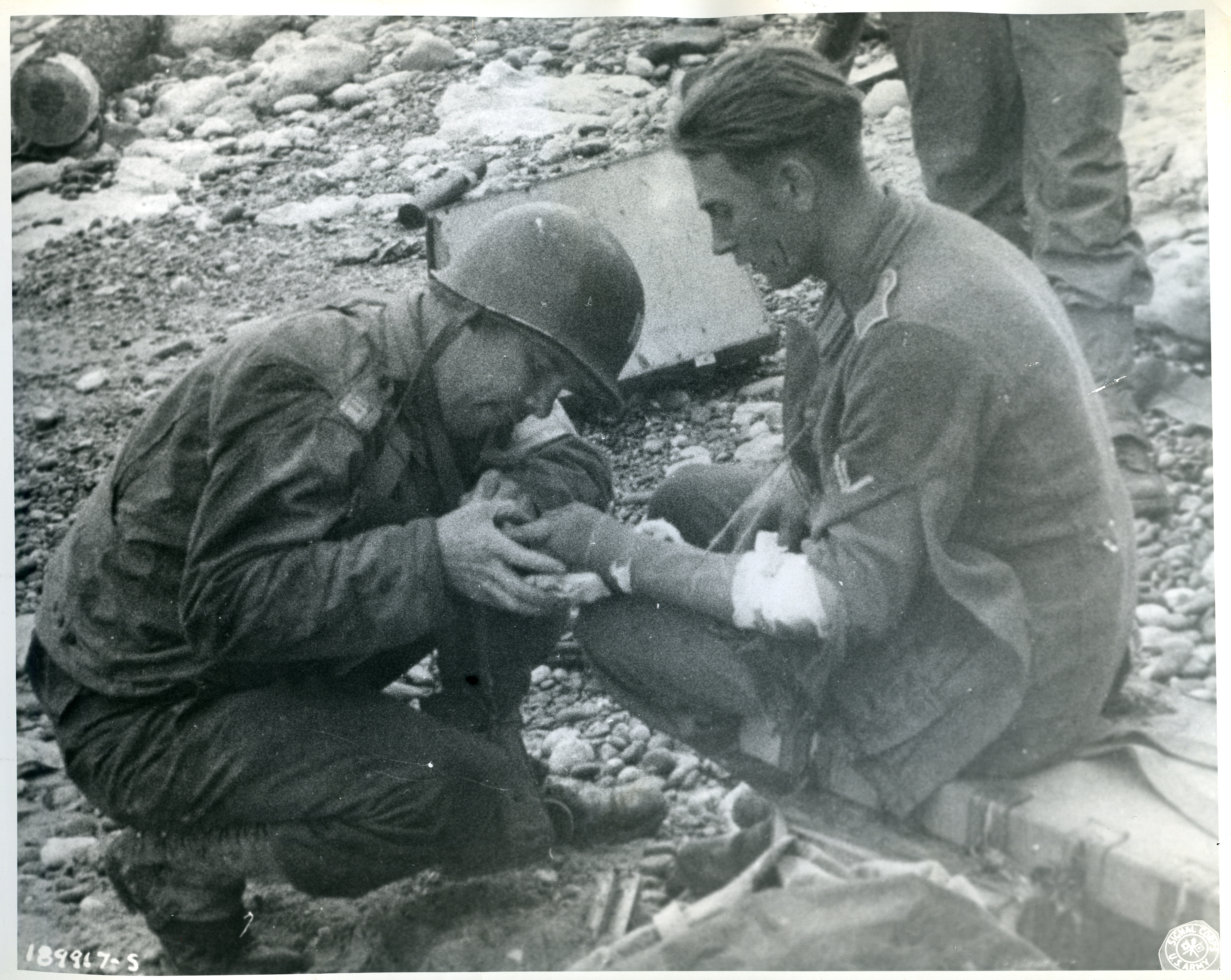
オマハ・ビーチで捕虜としたドイツ兵を治療するアメリカ軍衛生兵

戦況は午前9時30分まで殆ど改善されなかったが、第16連隊と第116連隊と水中破壊班は大損害を被りながらも、着実に海中や海岸の障害物を除去し進路を切り開きつつあった。そのような戦況には構わず、後方からは絶え間なく第2波以降の上陸用舟艇の大群が押し寄せており、海岸は大混乱状態に陥っていた。立往生した車両が狙い撃たれて、その残骸がまた海岸の混乱を増長させたため、上陸統制官は車両の揚陸を禁止したほどであった。その様子を沖合の艦船から見ていたアメリカ第5軍団の副参謀長は、ドイツ軍の激しい砲火で上陸用舟艇が海岸に接岸できずに引き返しているものと誤認し「第一陣は海岸で釘付けとなり、後続の舟艇は敵砲火に阻止されて、牛の群れの暴走の様に走り回っている」と実際の戦況よりは悲観的な報告を軍司令官のレナード・T・ジェロウ少将に打電している。一方でドイツ軍の方は楽観的な戦況判断をしており、第352歩兵師団長ディートリッヒ・クライス中将は望遠鏡でオマハ・ビーチの状況を確認すると「オマハ・ビーチへのアメリカ軍上陸は失敗した」と判断していた。
しかし、実際には海岸の混乱状況は次第に収束してきており、進撃の支援のために頑強に抵抗するドイツ軍陣地への精密な艦砲射撃が要請されていた。上陸部隊から要請を受けた、アメリカ軍8隻、イギリス軍3隻の駆逐艦は座礁を恐れずに海岸900mの至近距離まで接近すると、ドイツ軍の陣地に正確な艦砲射撃を浴びせた。遥か沖合から撃ち込まれてくる戦艦の巨砲よりも駆逐艦の艦砲射撃の方が遥かに効果が高く、オマハ・ビーチに上陸した兵士の多くが「この前衛駆逐艦が勝負を決めた」と振り返っている。駆逐艦はさらに海岸の砂浜に座礁するぐらいの勢いで近づくと、陸上の目標に砲身をほぼ水平にして向けて正確な砲撃を浴びせ、次々と砲座や陣地を沈黙させた。その正確無比な砲撃に、陸上で苦戦している兵士は「次はなんだろう、ジープまで狙い撃ってやがる」と感嘆して士気が上がった。
砂浜で釘付けとなっていたアメリカ軍各部隊でもかなりの動きが見られていた。まずは指揮官が立ち上がって部下を鼓舞し、兵士は勇気を振り絞って立ち上がると前進を開始した。激しい銃撃に加えて地雷を踏む危険性も高かったが、兵士は地雷を恐れて立ち止まるよりは、駆け抜けた方が死ぬ確率が少ないと考えて、遮二無二前進した。第29歩兵師団副師団長ノーマン・コータ准将も、くぎ付けとなっている兵士を鼓舞するため、コルト・ガバメントを片手に最前線まで出ると「よーし。では、諸君がどこまでやれるか見てやろうじゃないか」と言って、少数の兵士を率いて突撃を敢行した。やがてドイツ兵5人を捕虜にとったが、ドイツ軍の機関銃座は構わずにコータらに銃撃を浴びせ、たちまち捕虜2人をなぎ倒した。残ったドイツ兵捕虜は友軍機関銃座に跪いて「撃たないでくれ」と命乞いしたが、ドイツ軍機関銃座は容赦なく銃撃を続け、残りの友軍捕虜を皆殺しにした後でコータらに撃破された。
やがてコータの一隊は崖上の陣地破壊に活躍した第2レンジャー大隊や、負傷しながらも指揮を続ける第116歩兵連隊長キャナムの一隊と合流して、沿岸の村落ヴェルビルを目指すこととしたが、この混成部隊はコータの「バスタード（ろくでなし）旅団」と呼ばれることとなった。ようやく前進可能とわかったアメリカ兵は、これまでの恐怖と無力感が恐ろしいほどの怒りに変わっていたが、逆にドイツ兵の士気に低下が見えてきた。バスタード旅団の兵士が3人のドイツ兵がいる機関銃座を発見したので、背後から巧みに包囲すると、ドイツ兵が気が付いて反撃することもなく「ビッテ、ビッテ、ビッテ」と訴えてきたが、躊躇なく3人とも撃ち倒した。このときは、兵士は「ビッテ」の意味がわからなかったが、ドイツ語で「お願いだ」という意味であった。バスタード旅団は正午までにはかなりの内陸まで前進し、途中で戦意を喪失した大量のドイツ兵を捕虜とした。捕虜となったドイツ兵の俸給手帳より、オマハ・ビーチを守っていたのが精鋭の第352歩兵師団であったことを知って、コータらは衝撃を受けている。
旅団がヴェルビル村に到達すると、コータは少数の斥候を連れて村内を偵察したが、ドイツ兵は既にいなかった。住人に聞き込みすると、村落に配置されていた400人のドイツ軍は艦砲射撃が開始されると、村落を放棄して逃げてしまったという。村落周辺にもロンメルの命令で大量の地雷が埋められていたが、コータはドイツ兵の捕虜を先頭にして道案内させ地雷原をかわしながら前進を続けた。コータは東進して、第1歩兵師団の上陸地域に達し、そこで第1歩兵師団副師団長ウェイマン准将を探した。ウェイマンは上陸の際に、海中に落下してずぶ濡れになっていたので毛布にくるまって暖をとっている最中であったが、ここでようやくビッグ・レッド・ワン（第1歩兵師団）ブルーアンドグレー（第29歩兵師団）は合流を果たすことが出来た。
ようやく揚陸に成功したM4中戦車も活躍しており、ドイツ軍の掩蔽豪を蹂躙して沈黙させた。海岸線のドイツ軍はM4中戦車になすすべなく次々と撃破され、「さらば同志よ」と最後の言葉を発したのちに蹂躙されたドイツ兵もいた。苦戦させられた上陸部隊のドイツ兵に対する憎しみは深く、中には投降したのに射殺される場合もあったという。海岸線を守っていた第352歩兵師団第726擲弾兵連隊第2大隊はわずか66人の捕虜以外全員戦死しているが、捕虜となったドイツ兵は「生存者たちは、野蛮にも処刑されたのだ、ジュネーブ条約の明らかな違反だ」と主張している。
この頃には、多くのドイツ軍のトーチカや機関銃座が破壊されており、ドイツ軍の抵抗は次第に弱くなって、上陸部隊は遥かによい状態で上陸することができていた。ドイツ軍の抵抗が早々に弱体化したのは、第352歩兵師団の予備兵力の主力3,000人が、連合軍空挺隊降下と同時に投下された多数の空挺兵に偽装した藁人形を実際の空挺兵と誤認し、その探索に忙殺されており、援軍としてオマハ・ビーチに投入することができなかったからであった。この藁人形の投下は、上陸作戦前に企画された連合軍の欺瞞作戦のひとつであったが、連合軍の目論見通り大きな成果を挙げることになった。
オマハ・ビーチは、D-Dayの上陸作戦で最も死傷率が高くなり、アメリカ軍は2,000人の死傷者を被ったが、それにもかかわらず生存者達は午後1時頃に防衛線を突破、夕刻までには1.5 kmほど内陸へ進出した。午後2時過ぎには海岸付近の火災も大方鎮火しており、撃破された車両や舟艇の残骸も片付けられて、車両や物資の揚陸も加速した。しかし、内陸への進撃は順調ではなかった。至る所にドイツ軍が陣地を構築して待ち構えており、精強な第352歩兵師団の兵士は決して退かなかった。午後3時30分段階でもオマハ・ビーチに強固な橋頭保を構築できたとは言えない状況で、内陸の砲兵陣地からは盛んに海岸に向けて砲撃が浴びせられていた。歩兵を満載した歩兵揚陸艇に砲弾が直撃して上陸直前の兵士が生きたまま焼かれてしまったり、ガソリンを満載したトラックにも命中し、ガソリンへの引火により次々とトラックが誘爆して、軍服に引火した兵士が叫び声をあげながら転がりまわるという惨状が続いた。第1歩兵師団連絡将校のスタンレー・バック少佐はこの惨状を以下の様にメモに書き残している。
それでも、バックは午後4時30分にはサン・ローラン・シュル・メールに達して街を解放した。まだ、オマハにアメリカ軍が設けた足場は浅く脆いものとはいえ、流血と意気地と勇気が、ついにドイツ軍の誇る大西洋の壁を打ち破った。どうにか確保したオマハ・ビーチではあったが、海岸付近にはロンメルが命じて埋められた大量の地雷が残っており、その爆破処理の爆発音が終日に渡って鳴り響き続けた。D-デイを生き延びた兵士たちの多くが、大量の戦友たちの肉塊を目撃し、遺体が燃える匂いを嗅ぎ続けたせいで、一時的に肉料理を食べられなくなったり、海中に長時間張り付けられた兵士も多かったことから、各部隊で風邪が流行した。
ブラッディ・オマハの激戦はノルマンディー上陸作戦の象徴となった。多大な損害にもひるまず上陸に成功したビッグ・レッド・ワン（第1歩兵師団）ブルーアンドグレー（第29歩兵師団）の奮闘もさることながら、両師団の苦境を救ったのが、太平洋戦線で幾多の敵前上陸作戦を成功させたアメリカ海軍であった。ネプチューン作戦の上陸作戦
総司令官であったアラン・グッドリッチ・カーク少将はブラッディ・オマハの激戦を振り返って「我々の最大の資産は、アメリカ軍水兵の機転であった」と述べている。アメリカ海軍兵士は、艦砲を操作している砲手、戦車揚陸艇の艦長、そしてジョゼフ・ギボンズ海軍少佐率いる水中破壊班に至るまで、全員が忠実に任務を遂行した。特に駆逐艦の乗組員は、その正確な艦砲射撃で両師団の苦境を救ったとして賞賛を受けることとなった。オマハビーチ上陸作戦を指揮した第5軍団司令官レナード・T・ジェロー少将も「アメリカ海軍に感謝！」という電文を重巡洋艦「オーガスタ」に座乗していた第1軍オマール・ブラッドレー中将に打電したほどであった。ブラッディ・オマハの激戦について、大統領のルーズベルトからアメリカ海軍に従軍して戦史の執筆を要請された歴史家サミュエル・モリソン（従軍時は少将待遇）は以下の様に振り返っている。

##### ユタ・ビーチ

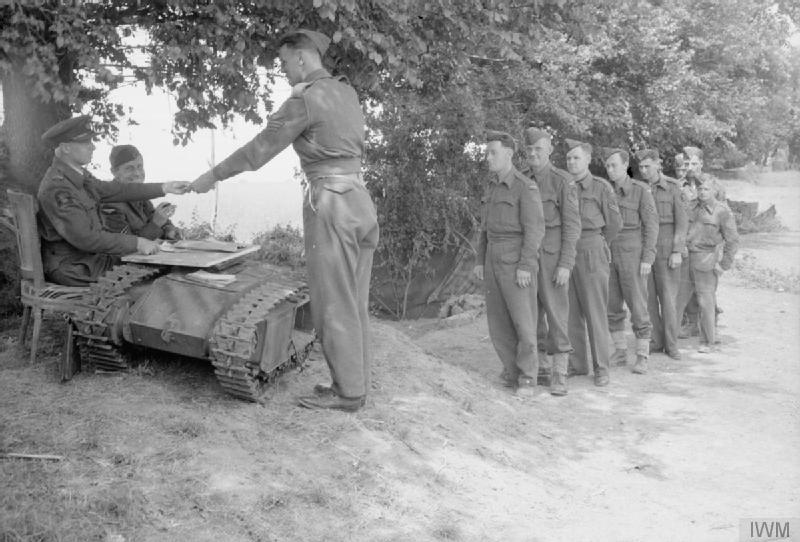
ユタ・ビーチでも投入されたドイツ軍兵器ゴリアテ。連合軍に鹵獲されて机代わりに使用されている。

ユタ・ビーチには「稲妻（ライトニング）ジョー」の異名を持つジョーゼフ・ロートン・コリンズ中将率いる第7軍団が上陸したが、その第1波となる第4歩兵師団第8歩兵連隊の兵員を乗せた上陸用舟艇が、潮流に流されてヴィール川河口部に辿り着いた。これは計画より2,000ヤードも南方となったが、本来の上陸地点よりドイツ軍の防備が弱かった。また、オマハ・ビーチでは荒波のためにDD戦車が次々と海没してしまったが、こちらの波は比較的穏やかでありDD戦車も殆ど無事に上陸に成功している。
オマハ・ビーチとは違ってユタ・ビーチは上陸前の砲爆撃でかなり叩かれていたうえ、上陸直前にはロケット中型揚陸艦に、大量のロケット弾を撃ち込まれてさらに損害が増大した。激しい砲爆撃にも生き残ったドイツ兵たちは、アメリカ軍の上陸用舟艇やDD戦車が海岸に向かってくるのを見て、完全に裏をかかれて干潮時に侵攻してきたことを知り「ロンメルの計算が外れた」と考えた。ドイツ兵たちは東部戦線での経験通り、敵を確実に仕留められる100ｍの位置まで引き付けろと命じられていたが、続々と上陸してくるアメリカ兵を見て、たまらず500ｍの距離で射撃を開始した。ルノー FT-17 軽戦車を地面に埋め込んで作れられた即席トーチカの機関銃が上陸してきたアメリカ兵をなぎ倒したが、やがて上陸してきたDD戦車が姿を現した。大きなゴム製の気嚢を付けた姿は味方の重戦車を見慣れているドイツ兵の目にも怪物のようにうつったという。わずかに生き残っていた8.8 cm砲（アハト・アハト）がその怪物に向けて砲撃を開始し、命中はしなかったものの、至近弾で吹き飛ばされて停止した為、それを見ていたドイツ兵は歓声を上げたが、ドイツ軍の善戦は長続きすることはなく、今までの砲爆撃で破損していたアハト・アハトは1発の砲撃で完全に壊れてしまい、ルノー戦車のトーチカも後続のDD戦車の砲撃を受けて撃破されてしまった。追い込まれたドイツ軍は最後の手段として、新兵器ゴリアテを投入したが、絶え間ない砲爆撃の振動で誘導装置が故障しており、うまく誘導することができず1発も命中することはなかった。
ユタ・ビーチに真っ先に上陸した将官は、アメリカ合衆国第26代大統領セオドア・ルーズベルトの息子セオドア・ルーズベルトJr准将であった。ルーズベルトJrは体調を崩して杖をついていたが、大胆不敵にも銃弾の飛び交うなかを、絶えず冗談をかわしながら悠然と歩きまわっていた。精鋭が配置されていたオマハ・ビーチとは全く異なり、ユタ・ビーチのドイツ兵はじっくりと狙いを定めて正確な射撃をしようとする意図は感じられず、アメリカ兵から見ると「ビーチの方向に向け、ただ銃口を左右に振っている」ようにしか見えなかったという。ユタ・ビーチにおける上陸部隊の任務は、ドイツ兵が小銃や機関銃を構えて立て籠もる孤立した陣地を一つ一つ虱潰しにしていくこととなり、その様は正規軍同士の戦闘というよりはむしろ対ゲリラ戦のようなものとなった。上陸部隊の兵士には敵が武装親衛隊の兵士であれば、爆弾や手榴弾を隠し持っている危険性が高いため皆殺しにするようにと指示されていたこともあり、1時間足らずでユタ・ビーチを守るドイツ兵は一掃されてしまった。一方で上陸部隊の損害は軽微で、死傷者数は197名と全上陸管区中最少であった。

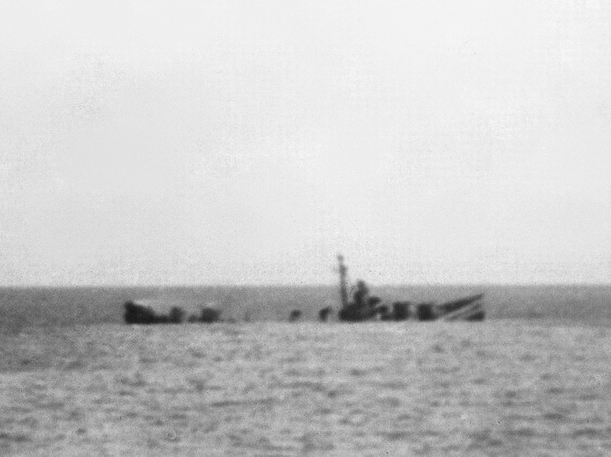
ユタ・ビーチ沖で沈没するアメリカ軍駆逐艦「コリー」

ユタ・ビーチでの最大の損害は艦砲射撃のために海岸に接近していたアメリカ軍「コリー」の損失となった。「コリー」は海岸に接近すると、浅瀬に投錨して沿岸のドイツ軍砲台を砲撃戦を演じたが、あまりに激しい速射で「コリー」の艦砲の砲身が灼熱したため、水兵が消火用ホースで水をかけて冷却しなければいけないほどであった。やがて110発の砲弾を浴びせて砲台を撃破すると、他のドイツ軍砲台が目の敵にして「コリー」に砲撃を集中した。「コリー」は錨を上げると、ドイツ軍の砲撃を巧みな操艦でかわし続け、逆にドイツ軍の砲台に有効な砲撃を浴びせたが、その様子はあたかも「コリー」がバレエをしているように見えたという。
ドイツ軍の砲弾を避け続けた「コリー」であったが、ドイツ軍が設置していた機雷に触雷し、激しい衝撃で艦は海上から一旦持ち上がって海面に叩きつけられると、艦体がほとんど真っ二つとなってしまった。「コリー」はあたかも屑鉄の山のようになってそのまま慣性で1㎞ほど進んだが、動きの止まった「コリー」にドイツ軍砲台が集中砲撃を加えてそのまま撃沈した。激しい戦闘により沈没した「コリー」であったが、人的損失は思いのほか少なく、全乗組員284人中、戦死・行方不明13人、負傷者33人に収まった。しかし、この「コリー」の沈没は、D-デイにおける“史上最大”の大艦隊の最大の損失且つアメリカ海軍唯一の損失となった。

#### イギリス軍担当ビーチ

##### ゴールド・ビーチ

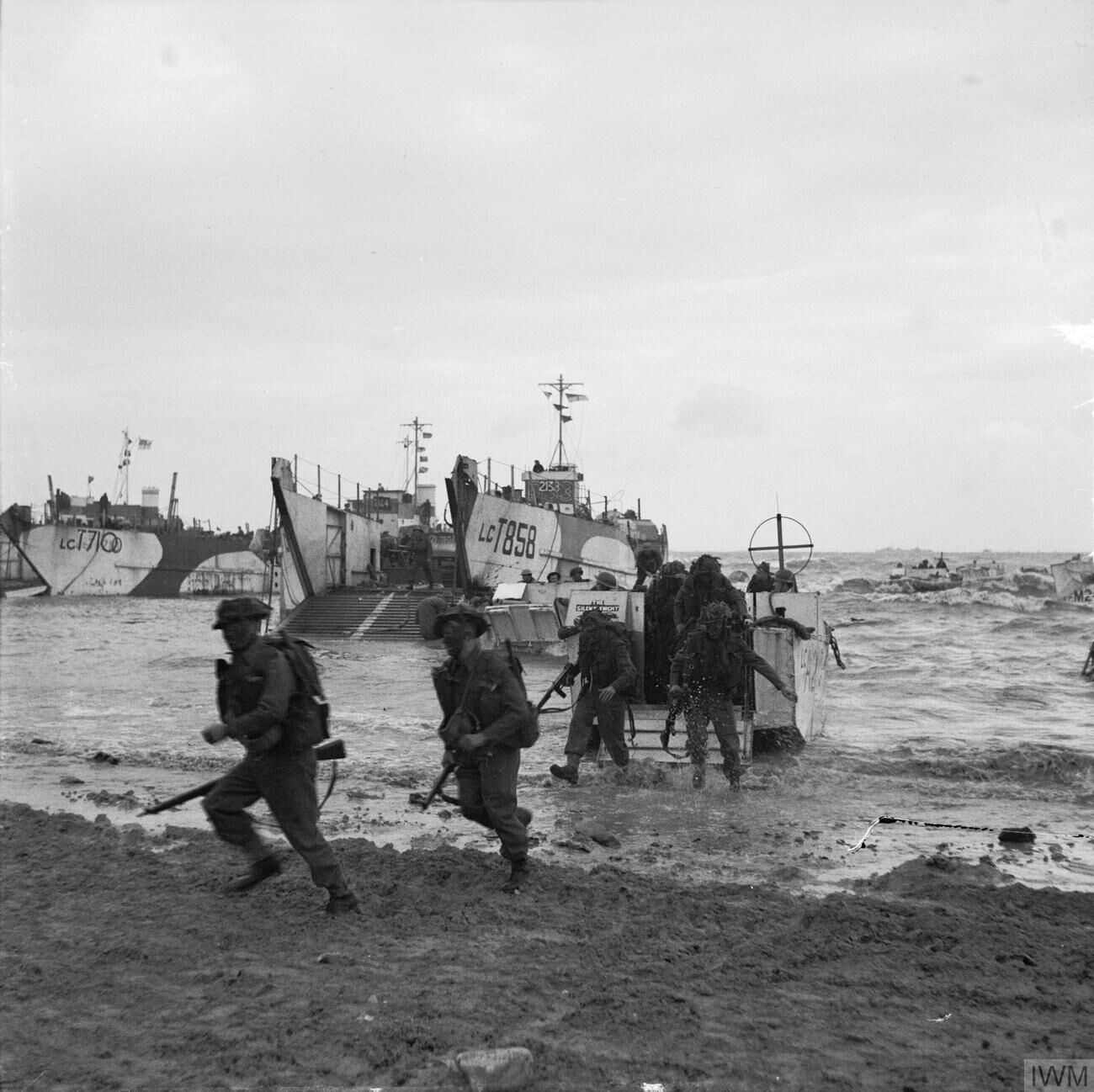
ゴールド・ビーチに上陸するイギリス兵

アメリカ軍の上陸開始時刻は、ドイツ軍が海中に設置した障害物を干潮でむき出しとなる午前6:30であったが、イギリス軍を率いるモントゴメリーは、アメリカ軍より入念に艦砲射撃を浴びせることと、多少障害物が邪魔になっても、上陸用舟艇が上げ潮に乗って進めるように、アメリカ軍より1時間遅い午前7:30とした。さらに上陸用舟艇がドイツ軍の砲火に晒される時間を少しでも短縮するため、輸送船団をアメリカ軍より5～6kmも海岸寄りに停泊させた。モントゴメリーには、要衝カーンを攻略と連合軍上陸拠点東面の確保という任務が課されていたが、その実現のためには、マイルズ・デンプシー中将率いるイギリス第2軍75,000人が、上陸後速やかに内陸奥深くまで進撃し、日没までには30km内陸部まで確保して橋頭堡を構築する必要があると考えられた。
イギリス軍第2軍主力の上陸地点はゴールド・ビーチであった。ゴールドビーチに向かう第50(ノーサンブリア)歩兵師団は、ダンケルク撤退戦、北アフリカ戦線、シチリア島上陸など常にイギリス軍の最前線で戦ってきた精鋭師団であった。特にダンケルクの屈辱を晴らすべく復讐心に燃えており、上陸用舟艇が海岸から数百mまで達すると、艦砲射撃から生き残ったドイツ兵が弾雨を浴びせてきたが、イギリス兵は身じろぎもせずに舟艇内で落ち着いて上陸を待っていた。やがて7：30少し前に、上陸用舟艇は砂浜に乗り上げ、イギリス兵は開放された艇主扉から砂浜に向けて飛び出して行った。
ゴールド・ビーチの西にはル・アメル村、東にはラ・リヴィエール村があり、ドイツ軍はそれぞれその村落を要塞化し、コンクリート製のトーチカの中に88mm高射砲などの火砲を据えてイギリス軍を待ち構えていた。第50（ノーサンブリア）歩兵師団の第231旅団はル・アメル村を攻略後に、西進してポール・アン・ベッサンでオマハ・ビーチから上陸してきたアメリカ軍と合流する計画であったが、ル・アメル要塞を守っていたのは、オマハ・ビーチでアメリカ軍を苦戦させた精鋭第352歩兵師団の部隊であり、海岸に向かってくるイギリス軍を待ち構えていた。ル・アメル防衛線正面に上陸したのはハンプシャー第1連隊であったが、同連隊の兵士を運んできた上陸用舟艇の一部は海岸まで接近することができず海中で兵士を降ろした。水深は兵士の足が届く深さではあったが、中には2ｍを超える深い場所もあり、陸上に達するまでにドイツ軍の機関銃に掃射されて、第一波は1割にも及ぶ損失を出してしまった。しかし上陸できても熟練の352歩兵師団のドイツ兵は機関銃から臼砲まであらゆる武器を駆使してハンプシャー第1連隊に前進を許さず、8時間もの間ル・アメル村前面で釘付けとなり200人が死傷した。
しかし、苦戦したのはハンプシャー第1連隊だけで、その両脇で上陸したイギリス軍部隊は殆どドイツ軍の抵抗を受けることはなかった。また、隣のオマハ・ビーチでは多くが海中に没してしまったDD戦車が、イギリス軍上陸ビーチでは、殆ど損失なく上陸できて貴重な戦力となった。ドーセット第1連隊とグリーンハワード連隊は殆ど損失もなく海岸に上陸を果たすと、わずか40分後には態勢を整えて内陸に向けて進撃を開始した。特にグリーンハワード連隊のスタンリー・ホメス特務曹長は獅子奮迅の活躍を見せ、海岸付近で90人ものドイツ兵を片付けると、さらにステン短機関銃と手榴弾だけで、内陸部にあったコンクリート製のトーチカをたった1人で攻略し12人のドイツ兵を殺害して20人もの捕虜を獲得するという大戦果を挙げている。上陸に成功したDD戦車のM4中戦車とクロムウェル巡航戦車もドイツ軍のトーチカや機関銃座を戦車砲で次々と撃破して1時間の間に1.6kmも内陸に前進し、海岸付近のドイツ軍防衛線を完全に突破してしまった。
ゴールド・ビーチ東のラ・リヴィエール村には第69歩兵旅団が突入した。ラ・リヴィエールも東端のル・アメルと同様にコンクリート製のトーチカなどが設置されて強固に守られていたが、配置されていたのが、高齢のドイツ兵とロシアやポーランドの志願兵で編成された第716歩兵師団であり、精強なイギリス兵に対抗することはできず、第69歩兵旅団は市街戦の末、早々にラ・リヴィエールを制圧して、上陸後わずか2時間の間に内陸に1.6km入った高地を制圧、12:30までには第50師団の殆どの部隊が上陸して、幅5km、奥行き4kmの橋頭保を確立した。その様子は、戦闘というよりは演習のようだとイギリス兵は感じ、夜にはバイユー市街近くまで達し、さらにはバイユーとカーンの間の道路を遮断して、バイユーを孤立化させた。
D-デイの正午になってイギリス首相のチャーチルはイギリス国会の庶民院で演説した。
一方、唯一苦戦していたハンプシャー第1連隊であったが、運が悪いことに他の上陸点では無事に上陸できた戦車隊が荒波によって上陸が遅れており、また上陸後も泥沼にはまるなどなかなか前進できなかった。要塞化されたル・アメル村を攻めあぐねていたハンプシャー第1連隊にようやく15：00になってウェストミンスター竜騎兵戦車連隊AVRE戦車が支援に到着した。AVRE戦車はドイツ兵が籠る家屋やトーチカを次々に破壊し、最後まで激しく抵抗していた75㎜砲を格納していたトーチカを撃破してル・アメル要塞の攻略に成功した。終日激しい抵抗を見せた第352歩兵師団の精兵は、全員が戦死するか捕虜となるまで戦い、退却した兵士はいなかった。

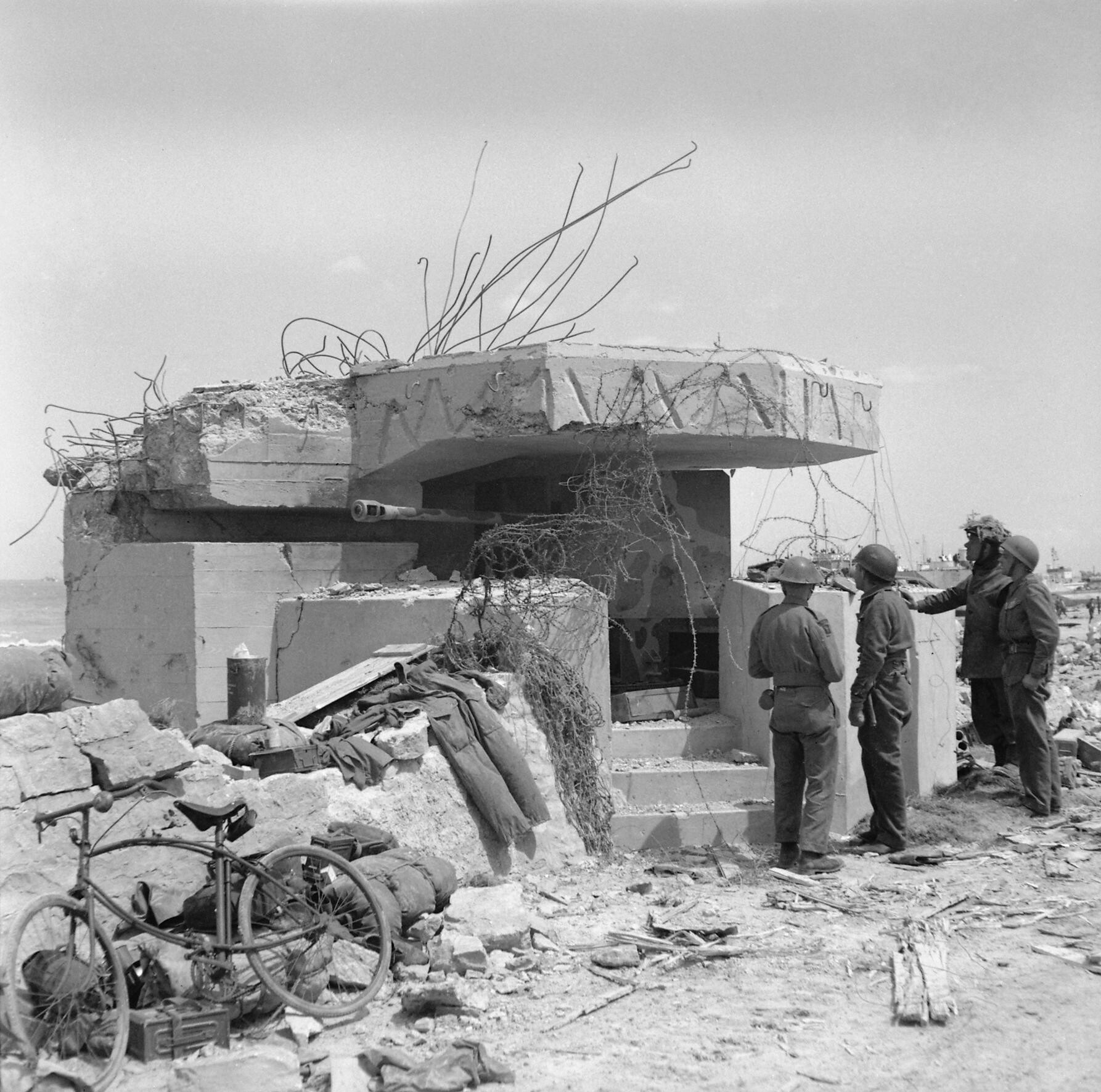
ゴールド・ビーチで撃破されたドイツ軍トーチカ

ル・アメル要塞で激戦が繰り広げられている間、イギリス海兵隊第47コマンドが14隻の上陸用舟艇に分乗しゴールド・ビーチ目指して海上を進んでいた。このコマンド部隊は、D-デイ当日に様々な特殊任務に投入されたイギリス軍コマンド部隊の一つであり、この部隊の任務は内陸に進撃し、西方に向かい敵領内へ10マイル進軍しポール・アン・ベッサンの港を背後から攻撃することだった。この石灰岩の断崖で守られた小さな港はイギリス軍にとって、沖合のタンカーから海底パイプを通じて燃料供給を行うために初期の最重要目標となっていた。また、上述の通りこのポール・アン・ベッサンで隣のオマハ・ビーチから上陸してくるアメリカ軍と合流する計画であった。しかし、海岸に近づいたときに、健在であったル・アメル要塞からの砲撃で14隻の上陸用舟艇のなかで4隻が撃沈されるという大損害を被ってしまった。それでもめげることなく、各コマンド兵は50㎏もの重装備を背負って上陸すると、戦闘しながらうまくル・アメル要塞の脇をすり抜けてポール・アン・ベッサンに向けて進撃して行った。ポール・アン・ベッサンも第352歩兵師団の精兵300人が、2門の高射砲と守りを固めており、ほぼ同数の兵力しかいなかった第47コマンドは苦戦を強いられたが、2日間の激戦の末、6月8日になってようやくその攻略に成功した。
ゴールド・ビーチにおける成果は成否両様となった。カーンとバイユー間の連絡路を断ち切ったことで、オマハ・ビーチで苦戦していたアメリカ軍に対するドイツ軍装甲部隊の攻撃を封じた半面、ポール・アン・ベッサンの攻略に手間取り、D-デイ当日のアメリカ軍との合流には失敗した。また、当初計画が過大であったとはいえ、D-デイ当日の内陸部への進攻は5kmに留まり、モントゴメリーの目論見には到底及ばなかった。

##### ソード・ビーチ

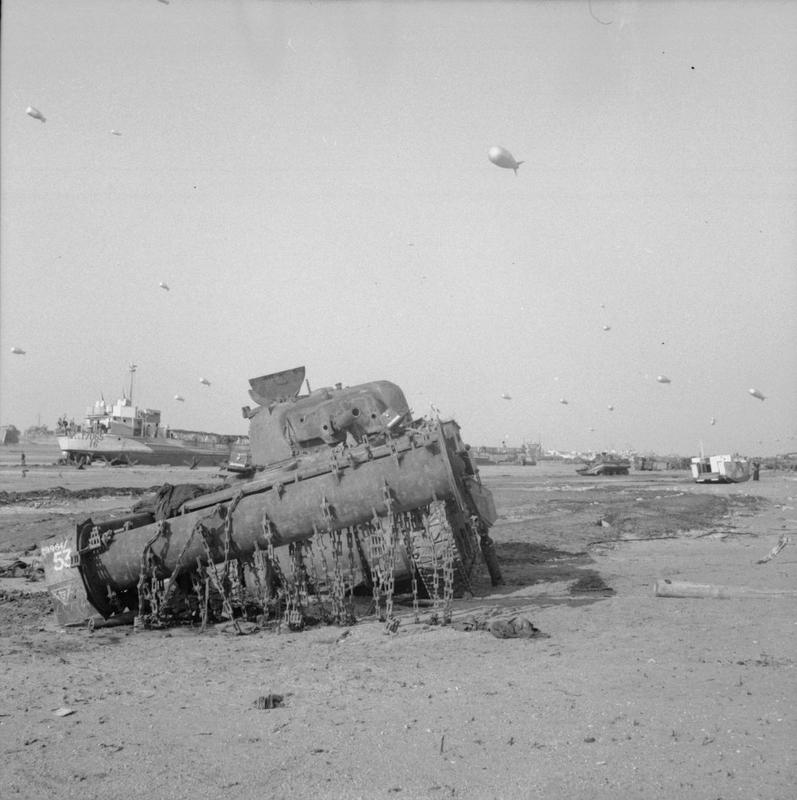
ソード・ビーチで撃破された地雷処理型M4中戦車

ソード・ビーチには、イギリス軍第3師団と特殊任務を帯びた第1特別任務旅団と第4特別任務旅団の2個のコマンド部隊を主力とする部隊が上陸を予定していた。連合軍上陸地点の最東端となるこのソード・ビーチが、イギリス軍の中で最も重要な役割を与えられており、カーンへの至近距離であるため、速やかにカーン市街に突入して、その周囲を制圧することを求められていた。そうすればパリまで一気に戦車隊を走らせる道路が開通した。やがて、上陸開始時間となったが、ソード・ビーチ沖合は逆流する潮流などに悩まされて上陸準備に手間取ってしまい、陸上のドイツ軍に防備を固める時間を与えてしまった。
やがて第3師団の兵士は上陸用舟艇に乗って、西と東の2手に分かれて海岸を目指した。歩兵を乗せた舟艇が輸送艦を離れる5分前には、第13/18王立軽騎兵隊のDD戦車40輌が海岸を目指して発進していた。しかし波高が1.3ｍもあり、高波にもまれた上、近くを航行していたLSTの波に巻き込まれて2輌のDD戦車が海中に没してしまった。その後はどうにかDD戦車隊は海上を進んで40輌のうち33輌が無事に海岸に上陸した。他にもLCTで揚陸された架橋戦車やAVRE装備のチャーチル歩兵戦車も続いた。AVRE装備のチャーチル歩兵戦車は対戦車地雷を処理していったが、それでも1輌のDDM4中戦車が対戦車地雷で走行不能となり、88㎜砲に狙い撃たれた。88㎜はさらに猛威を振るい、架橋戦車の架橋部分を吹き飛ばし、さらにDDM4中戦車を黒焦げの残骸にして海中に叩き落した。
上陸前にイギリス軍はソード・ビーチの防備が最も強固と考えており、兵士たちは「上陸第一波は間違いなく根こそぎやられるだろう」とか「どうやら海岸についても60％の損害は覚悟した方がよい」「損失はきっと84％にのぼるだろう」と考えて血も凍るような恐怖感を覚えていた。東ヨークシャー連隊も戦車隊と同様に、上陸地点でドイツ軍の激しい抵抗にあい、激しい砲撃と機関銃掃射で将校5人、兵士60人が戦死し、140人以上が負傷して、ソード・ビーチの水際から浜までイギリス兵の死傷者が横たわる惨状となった。その状況を見て後続のイギリス兵は予想が的中したと恐怖に震え上がったが、ドイツ軍の抵抗は思いのほか短時間で制圧されてしまい、上陸開始2時間後の9:30には混乱が収拾し、ソード・ビーチのあちこちに楽しい休暇のような雰囲気がみなぎっていた。地元のフランス人が次々と現れて、熱狂的に「イギリス万歳」と叫び、イギリス兵に抱き着いてきた。やがて、態勢を整えると第3師団と戦車隊は内陸に向かって前進を開始した。
特殊任務のコマンド部隊のうち、第1特務旅団は、2つのフランス兵部隊を伴ったイギリス海兵隊第4コマンドに率いられて第2波として上陸した。彼らはウイストラムに個別の目標を持っていた。フランス兵部隊の目標は要塞化されたカジノであり、第4海兵隊の目標は海岸を見下ろした2つの砲台であった。要塞化されたカジノはコマンドのPIAT（Projector Infantry Anti Tank、対戦車グレネードランチャー）では破壊が困難であったが、DD戦車の支援によって攻略に成功した。イギリス海兵隊第4コマンドは、目標の2つの砲台がすでに砲の外された砲架だけだったことを確認した。歩兵部隊に仕上げの手続きを任せて、第1特務旅団の残り（イギリス海兵隊第3、第6および第45コマンド）と合流するために彼らはウイストラムから内陸へ移動し、続いて第6空挺師団との合流を目指した。

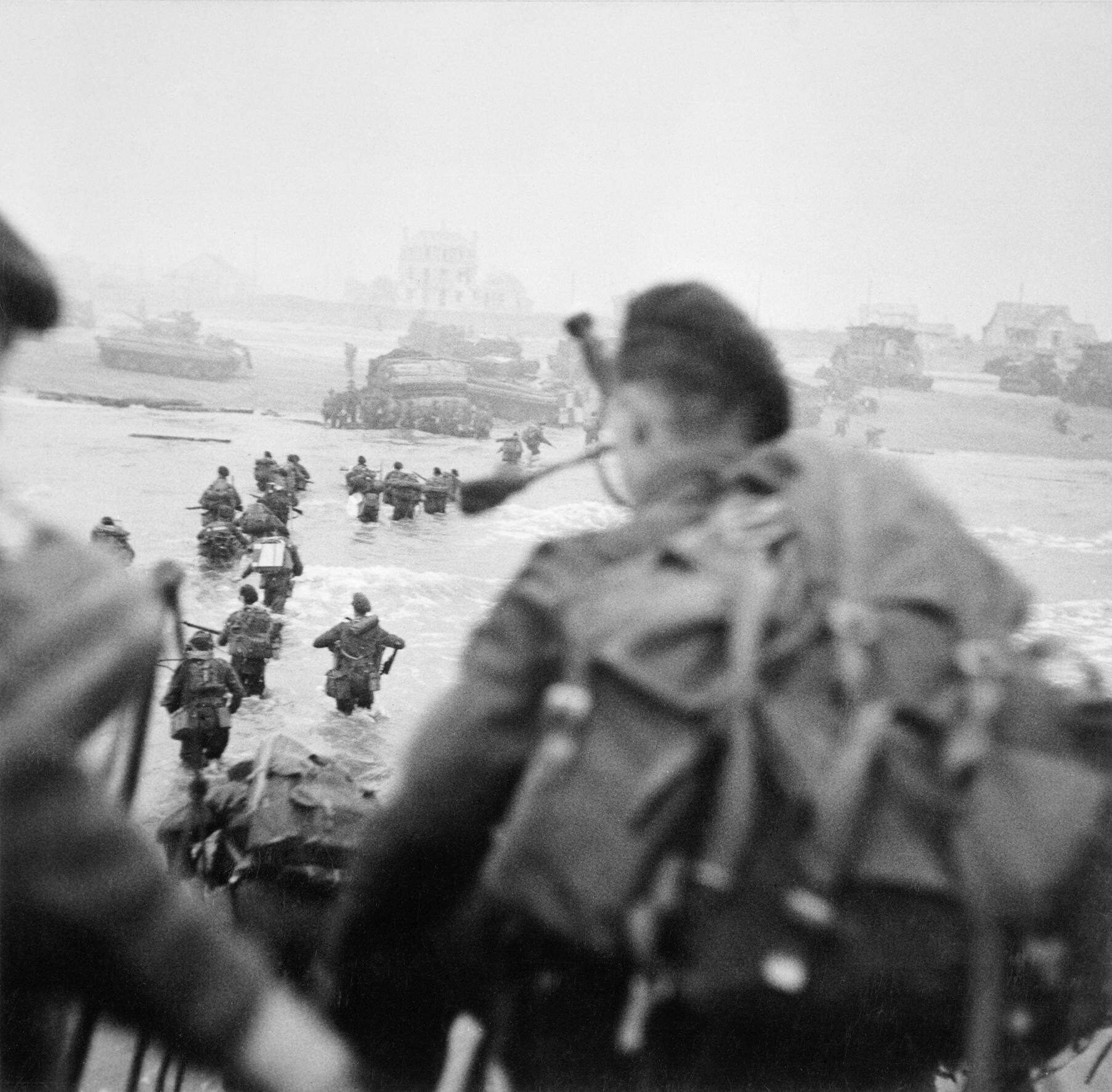
ソード・ビーチに上陸する第1特務旅団。バクパイプを吹奏しているのは「パイパービル」ことビル・ミリン。

第1特務旅団は、第6空挺団との合流地点であるオルヌ川の橋を目指して猛進を続けた。第6空挺団はドイツ軍中に孤立しており、塹壕を掘って第1特務旅団を待っていたが、ドイツ軍の激しい砲撃で死傷者が続出していた。橋が近づくと第1特務旅団長のロバット卿は、苦戦する空挺隊員を力づけるため、危険を顧みずに軍楽兵「パイパービル」ことビル・ミリンにバグパイプを吹くように命じた。この吹奏音は遠く離れた空挺隊員の耳にまで届き、ロバット卿の考え通り友軍が近づいていると知った空挺隊員は狂喜して士気が高まった。やがて午後13:00に楽曲『All the Blue Bonnets are Over the Border』（全てのブルー・ボネットは国境を超える）を吹奏音と共に到着した第1特務旅団に対し、空挺隊員は歓声を上げながら塹壕から飛び出すと、両部隊の兵士はしばしの間抱き合い、その後すぐに態勢を整えて、共同でドイツ軍と戦闘を開始した。ロバット卿は空挺部隊の指揮官の傍に歩みよると、腕時計をちらりと見てから以下の様に謝罪した。

##### ジュノー・ビーチ

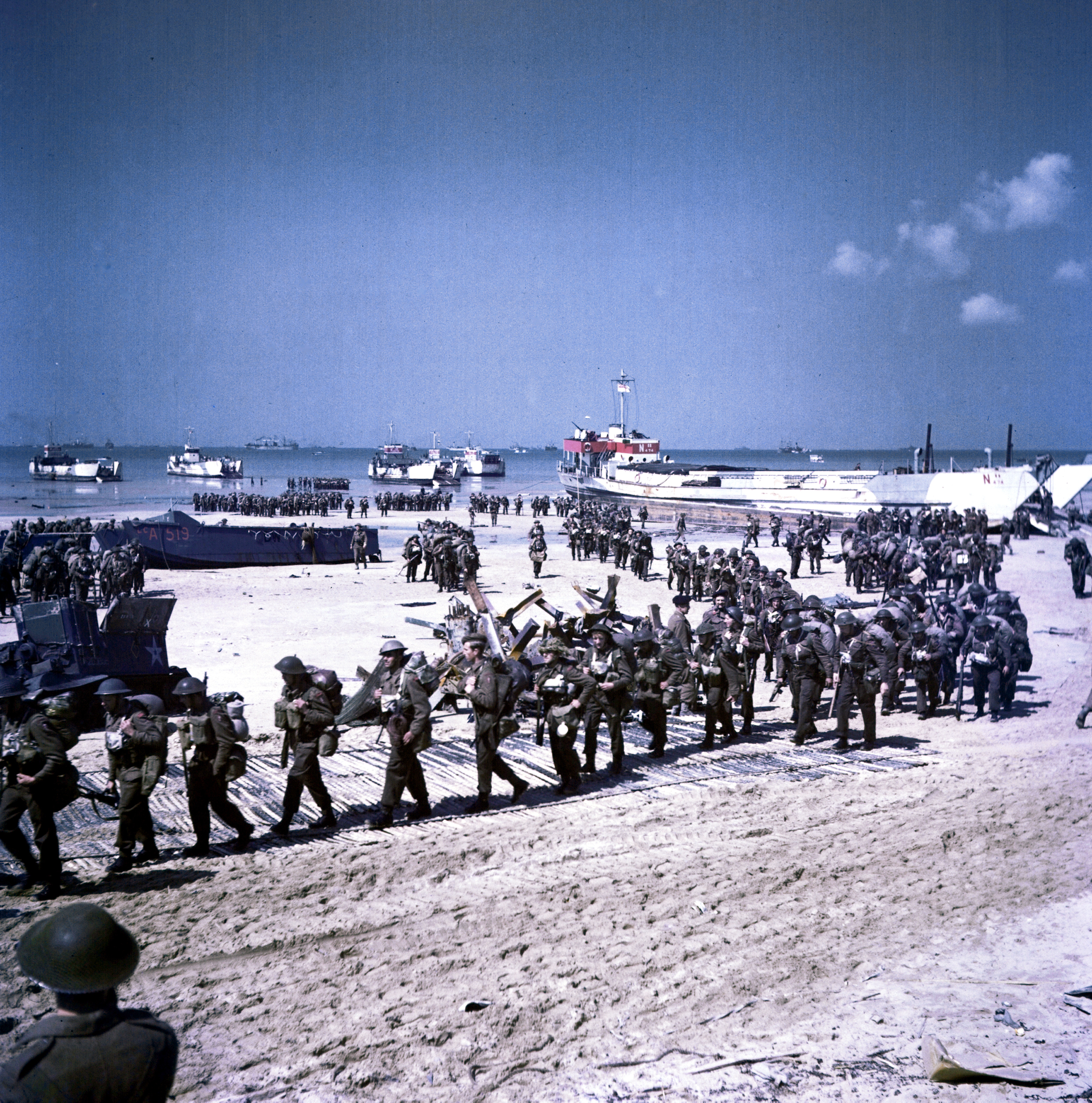
ジュノービーチに上陸したカナダ軍

ジュノー・ビーチにはカナダ第3師団を主力とする部隊が上陸を予定しており、その任務はソード・ビーチより上陸する第3師団のカーン攻略の援護と、18km内陸にあるカルピケ飛行場の攻略であった。ジュノー・ビーチの西端には漁港クルル・シュル・メール、東端には海岸保養地サン・オーバン・シュル・メールがあり、そのどちらもドイツ軍によって陣地化されていた。上陸するカナダ第3師団は、海が荒れていて上陸開始時刻が30分遅れたことと、工兵隊による海中障害物と機雷除去ができなかったことで、イギリス軍が上陸した3つのビーチのなかで最大の損害を被ることになってしまい、海岸に近づこうとする上陸用舟艇は機雷とドイツ軍の砲撃で次々と粉砕され、第一波の306隻のうち90隻が撃沈・撃破されてしまった。
ベルニエール・シュル・メールの前面には第8カナダ歩兵旅団とイギリス海兵隊第48コマンドが、激烈な砲火のなかを上陸した。サン・オーバン・シュル・メールの砲台からの砲撃も凄まじく、海岸には多数のカナダ兵やイギリス兵の死傷者が転がっていた。DD戦車も上陸するなり激しい集中砲火を浴びてそれを避けるために狂ったように砂浜を走り回ったが、味方の負傷者が砂浜に多数横たわっていることをまったく認識しておらず、次々と轢き殺してしまっていた。第48コマンドの将校ダニエル・フランダース大尉はその光景を見て驚き、危険を顧みることなく「私の部下だ！私の部下だぞ！」と叫びながらDD戦車に走り寄って行って戦車の側面を叩いたが、全く停止する様子もなかったので、怒り狂ったフランダースは手榴弾のピンを抜くと、DD戦車の片方のキャタピラを破壊してようやく停車させた。
第8カナダ歩兵旅団と第48コマンドが上陸した海岸は、かなり開けた場所であったのにもかかわらず、このようにまともに味方戦車の支援を受けることができず、ドイツ軍の激しい斉射の前に第一波の50％程度の兵士が死傷するという大損害を被った。やがてイギリス海軍の砲艦が座礁を恐れずに海岸まで最接近し、ゼロ距離砲撃でドイツ軍のトーチカや機関銃座を撃破したため、ようやく第8カナダ歩兵旅団と第48コマンドは前進することができたが、その後も弱兵ばかりであったはずの第716歩兵師団が奮戦し、実に3個大隊の兵力を相手に午後15：00まで戦い続けて足止めに成功した。第48コマンドはそのまま、ジュノー・ビーチとソード・ビーチの間に空いている間隙を埋めるため、海岸沿いを東進してソード・ビーチの方に東進した。第48コマンドはソード・ビーチに上陸した第41コマンドとサン・オーバン・シュル・メールの東方で合流する計画であり、計画通りにサン・オーバン・シュル・メールは突破したものの、2km東進したところで、全ての家屋を陣地化し、鉄条網や地雷で要塞化された村落にぶつかって進撃を止められた。さらに1個大隊規模のドイツ軍の増援も到着し、第48コマンドは翌日にM4中戦車が到着して要塞を破壊するまでその場に足止めされ、計画通りD-デイ当日に、ジュノー・ビーチとソード・ビーチの橋頭保の連結には失敗した。
西端のクルル・シュル・メール前面には第7カナダ歩兵旅団が上陸した。ロイヤル ウィニペグ ライフル連隊とロイヤル レジーナ ライフル連隊を先頭にスール川西の右岸に上陸すると、カナダ第1軽騎兵連隊のDD戦車10輌の支援を受けてクルル・シュル・メール市街地に突入した。DD戦車の支援でドイツ軍の陣地は脆くも次々と撃破され、カナダ兵はドイツ軍が市街地に設置したトーチカや塹壕を突破して行った。ベルニエール・シュル・メールでは敢闘した第716歩兵師団の兵士であったが、こちらでは十分に戦闘もせずに進んで降参し、ド・レイジー軍曹はたった1人でまとめて12人ものドイツ兵を捕虜にしたが、そのドイツ兵たちはレイジーを見るなり自分から手を挙げて降伏してきた。レイジーは北アフリカ戦線で弟を失っており、復讐心に燃えてこの作戦に参加していたが、あっさり降参したドイツ兵を見るとはらわたが煮えくりかえり、駆け付けた部下の兵士に「おい、この馬鹿どもをちょっと見てみろ！ゆけ、連れて行け、もう見たくもない奴らだ」と後方に連行するよう指示した。

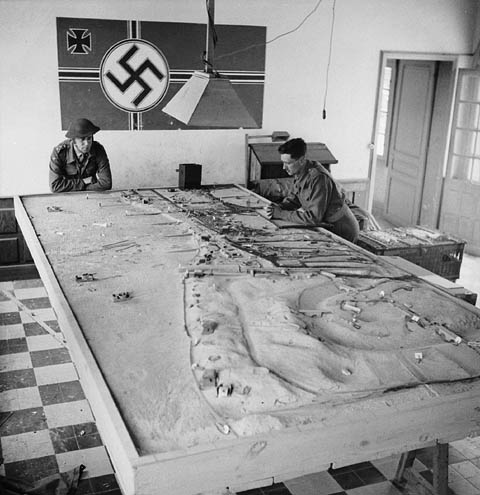
クルル・シュル・メールのドイツ軍戦闘指揮所を占領したカナダ軍

クルル・シュル・メールの戦いは2時間ほど続いたが、その間も次々と後続部隊や資材や補給物資が送り込まれてきた。目の前で戦闘が続いている中での揚陸作業は大混乱に陥ってもおかしくなかったが、揚陸司令官コーリン・モード海軍少将の的確な監督・指揮で全く混乱することなく揚陸作業は粛々と行われていった。モードは長身ながら顔は一面の髭で覆われており、また片手にはこん棒、もう一方の手にはどこから連れてきたのか、恐ろしく大きなジャーマン・シェパード犬をつかまえていた。このかなりのインパクトに兵士たちは脅かされている。モードは海岸でグズグズしていることを一切許さず、怠惰な行動をしている将兵がたとえ将校であろうが怒鳴りつけた。戦場でグズグズしていることは自分を危険に晒している以外の何ものでもないことを、本日の戦闘で兵士たちは身に染みて理解しており、誰もモードに反論するものはいなかった。
ジュノー・ビーチはイギリス軍上陸海岸では最も激戦となり、オマハ・ビーチに次ぐ損失を被った。カナダ軍で戦死340人、戦傷574人、捕虜47人の人的損失合計961人、イギリス軍も死傷者243人を出している。

## 上陸後

### ドイツ軍の防衛対応

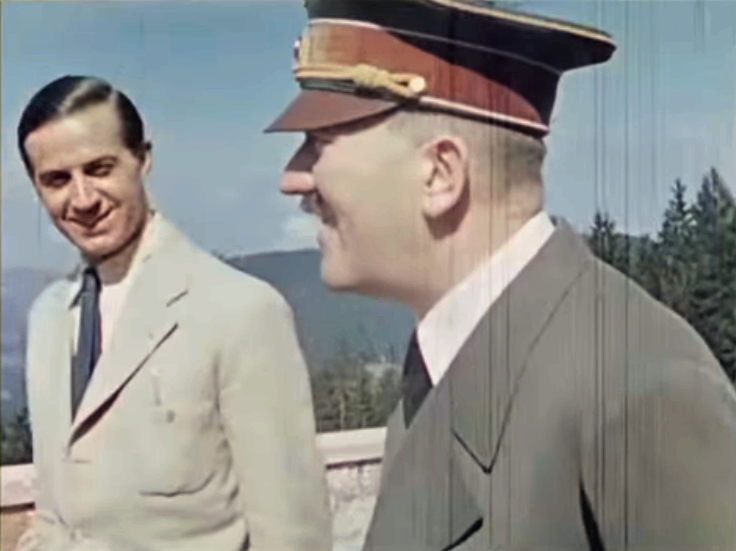
ベルクホーフでのアドルフヒトラー（右）と侍医のカール・ブラント親衛隊中将（左）

連合軍侵攻の司令部への第一報は、午前2時11分に第716師団から第84軍団司令部への「パラシュート部隊がオルヌ川東岸に降下した」というものであった。この一報があったときには、司令官であるマルクスの誕生日会の後で、マルクスと参謀らは本日の図上演習の準備中であった。この一報はまるで「雷の一撃」のようで、報告を聞いたマルクスは身体を固くしたが、マルクスは速やかに第7軍のベムゼル参謀長に報告した。ベムゼルはこの空挺作戦は上陸作戦の前哨戦だと判断すると、すぐにB軍集団参謀長ハンス・シュパイデル中将を電話で叩き起こし、「パラシュート降下は、重大な攻撃作戦の先駆をなすものだ。そのうえ、海上には船の機関の音が聞こえる」と報告した。しかし、ノルマンディーから遥か遠くにあるラ・ロシュ＝ギヨンのB軍集団司令部には戦闘の切迫感を感じ取ることができず、シュパイデルは「敵の行動はまったく局地的なものである」と判断し、ドイツの自宅で就寝中の司令官のロンメルにも報告しなかった。
同じころに前線から西方総軍司令部へ、空挺部隊と戦闘中で10人あまりの捕虜もとったという報告が上がっていたが、同時に連合軍が欺瞞作戦で多数の空挺兵に偽装した藁人形が大量に投下されているという報告もあっており、西方総軍のボド・ツィメルマン作戦部長は、捕虜になったのは撃墜された爆撃機の搭乗員であり、「敵の行動は大規模な空挺作戦とは思えない。ドーバー海峡にいる海軍司令官によれば、敵は藁人形を投下しているだけに」と連合軍側の欺瞞作戦にひっかかって、誤った判断を下して就寝中の司令官のルントシュテットには報告しなかった。他にも、様々な報告が各ドイツ軍司令部に寄せられたが、規模の報告は錯綜しており、また、これまでの連合軍による欺瞞作戦が功を奏して、他のドイツ軍司令官や幕僚たちもパ・ド・カレーへの本格的上陸作戦に対する陽動作戦に過ぎないという見方をする者も多く、夜が明けるまでは積極的な対応を控えてしまい、貴重な時間を浪費することとなった。
連合軍上陸前夜にベルヒテスガーデンのベルクホーフに滞在していたヒトラーは、エヴァ・ブラウンやヨーゼフ・ゲッベルスと映画のことなどで歓談して夜更かししており、就寝したのは午前3時であった。午前5時半ごろにヒトラーの副官カール＝イェスコ・フォン・プットカマー准将に「フランスに上陸らしきものが行われた」という曖昧な報告がよせられたが、不眠症を抱えていたヒトラーは専属医から処方された強力な睡眠薬を服用して寝ており、プットカマーと専属医は協議のうえ「こんな時間に起こしたら、いつも決まってきちがいじみた決定を下すことになる。あの神経の発作がまた始まらないともかぎらないからね」として、ヒトラーを起こさないこととしている。
ヒトラーが起床してこの報告を受けた時刻については諸説あり、ヒトラーの個人副官オットー・ギュンシェ親衛隊大尉によれば、午前8時にはベルクホーフの大広間に現れていたとされる。そこでヒトラーは幕僚らと面会する前には既に報告をうけていたようで、そこでヒトラーは一同を目の前にすると「紳士諸君、これは侵攻である。あそこを攻めるとは余がかねがね申しておった通りではないか」と自分がかねてからノルマンディーへの連合軍上陸を予測していたと自信満々に語っている。しかし、アルベルト・シュペーアなどヒトラーの起床は遅かったという証言をする関係者もおり、真相は不明である。いずれにしてもヒトラーは自分の予想通りノルマンディーに連合軍が上陸してきたので、海際で粉砕できると自信満々に長広舌を振るったという。
しかし、肝心の反撃戦力として内陸に拘置されている装甲師団の投入は許可されなかった。前線では、日の出の後になってこれを本格上陸と断定し、OKWにノルマンディ担当の第7軍をはじめ、B軍集団や西方総軍などからも、装甲師団投入について矢のような催促があったが、全て却下された。OKWの担当者は却下の理由として「敵上陸部隊の主力はまったく違う場所に襲来することになっている」などと言ったため、激怒した西方総軍の幕僚が「ひとまず当面の敵を粉砕すべき」「この上陸を許せば、敵は間違いなくここに戦力を集中してくる」と議論を試みたが、OKWの担当者は本当の却下理由を「（装甲師団投入の）決断をできるのは総統閣下おひとりである」とまだヒトラーが承認していないためと明かしている。
正午にベルクホーフの大広間にて作戦会議が開催された。ヒトラーは上機嫌でヴィルヘルム・カイテル元帥やヘルマン・ゲーリング元帥などを前にして「これ以上の好ニュースは、いままで聞いたことがない。奴らがイギリスにいる間は何もできなかったが、いまや、奴らを撃破できる」「敵は私の腹中に入った。進んで敗北への途を選んだのだ」と口舌を振るうと、15時になってようやく拘置していた3個装甲師団の戦場投入を許可した。このヒトラーの判断の遅れはドイツ軍にとって非常に痛かった。上陸当日の午前中は天候が悪く視界も不十分で、装甲師団が空襲を受けずに移動できた可能性が大きく、特に精鋭の第12SS装甲師団が幅広い戦場に展開が可能で連合軍の進撃を遅らせることができたはずであった。しかし、出撃命令があったときには天候が回復し、航空攻撃も激化しており、第12SS装甲師団は日没まで全く動くことができなかった。
ドイツ本土ヘルリンゲンの自宅にいたロンメルが、連合軍上陸開始の連絡を受けたのは午前10時15分に至ってのことであり、参謀長のシュパイデルから電話で報告を受けたロンメルは、唖然として色を失ってただ黙って聞いていた。ロンメルはシュパイデルの報告に質問を返すこともなくただ黙って聞いていたが、シュパイデルの報告が終わると「私はどうかしていた。大馬鹿者だ」と嘆いたという。電話の様子を見ていたロンメルの妻女は、この電話のあとロンメルが「すっかり変わってしまい、おそろしく緊張している」ように見えたという。ロンメルはラ・ロシュ＝ギヨンにある司令部に帰るため、一緒にドイツに帰っていた副官のラングに電話したが、出発の時間をなかなか決めることができないロンメルを見て「いつもの果断な元帥らしくなく迷いがある」と感じた。また、電話での口調もひどく落胆していたため、「もういつもの元帥ではない」と思ったという。
ロンメルはヒトラーとの会見を中止して司令部に向かった。前線ではロンメルの指揮下であった第21装甲師団が反撃のために集結し増援を待っていたが、午後5時前にロンメルからシュパイデルに連絡が入った。そこで、シュパイデルが連合軍の主作戦地がノルマンディとはまだ確定できないこと、第21装甲師団は増援を待って反撃に転じるとの報告を行うと、ロンメルはそれを一喝し、直ちに第21装甲師団単独で反撃を行うよう命じた。ロンメルの命令に従って、連合軍の空襲で大損害を被っていた第22戦車連隊は、第192装甲擲弾兵連隊第1大隊と協同で連合軍が上陸した海岸に向け突進したが、途中でイギリス軍第27機甲旅団と激突し、一方的にIV号戦車19輌を撃破されて撃退された。
司令部に到着したロンメルは、すぐに作戦室に入り状況の説明を受けたが、攻撃を命じた指揮下の第21装甲師団は不明との報告であった。また、第12SS装甲師団と装甲教導師団が動いていないことについても、ヒトラーの決断が遅れたことの説明を受けると、「狂気の沙汰だな」と呟き「もはや手遅れとなった頃合いに、ようやく到着するのだろう」と皮肉を交えて嘆いた。遅ればせながらも装甲師団の投入を決断したヒトラーはさらに強気になり、OKWからは浮世離れした命令が次々と西方総軍に下された。前線の第7軍はヒトラーのお望みの伝達に過ぎない「6月6日夕刻までに敵を撃滅せよ」「全部隊はカルヴァドス県の侵入点に向け方向転換をせねばならず、敵の海岸堡は今夕、より遅くない時刻までに一掃されなければならない」という命令を受け取っているが、参謀長は拒否している。ヒトラーとOKWは明らかに連合軍の空の脅威を軽視しており、ヒトラーは、第12SS装甲師団と装甲教導師団の投入で連合軍を海に叩き落せると目論んでいたが、実際には前述の通り第12SS装甲師団は日没まで動くこともできず、装甲教導師団に至ってはOKWの命令を守り、日中に戦力を集中させたため、連合軍の激しい空襲を浴びて、装甲車輌85輌、戦車5輌、トラック123台（うち燃料車80台）が撃破される大損害を被ってしまった。ドイツ軍は連合軍の攻撃機をヤーボ（Jabo）と呼んで恐れたが、ロンメルも幾度となくヤーボに襲われ、6月10日に西部方面戦車軍司令部に車で向かったロンメルは到着までに30回もヤーボに襲われ、そのたびに車を捨てて腹ばいになってヤーボをやり過ごしたので、司令部に到着したときには泥まみれであった。

### ドイツ海軍の防衛対応

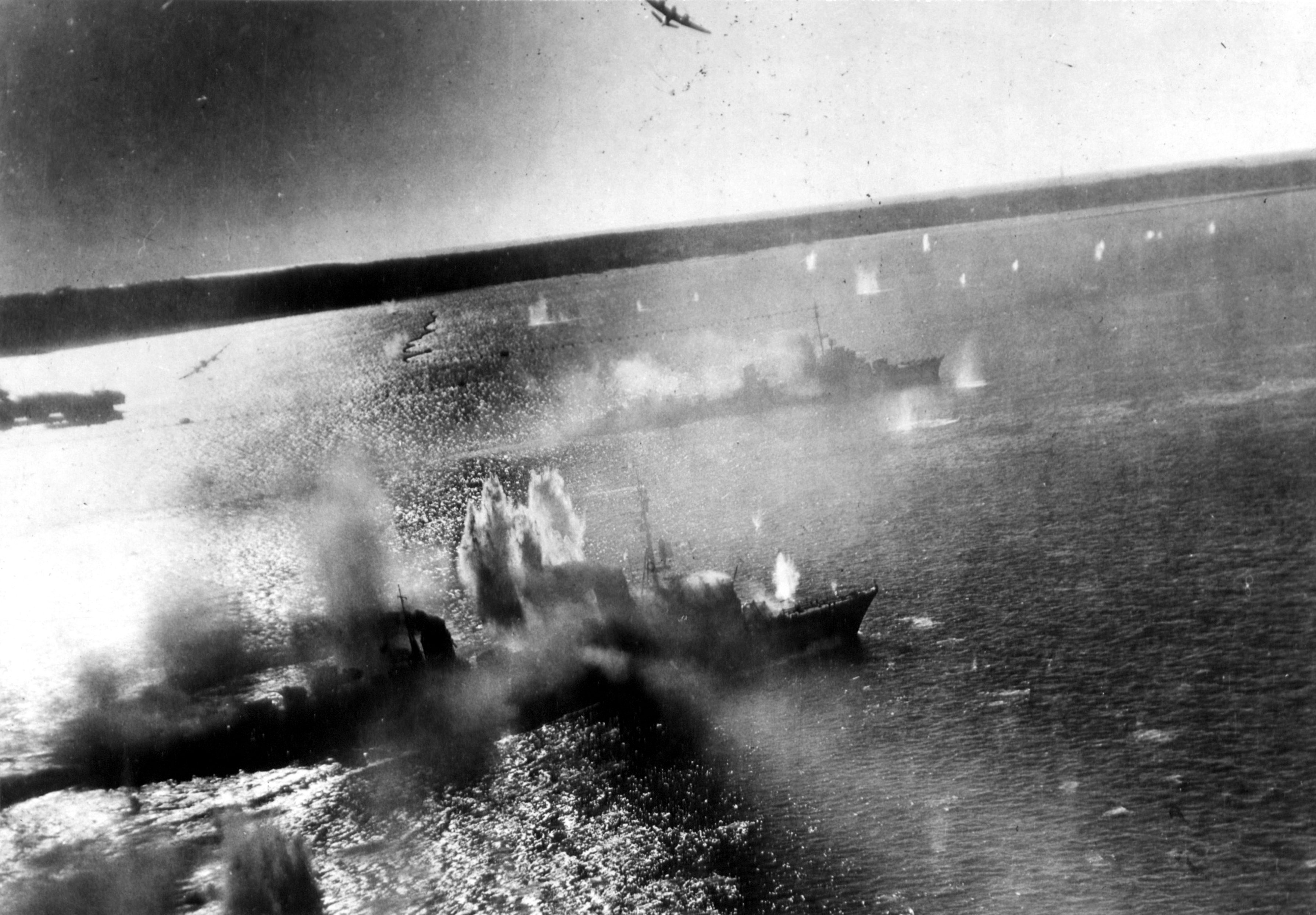
連合軍に航空攻撃されるドイツ軍水雷艇

ドイツ海軍はビスケー湾の各基地に合計約100隻のUボートを配備していたが、イギリス海峡には1隻も進入することができていなかった。ドイツ軍内でもUボートが上陸作戦に対抗することができないということは公然の秘密となっていた。上陸直前には連合軍は完全を期して対潜哨戒機を夜通しで運用した。Uボート狩りに多大な成果を挙げていたB-24リベレーターやショート サンダーランド飛行艇は昼夜問わず長時間飛行し、レーダーも活用してドーバー海峡の海域に目を光らせ続けた。そのため、D-デイ当日はUボートはノルマンディに近づくことすらできなかった。
しかし、ドイツ海軍は速やかに反撃に転じ、Uボート隊はかねてから上陸作戦阻止のために決められていた海域に出撃するように命令された。新装備シュノーケルを装備していた9隻のUボートは、イギリス海峡にむかい、イギリス本土南岸のワイト島とシェルブール間に散開して待機、シュノーケルを装備していない19隻はビスケー湾沖に哨戒線をはって待機、同様にシュノーケルを装備していない7隻がイギリス本土南岸のリザード岬とスタート岬沖に散開、そして21隻（うち5隻がシュノーケル装備）がノルウェーのベルゲン港に待機したしかし、Uボートの反撃が成功することはなかった。特にシュノーケルを装備していなかったUボートが次々と対潜哨戒機に撃沈され、7日にU955がショート サンダーランドに撃沈されたのを皮切りにして、8日にはU970が同じくショート サンダーランドに撃沈された。特にイギリス空軍第224飛行中隊の活躍は著しく、ケネス・オーウェン・ムーアが操縦するB-24リベレーターでU373とU441をわずか20分もの間に撃沈している。さらに同日にU629、9日にU740、10日にはU821が撃沈された。シュノーケルを装備していないUボートが連合軍の厚い対潜哨戒網を突破できないことは明らかであり、生き残った全艦に撤退が命じられた。
シュノーケルはその性能を発揮して、装備していたUボートの生存性は高まり、U767が6月15日にイギリス海軍フリゲート艦モーンを撃沈する戦果も挙げたが、その成功は限定的なものであり、その3日後の18日にはU767は3隻のイギリス軍駆逐艦の集中攻撃で撃沈、その後もUボートは多少の戦果は挙げるものの、連合軍の補給路に影響を及ぼすほどの損害を与えることはできず、逆に7月中に8隻を失った。この数字は出動したUボートの60％以上であった。8月初めにアメリカ軍がブルターニュ半島に進撃し、ブレストとロリアンのUボート基地を脅かすまで、イギリス海峡の連合軍補給路に対するUボートの攻撃は継続され、12隻の輸送艦と5隻の護衛艦を撃沈する戦果を挙げたが、15隻のUボートと約750人の水兵を失うという大損害を被った。シュノーケルが真価を発揮したのが、Uボート隊がフランスの各基地からノルウェーに撤退するときであり、連合軍の厚い対潜哨戒網を31隻のUボートが突破して撤退することができた。
水上艦隊は、ハインリッヒ・ホフマン少佐の第5水雷艇隊の水雷艇T28、メーヴェ、ヤグアーが第一陣として6月6日未明にル・アーブルから出撃した。3隻の水雷艇はソード・ビーチ沖の艦隊に対して雷撃を行い、自由ノルウェー海軍の駆逐艦スヴェンナー（HNoMS Svenner）を撃沈、攻撃後、敵弾を回避し帰還に成功した。シェルブールからも2個戦隊の水雷艇が出撃したが、こちらは連合軍艦隊と接触することができずに引き上げている。しかし、これらのドイツ海軍の抵抗は所詮“ノミが象を噛んだような”ものであり、クランケはこの日の日記に「このような優勢な敵に対しては、なに一つ効果的な打撃を与ええないことは明白である」と書いている。
ドイツ海軍は、6月8日から9日にかけてシェルブールの強化のためにビスケー湾を根拠地とする駆逐艦隊をブレストに移動させた。そして6月9日には、ドイツ軍駆逐艦隊は連合軍艦隊を叩くためにブレストを出港した。しかし、連合軍は事前にドイツ軍駆逐艦隊の動向を掴んでおり、3隻のドイツ軍駆逐艦に対して、8隻のイギリス、カナダ、ポーランド3か国海軍の駆逐艦が出撃、連合軍艦隊はブルターニュ半島沖でドイツ軍駆逐艦隊を捕捉し、ブルターニュ沖海戦によってドイツ軍は「Z32」と「ZH1」2隻の駆逐艦を失って壊滅状態となり、僅かに生き残った「Z24」も後に空襲で撃沈された。その後もル・アーブルのドイツ軍水雷艇部隊は損害を出しながらも、出撃を繰り返し戦車揚陸艦を撃沈するなどの戦果を挙げていたが、6月14日に325機のランカスターがル・アーブルを爆撃、13隻の水雷艇と多数の哨戒艇、掃海艇などが撃沈破されて、ル・アーブルで動ける艦艇は水雷艇1隻になってしまうなど壊滅状態に陥った。また、ドイツ海軍基地のあったブローニュ＝シュル＝メールも同様な爆撃によって、湾内にいた艦船の殆どが撃沈破されてしまい、早くも連合軍に対抗する海上戦力は壊滅状態となってしまった。

### ドイツ空軍の防衛対応
ドイツ空軍も海軍同様にD-デイ当日には殆ど対応できなかったが、すぐさま反撃に転じた。期待の第10航空兵団の爆撃機が連合軍橋頭保を爆撃するため白昼に出撃したが、激烈な連合軍の迎撃により撃退された。白昼の攻撃は困難と思い知らされたドイツ空軍は夜間に誘導ミサイルや誘導爆弾で輸送艦隊を攻撃するため出撃したが、連合軍輸送艦隊は煙幕を巧みにつかって誘導兵器の使用を妨害した。それでも10日間の間に5隻の連合軍艦船を撃沈する戦果を挙げたが、この程度の損失では連合軍には殆ど打撃はなかった。
さらにゲーリングは増援を送り込むことを命じ、D-デイ翌日には15個以上の飛行隊が可及的速やかに異動され、その結果、シュペルレはさらに約300機ほどの戦闘機と135機の爆撃機を受けとって、1,000機もの作戦機を指揮下に置くことが出来た。これは第3航空艦隊史上最大の戦力となったが、相手となる連合軍空軍は常時この約8倍の航空戦力を運用しており、戦力差は明らかであった。また、ドイツ空軍は作戦機の運用に混乱が見られ、東部戦線に多数の地上攻撃機を投入していたため、シュタインボック作戦と同様にフォッケウルフ Fw190を戦闘爆撃機として連合軍地上部隊を攻撃させたが、戦闘機パイロットは地上目標の攻撃法をまったく訓練されていなかったので、戦果よりは損失が遥かに多く、無駄に戦力を消耗していった。そのため連合軍のヤーボに対してドイツ軍戦闘機の迎撃が後手に回ってその跳梁を許すことになり、ドイツ軍地上部隊は多大な損失を被った。
制空権はほぼ連合軍側が握っており第3航空艦隊にできることはかぎられていたが、シュペルレは損失の割には戦果が少ない第10航空兵団の爆撃機による艦船攻撃を諦めて、連合軍艦船の通過が予想される水深が浅い海域に機雷を空中から散布することとした。この作戦のため第3航空艦隊は7月末までに延べ1,500回の出撃を繰り返し4,000個もの機雷をばら撒いたが、この作戦はこれまでの第3航空艦隊の作戦のなかで最も効果があって、連合軍艦船26隻を撃沈した。そのため連合軍補給路に一時的な混乱を生じさせ、地上部隊の進撃に困難と遅延をもたらせたが、第3航空艦隊の奮闘もこれまでで、連合軍爆撃機がドイツ軍飛行場を執拗に爆撃し続け、やがて第3航空艦隊は大損害を被って機能不全状態に陥った。

### 連合軍の進撃

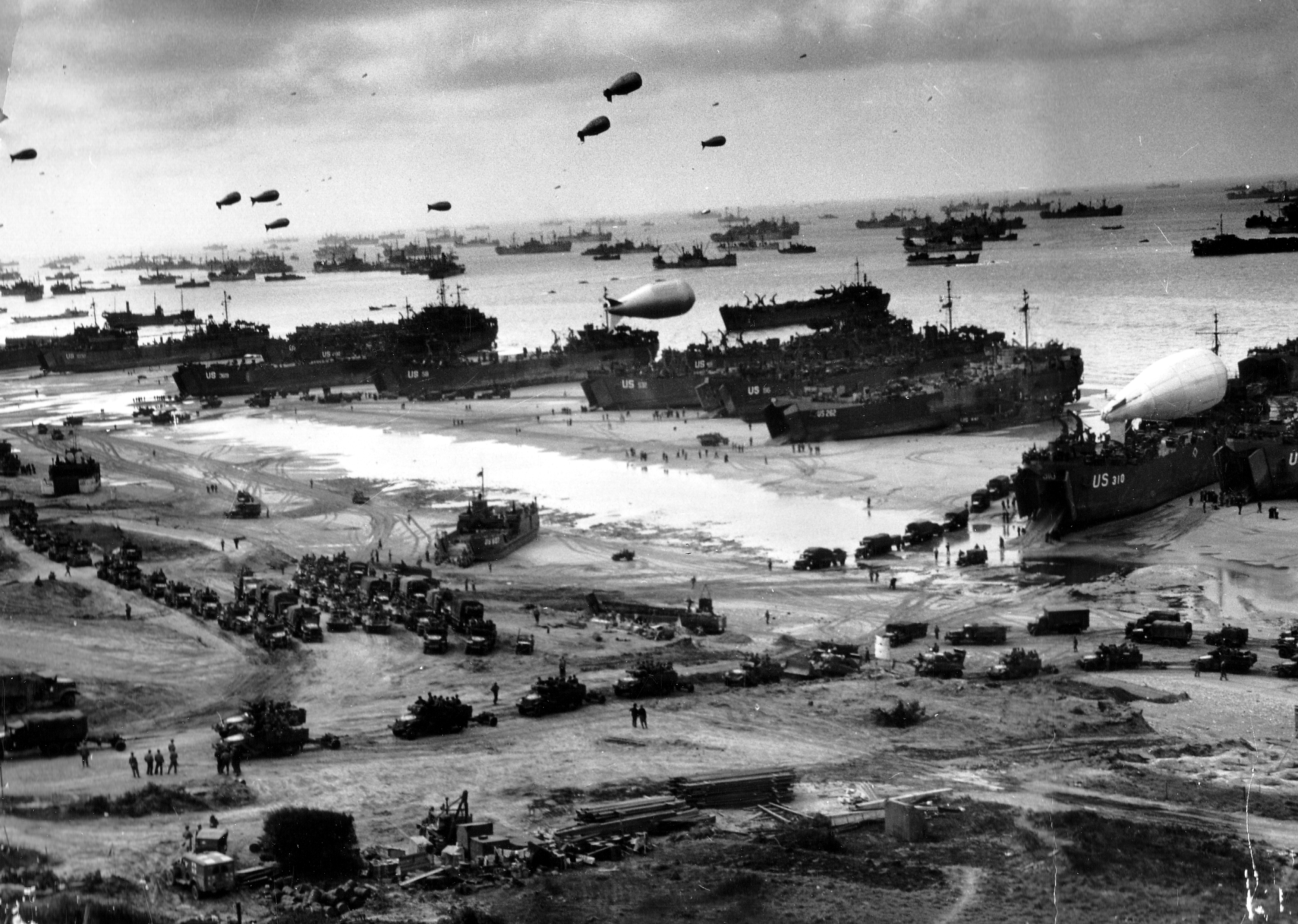
連合軍の揚陸風景

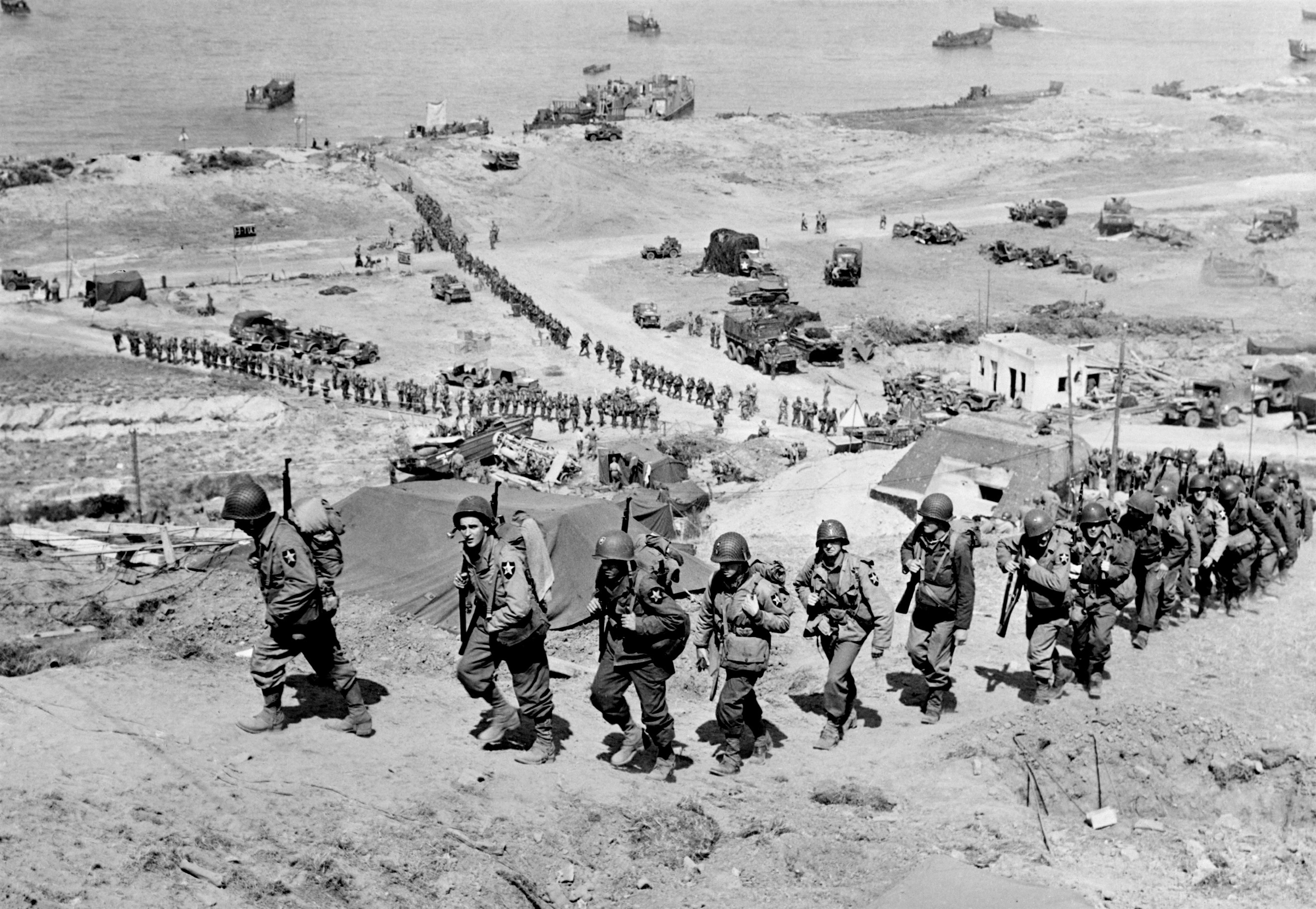
オマハ・ビーチに上陸するアメリカ第2歩兵師団

- 6月5日 - 6日：デトロイト作戦（米第82空挺師団）、シカゴ作戦（米第101空挺師団）、トンガ作戦（英第6空挺師団）
- 6月6日：ネプチューン作戦
- 6月25日 - 29日：エプソム作戦
- 6月27日：シェルブール陥落
- 7月7日：カーン陥落
- 7月17日：王立カナダ空軍スピットファイアの機銃掃射でエルヴィン・ロンメル元帥が負傷。
- 7月18日 - 20日：グッドウッド作戦
- 8月3日 - 9日：トータライズ作戦
- 8月16日：ドラグーン作戦

ノルマンディ上陸により連合軍は大西洋の壁に穴を空けることができたが、体制を立て直したドイツ軍の激しい抵抗もあり、内陸への進攻は計画通りにはいかなかった。上陸初日に確保する計画であったカーンについてはカーンの戦い（1944年）を経た6週間後となった。
Dプラス10日にはノルマンディー海岸で人工港のマルベリー港 が稼働を始め、上陸部隊への補給は順調であったが、6月19日から21日の3日間に渡りセーヌ湾に暴風雨が吹き荒れると、オマハ・ビーチ沖のマルベリー港が破壊されて、補給に乱れが生じることとなった。さらに弾薬集積場が火事で誘爆して一時的に弾薬の供給も滞ることとなり、連合軍進撃の足かせとなった。連合軍は速やかに内陸部に進撃して、占領地に多数の飛行場を整備する計画であったが、補給の問題と森林地帯を利用したドイツ軍の防衛線突破に手間取り、進撃は遅々としたもので、飛行場整備の計画は大幅に遅れることとなった。
しかし、補給の問題や飛行場整備計画の遅延は、連合軍司令部が懸念していたほどには大きな問題とはならなかった。数々の問題がありながらも、連合軍は6月6日から7週間もの間に当初計画通りの兵士や物資をフランスに送り込んだ。その数はアメリカ軍兵士903,061人、同軍用車両 176,620輌、イギリス軍兵士663,295人、同軍用車両156,025輌、補給物資744,540トンという莫大なものであり、合計36個師団が英仏海峡を渡って進撃を行うことになった。脆くも連合軍に上陸を許したドイツ軍部隊も、連合軍上陸後の増援を含めて20個師団が激しく抵抗して、その奮戦ぶりに連合軍司令部は敵ながら感銘を受けたほどであったが、結局は連合軍の進撃速度を多少遅らせることができたに過ぎず、連合軍部隊はドイツ軍を撃破しながら、7月末にはアヴランシュに到達、8月17日にはシャルトルとオルレアンを解放、そして8月23日にはパリ解放に成功している。
連合軍の上陸を許すという失態を演じたうえ、ヒトラーの意向に反した対米英和平に傾いたルントシュテット元帥は7月2日に更迭され、西部方面軍司令官にはギュンター・フォン・クルーゲが就任した。またロンメルも、7月17日にノルマンディーの前線近くを乗用車で移動中に、カナダ空軍第602飛行隊のスピットファイアによって機銃掃射され、ロンメルは頭部に重傷を負って入院し、戦線離脱となった。

## 損害

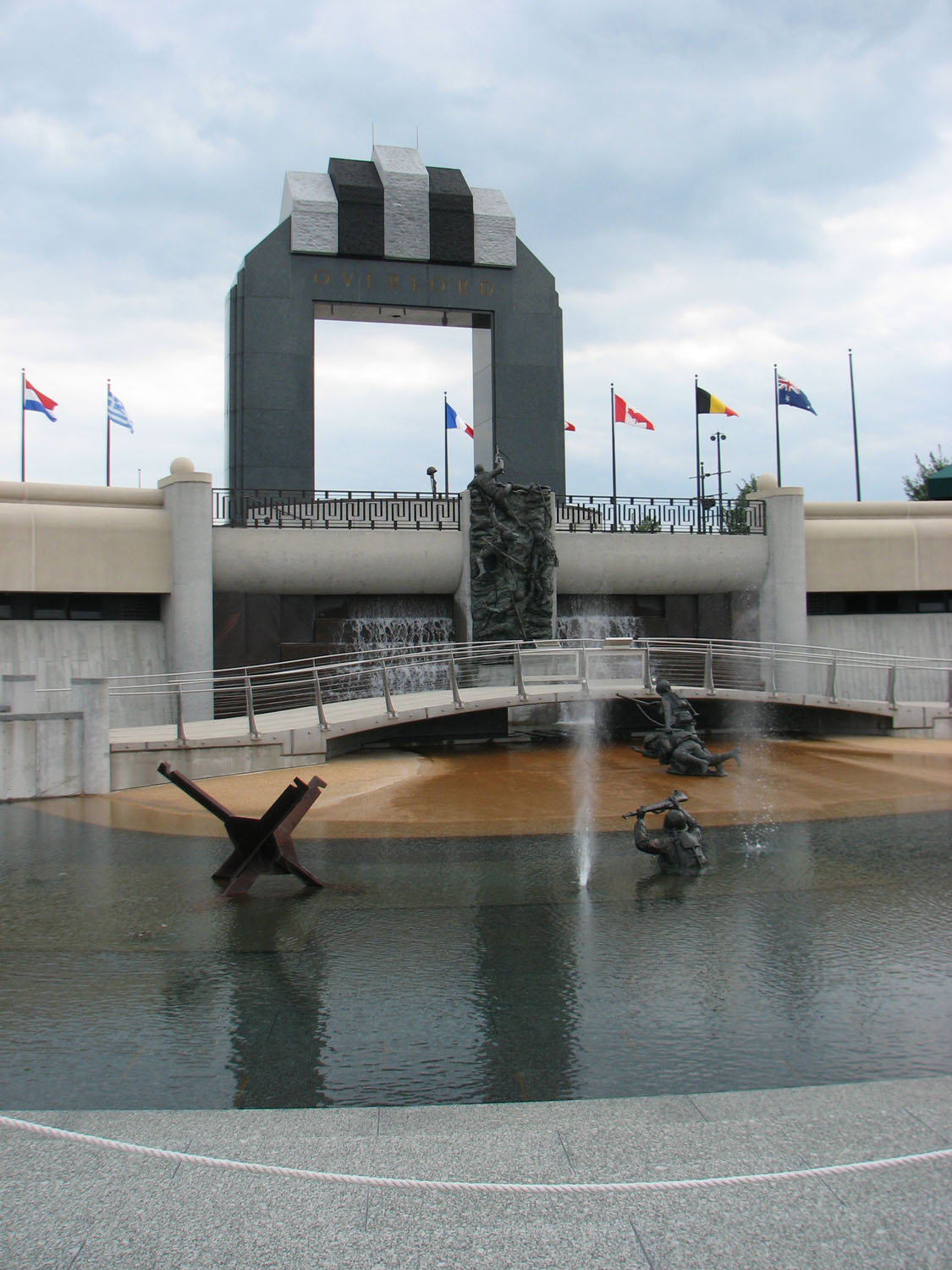
アメリカ合衆国バージニア州ベッドフォードにある「D dayメモリアル」。同市出身の兵士19人がオマハ・ビーチで戦死したことに因んで建てられた。

「ブラッディ・オマハ」での激戦で、アメリカ軍兵士らは友軍が大損害を被ったと感じていた。しかし、戦闘後に明らかになった2,000人の死傷者と行方不明者の人的損失は、最高司令部が想定していた犠牲者を遥かに下回っていた。なぜこのような誤認が起こったのか、アメリカ陸軍の公式戦記筆者フォレスト・C・ボーグ博士が兵士らに聞き取りを行ったところ、兵士らは一様に「自分以外のものはみんな殺されるか、捕虜になった」と思い込んでいたとのことで、ボーグはこの兵士らからの聞き取りによって「戦争につきものの“フォグ・オブ・ウォー（不確定要素）”が犠牲者の推計値をこうも大仰なものにした要因となった」と結論づけた。
また、第1波で上陸した第29歩兵師団第116歩兵連隊A中隊が230人中212人が死傷し、死傷率90％に達するなど、上陸第1波の損害が大きかったことも、損害の誤認に拍車をかけた。特に中隊に所属していたバージニア州ベッドフォード出身の兵士35人のうち19人が戦死（4人が後日戦死）し、アメリカ合衆国全市のなかで、もっとも全市民に対する戦死者の比率が高くなったことから、戦死した兵士たちは「ベッドフォード・ボーイズ」と呼ばれ、その活躍談や被害が強調されたこともその一因となった。海岸近くに接近して正確な艦砲射撃を浴びせた駆逐艦や、上陸に成功した第2レンジャー大隊などの活躍もあって、洋上でアメリカ兵多数を殺傷したドイツ軍砲台や海岸線のトーチカは早い段階で撃破されて、第2波以降の死傷者は激減することとなって、比較的良好な状態で上陸することができている。

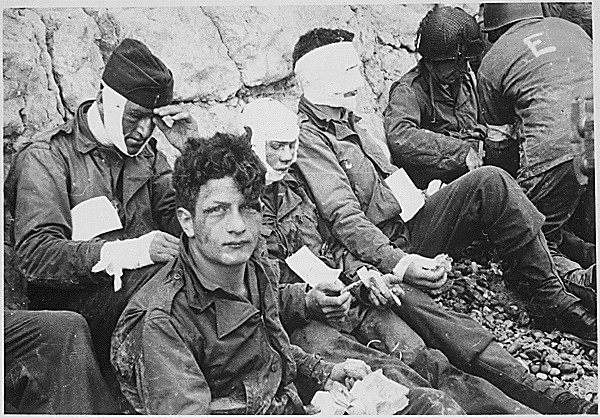
オマハ・ビーチでの負傷兵

しかし、ブラッディ・オマハでこの上陸作戦最悪の損害を被ったことには変わりはなかった。D-デイにオマハ・ビーチに上陸したアメリカ軍は34,250人であったが、そのなかで死傷率は5.8％に達し、連合軍が上陸した全ビーチの中で最悪なものとなった。苦戦の要因は様々指摘されているが、そのなかで大きなものの一つが、太平洋戦域のアメリカ軍が日本軍に対して、タラワの戦いやマキンの戦いなどで大苦戦したことを反省し、上陸戦術の改善を進めていたのにもかかわらず、ヨーロッパ戦線の連合軍首脳らは「太平洋戦線に学ぶことは何もない」との傲慢さで、太平洋戦線での上陸作戦の進化を全く参考にすることがなかったことも指摘されている。特にタラワの戦いでは、日本軍の激烈な抵抗によって上陸におけるアメリカ軍兵士の死傷率は30％にも達して「恐怖のタラワ」などと恐れられ、太平洋戦域のアメリカ軍は膨大な数のアムトラック（水陸両用車）を準備するなどの、上陸戦術の飛躍的な改善を急がなければならなかった。
日本軍相手の太平洋戦線から異動してきてこの上陸作戦の策定にも携わったチャールズ・コーレット少将は、太平洋戦域での経験も踏まえて、上陸作戦準備の際に最高司令部に対して、アムトラックの活用など太平洋戦域の上陸作戦に基づく進言を行ったが、司令部はDD戦車の使用に拘り、コーレットの進言は無視された。しかし、DD戦車の使用はうまくいかず、特にオマハ・ビーチでは高い波にのまれて沈没するDD戦車が続出して苦戦の原因ともなった。装甲は薄いとはいえ、海に対する適正はアムトラックやアムトラックの戦車型であるアムタンクがDD戦車とは比較にならないほど優れており、司令部の判断は完全に裏目に出ている。
連合国軍最高司令部は、第1軍司令官のブラッドレーがタラワの戦いを参考にして50,000人の死傷者を被ると想定していたように、多大な損害を被ると懸念していたが、ドイツ軍の抵抗は思いのほか弱いものとなった。これは、ドイツ軍の大方の予想に反して、連合軍がパ・ド・カレーではなくノルマンディに上陸したこと、D-デイの前から天気が崩れたため、ドイツ軍司令部は当面連合軍の侵攻はないと判断し、ロンメルはドイツ本国に帰国しているなど、ドイツ軍側に緊張感が欠落しており、完全な奇襲になってしまったことによって、連合軍に易々と上陸を許すこととなった。奇襲されたドイツ軍は大混乱し、非常に脆く敗退したためその様子を見た連合軍は、堅牢を誇りながらイスラエルの民が角笛を吹いただけで崩壊したと言われるエリコの壁を彷彿したという。
また、上陸してきた連合国軍に対しても、ロンメルが主張していた「水際配置・水際撃滅」に対して、ルントシュテットが主張していた、主力を後方に置いて連合国軍をいったん上陸させた後に機動力を駆使してこれを海に追い落す「防衛第2線構想」が真っ向から対立していたことによって、政治的決着としてヒトラーによる妥協案が採用されることとなったが、結果的にどっちつかずとなり、一部を除いて満足な抗戦すらできなかったこと、また、数少なかったドイツ軍機甲部隊による反撃のチャンスも、ヒトラーの投入承認が遅れたことや、連合軍空挺部隊による欺瞞作戦にはまってその機会を失ってしまったため、満足な反撃ができなかったことなどが挙げられる。
D-デイのアメリカ軍全体の戦死者は戦死1,465人～2,501人となったが、この損害も作戦立案者が推計した値を遥かに下回るものであり、連合軍最高司令部の懸念は全くの杞憂に終わった。ユタ・ビーチに上陸したアメリカ軍第4歩兵師団の先頭となった第8戦闘団と第22戦闘団の戦死者はたった12人で、殆どの兵士が戦闘どころかドイツ兵の姿すら見なかった。この日のために猛訓練を積み、生死は「神のみぞ知る」と覚悟していた多くの兵士にとっては、D-デイの勝利がなんとなく、呆気ないものに感じられたという。

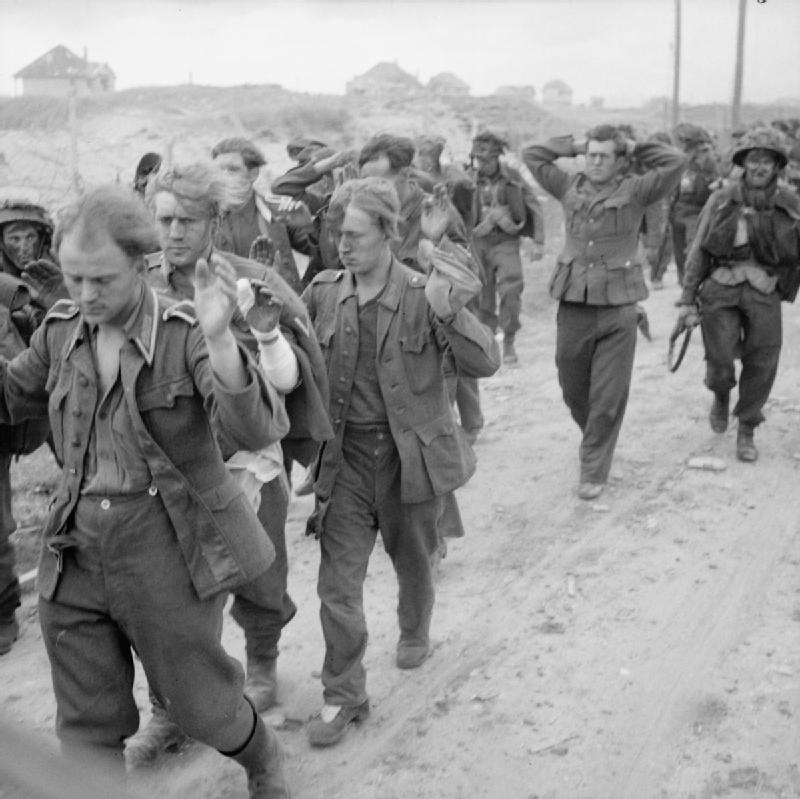
連行されるドイツ兵捕虜、十分な抵抗もせず大量のドイツ兵が投降した

一方でドイツ軍の死傷者は約9,000人であったが、他に約200,000人が捕虜となっており、連合軍上陸初日で大損害を被ることとなった。結局、ドイツが国力を集中して構築した「大西洋の壁」は、若干の陣地での頑強な抵抗を除けば、連合軍にとって何の支障にもならなかった。アイゼンハワーは、大きな損害を受けることなく上陸作戦が成功したことについて以下のように分析した。
しかし、この上陸作戦で最も損害を被ったのはドイツ軍でも連合軍でもなく、戦場となったノルマンディの住民たちであった。上陸前空襲によって、24時間以内に死んだノルマンディの住民は、D-デイにおけるアメリカ軍の死者の2倍以上の3,000人にも達した。そして、“ノルマンディ解放”までにドイツ軍に殺害されたり、戦闘に巻き込まれたりして死亡した市民は19,890人にも及び、他にも大量の負傷者が生じた。これとは別に、上陸前の連合軍による準備爆撃でD-デイまでにノルマンディを中心として15,000人の住民が死亡し、負傷者は19,000人にも達した。これはノルマンディ解放までにアメリカ軍が被った戦死者数を遥かに超える人数であり、連合軍の空爆で死亡したフランス国民の総数は70,000人にも達し、ドイツ軍の空襲によって死亡したイギリス国民の人数を大きく上回っている。

## 歴史的意味および余波
容易く上陸を許したドイツ軍であったが、その後は体勢を立て直して頑強に抵抗し、連合軍はどの方面でも予定通りに進撃することができず、ノルマンディー以外のフランス解放はかなり遅れた。1944年8月、南フランス上陸作戦（ドラグーン作戦）が行われたが、ドイツの抵抗で、プロヴァンス地方が解放されただけであり、フランス全土の解放は、イタリア半島を北上した連合軍が1945年1月にゴシック線を突破し、イタリア北部からフランスへの進撃が始まるのを待つことになったとしている。しかし、多少の進撃遅延があったところで、この上陸作戦が、ナチス・ドイツ崩壊を加速させたことに疑問の余地はなかった。1944年夏以降のドイツ軍の損失は破滅的な水準に達しており、ドイツ兵の犠牲者は1944年7月には215,000人、8月には350,000人にも上り、もはや毎月、スターリングラード攻防戦規模の惨敗を被っているような惨状であった。それでもドイツの戦争指導部は、数十万人の兵士を憑りつかれたかのように悉く死に向かわせており、1944年9月には国民突撃隊を編成してなりふり構わない兵士増員策を講じているが、この編成の基本的な考え方は「若者たちの命を助けて8,000～9,000万人の国民が全滅するよりは、若者たちが戦死して国民が助かる方がいい」というものであったと評した。
史上最大の作戦とも評されたが、この作戦が後年の大規模水陸両用作戦に与えた影響は限定的で、6年後に勃発した朝鮮戦争において国連軍を指揮したダグラス・マッカーサー元帥は、このノルマンディー上陸作戦やアンツィオ上陸作戦などのアメリカ陸軍が主導したヨーロッパ戦線の上陸作戦を全く評価しておらず、仁川上陸作戦においては、自らが所属するアメリカ陸軍ではなく、太平洋戦線でガダルカナルの戦いやペリリューの戦いなどで、日本軍を相手にした幾多の上陸作戦を成功させた第1海兵師団を上陸部隊とし、上陸作戦の作戦立案はアメリカ海軍のジェームズ・ドイル提督が行うといったように、マッカーサーが連合国南西太平洋軍（SWPA）司令官として行ってきた太平洋戦線型の上陸作戦となった。仁川上陸作戦はマッカーサーの目論見通りとなり、朝鮮人民軍の抵抗が予想以上に少なく、わずか3日で韓国の首都ソウルを奪還した。

### 戦後の記念式典
フランス政府は5年ごとに戦地に旧交戦国の首脳を招き記念式典を開いている。ロシア連邦はソ連の継承国として参加してきたが、2022年ロシアのウクライナ侵攻を受けて、2024年の式典は、ロシア連邦大統領ウラジーミル・プーチンは招かれなかった。

## ノルマンディー上陸作戦を主題とした作品

### 研究書
- 野中郁次郎、荻野進介『史上最大の決断 「ノルマンディー上陸作戦」を成功に導いた賢慮のリーダーシップ』ダイヤモンド社、2014年[332]

### 映画
- 『鉄路の闘い』（La Bataille du Rail、1945年、フランス映画）：ルネ・クレマン監督の下、実際にレジスタンスとして戦った人々をキャストに迎え、ノルマンディー上陸を援護するフランスレジスタンスの鉄道線妨害活動を描いた。上映の翌年カンヌ国際映画祭第1回グランプリを受賞した。
- 『史上最大の作戦』（The longest day、1962年、アメリカ映画）：コーネリアス・ライアンの原作。ケン・アナキン、アンドリュー・マートン、ベルンハルト・ヴィッキ監督。
- 『プライベート・ライアン』（Saving Private Ryan、1998年、アメリカ映画）：『戦場にかける橋』を観て映画監督を志し、8ミリ映画カメラで最初に作った作品が第二次世界大戦物だったスティーヴン・スピルバーグが念願かなって作った。正確にはノルマンディー上陸作戦後の内陸での戦闘が舞台となっている。トム・ハンクス主演。行方不明になったライアン二等兵を救助すべく派遣された8人の兵士を描いている。わざと旧式の機材を用い画質を落とすなど、スピルバーグらしい手の込んだつくりになっている。また、MG42機関銃の銃声を実際に録音して使ったり、2 cm機関砲の破壊力を直接描写したり、ティーガーIやケッテンクラートなど、ドイツ軍の装備に関するスピルバーグならではのこだわりがみられた。作品の冒頭20分間のオマハ・ビーチでの凄惨な戦闘シーンが話題となり、以降の戦争映画の表現に大きな影響を与えたといわれる。
- 『レディ・エージェント 第三帝国を滅ぼした女たち』（Les Femmes de l'Ombre、2008年、フランス映画）：ソフィー・マルソーが主演、実話をもとにした映画。ノルマンディ上陸作戦の始まりの物語。たった5人のフランス女性が、女を武器に極秘の使命を受けドイツ軍の中に潜入する。
- 『チャーチル ノルマンディーの決断』（Churchill、2017年、イギリス映画）：当時のイギリス首相ウィンストン・チャーチルの作戦決行までの96時間を描いた作品。

### テレビ番組
- 『バンド・オブ・ブラザース』（Band of Brothers）：スティーヴン・アンブローズによるノンフィクション。スティーヴン・スピルバーグ、トム・ハンクスによってテレビシリーズ化された。
- 『映像の世紀 バタフライエフェクト』「史上最大の作戦 ノルマンディー上陸」：NHK総合テレビジョンで2024年4月15日に初回放送された[333]。

### シミュレーション・架空戦記
- ピーター・ツォウラス『Dデイの惨劇 1944年6月、連合軍敗退』大日本絵画、1995年

### 漫画
- 『ピーナッツ』：チャールズ・M・シュルツは毎年D-デイに、犠牲となった兵士たちを悼み、感謝する漫画を描いていた。

### ゲーム
- 『メダル・オブ・オナー』
第二次世界大戦時のヨーロッパ戦線及び太平洋戦線を描いたアクションシューティングゲーム。PC版で登場した『メダル・オブ・オナー アライドアサルト』、PS2版の『メダル・オブ・オナー 史上最大の作戦』は、映画『プライベート・ライアン』のゲーム版とも言われ、序章のオマハ・ビーチでの上陸作戦は激しいミッションで、当時を忠実に再現している。『メダル・オブ・オナー ヴァンガード』では、第82空挺師団によるノルマンディー半島への空挺降下作戦が描写されている。
- 『コール オブ デューティシリーズ』
上記『メダル・オブ・オナー』としばしば比較されるタイトル。このタイトルを立ち上げたInfinity Ward社は、元々『メダル・オブ・オナー』を制作していた2015の一部のスタッフによって設立された（制作方針を巡って社と対立、“自分達が作りたいゲーム”を制作するために独立した）。コール オブ デューティ（CoD）シリーズの『CoD4』などModern Warfareシリーズ以前は第二次世界大戦（WW2）を舞台とした内容である。『CoD1』に上陸前夜の空挺降下、『CoD2』にオック岬上陸作戦が登場する。
- 『ブラザー イン アームズ ロード トゥ ヒル サーティー』&『ブラザー イン アームズ 名誉の代償』
ノルマンディー上陸作戦の前日からストーリーが始まる第101空挺師団を描いたゲーム。ステージには空挺降下からのノルマンディー上陸が再現されており、落下傘降下からの様々な任務を遊べるというゲームである。このシリーズは一人一人の実在する兵士を忠実に再現し描かれているため『バンド・オブ・ブラザーズ』に似た内容に仕上がっている。
- 『カンパニー・オブ・ヒーローズ』
THQ社製のRTS（リアルタイム・ストラテジー）ゲーム。キャンペーン・ゲームでは、オマハ海岸に上陸したアメリカ陸軍の一士官と彼が指揮する中隊の転戦と苦闘を描く内容が主となっており、ヴィエルヴィル、カランタン、シェルブールの解放からファレーズ・ポケットのドイツ軍包囲までを遊ぶことができる。101空挺師団を主に操作するミッションや、V2ロケット発射基地を破壊するミッションも存在する。続編のカンパニー・オブ・ヒーローズ オポ-ジング・フロントでは、英軍を主人公にした「カーンの解放」キャンペーンをプレイすることができる。
- 『D-Day ノルマンディ上陸作戦』
Digital Reality開発のRTS。日本では株式会社ズーが販売。キャンペーン・ゲームでは、ベガサス橋からファレーズ包囲までの全12ミッションを戦う。作中では60種に及ぶ兵器や装備が再現され、家屋への伏兵配備やオープントップ車両への狙撃、部位ダメージや遺棄車両の奪取等のルールを実装。製作に当たって仏Normandie Memoire協会の協力を得ており、付録として当時の生存者や従軍兵士の貴重なインタビューが収められている。
- 『Hell Let Loose』
Black Matter Pty Ltd開発のFPS。マルチプレイにてノルマンディーが登場。
- 『Enlisted』
「ノルマンディー侵攻」として収録されている。

### ボードゲーム
- 『The Longest Day』（Avalon Hill）1979年
- 『Breakout:Normandy』（Avalon Hill、L2 Design Games）1992年
- 『JUNE - AUGUST '44: The Struggle for Normandy』（DDH Games、国際通信社『コマンドマガジン日本版』第95号）2008年
- 『Destination: Normandy』（DDH Games、国際通信社「ウォーゲームハンドブック2010」）
- 『Cobra：The Normandy Campaign』（Decision Games、国際通信社『コマンドマガジン日本版』第106号）2008年
- 『The Normandy Campaign』（GDW）1983年
- 『June 6』（GMT Games）1999年
- 『The Battle for Normandy』（GMT Games）2009年
- 『Normandy '44』（GMT Games）2010年
- 『D-DAY:The Great Crusade』（Moments in History）2004年
- 『Atlantic Wall（大西洋の壁）』（SPI、ホビージャパン）1978年
- 『Victory in Normandy』（XTR、国際通信社「コマンドマガジン日本版第5号」）1992年
- 『史上最大の作戦』（エポック社、サンセットゲームズ）1981年
- 『D-DAY』（翔企画SSシリーズ、国際通信社『コマンドマガジン日本版』第46号）1989年